# 仙台市
仙台市（せんだいし）は、宮城県の中部に位置する市。宮城県の県庁所在地であり、県人口の48.9%が居住する最大都市でもある。
推計人口は約109万人を数え、東北地方では最大を誇り、当市単独で秋田県、山形県よりも多くの人口を擁している。東北地方唯一の100万都市かつ政令指定都市でもあり、経済規模も頭抜けて大きい、地方の中心都市である。
宮城県の県内総生産の55.5%、県民所得の58.3%を占め（2013年度）、「仙台一極集中」と指摘されることがある。仙台都市圏（広域行政圏）の推計人口は約153万人であり、宮城県民の68.5%が居住する。
まちづくりの理念は「“The Greenest City” SENDAI」であり、5つの行政区がある。

## 概要

仙台市中心部周辺の空中写真。2013年9月18日撮影の48枚を合成作成。。

仙台市都心部周囲には広瀬川や青葉山などの自然があり、また都心部にも街路樹などの緑が多いことから、「杜の都」との雅称を持つ。仙台市は「学都仙台」「楽都仙台」などのキャッチコピーも用いている。東北を代表する港湾およびサーフスポットである仙台港（仙台塩釜港）が北東部に、宮城県内の観光地の中で宿泊客数第1位を誇る秋保温泉が南西部に、宮城県内で利用者数1位を誇るスプリングバレー泉高原スキー場が北西部にある。中国では魯迅が留学した都市として知られる。
東日本などや海外（参照）の商店街イベントとして定着した七夕まつり（仙台七夕）、旧・仙台藩地域での仙台初売り、地方では困難な公的財源に頼らない大規模イルミネーションイベントのSENDAI光のページェント、「街角無料音楽祭」の定禅寺ストリートジャズフェスティバル、および、それがバリアフリー化したとっておきの音楽祭など、市民が中心となって創り上げた都市イベントを数々生み出しており、その運営ノウハウやフォーマットを市外・県外に移出する文化都市でもある。
このような集積度と東北における拠点性により、物販面では隣県に及ぶ経済圏を形成している。官公庁の地方支分部局が多く立地しているため、東北地方における地方中枢都市としての役割を担っている。また、東京や大阪に本社を置く大企業が東北地方を統括する支店・支社が多数立地しており、支店経済都市としての性格もある。札幌市・広島市・福岡市とともに、日本三大都市に次ぐ規模を誇る都市として、通称「札仙広福」と呼ばれる地方中枢都市を担う一角である。

## 地名について

### 市名の由来
仙台の地名の語源は諸説があり、
1. 国分氏が「千代城」と名付けたことが由来とする説。これは城の位置に千体仏があったためで、千体が転じて「千代」となった。転じた理由としては、城が千代（ちよ）に栄えるようにという願いからつけられたという説がある。その後、伊達政宗が「仙臺」（新字体で「仙台」）と改名した。
2. アイヌ語の「セプ・ナイ（広い・川）」が「せんだい」になったのであり、広瀬川が仙台の名の由来という説。
3. 同じくアイヌ語の「セン・ナイ（川の入口）」が仙台に変化したという説。
4. 仙台城のある川内地区を音読みで「せんだい」としたことが由来との説。また鹿児島県には川内市（せんだいし）が存在していた。（現薩摩川内市）

などが主なものであるが、1.の国分氏由来の説が一般的に信じられている。
政宗が改めた「仙臺」との表記は、中国の前漢代の故事とそれを題材にした唐代の漢詩に由来する。
前漢の文帝は老子の道を好み、黄河の支流に老子に詳しい人物がいると聞いて会いに行ったが、その男（河上公）は庵にこもって出てこなかった。文帝が「大空の下に王土でないところはなく、大地の果ての浜辺まで王の臣下でない者はいない」と脅したところ、男は空中に昇り「上は天に至らず、中は人に煩わされず、下は地に住まない」と言い放った。文帝は彼が神人であることを知って乗物から降りて礼をなし、道を求めた。文帝は首都・長安の西山に台（宮殿）を建てた。
唐の韓翃（かんこう）の七言律詩「同題仙遊観」では、仙遊観を伝説の崑崙山（こんろんさん）の五城十二楼（ごじょうじゅうにろう）の宮殿になぞらえている。
上文の「丹丘」とは、神々の住処のこと。「仙臺」の表記は直接的にはこの『同題仙遊観』に由来するとされる が、「仙遊観」の故事を含めて命名したとする見方もある。故事では仙人が君主の権力を超越していることを示しているため、慶長5年9月15日（1600年10月21日）の関ヶ原の戦いによって徳川家康が天下人となった約3ヶ月後、仙台城の建設を開始した慶長5年12月24日（1601年1月28日）になってもなお、政宗は家康の権力を超越する存在であると「仙臺」の名で示したとも言われる。戦後「仙臺」は新字体を用いて「仙台」と表記されるようになった。

### 異字
当項目「せんだい」の漢字表記には、「仙台」以外に下記の例が見られる。
- 千代（伊達政宗による開府前の表記）
- 仙臺（伊達政宗による開府から当用漢字導入までの正式表記）
- 先代（例：『伽羅先代萩』）
- 僊臺（例：「僊臺區及近傍村落之圖[13]」）

このうち「千代」と「仙臺」は、仙台土産の商品名などに使用される例がしばしば見られる。
「僊」は「仙」の異体字、「臺」は「台」の正字体であるため、字体による差を除くと「仙台、千代、先代」の三種が存在する。

## 地理

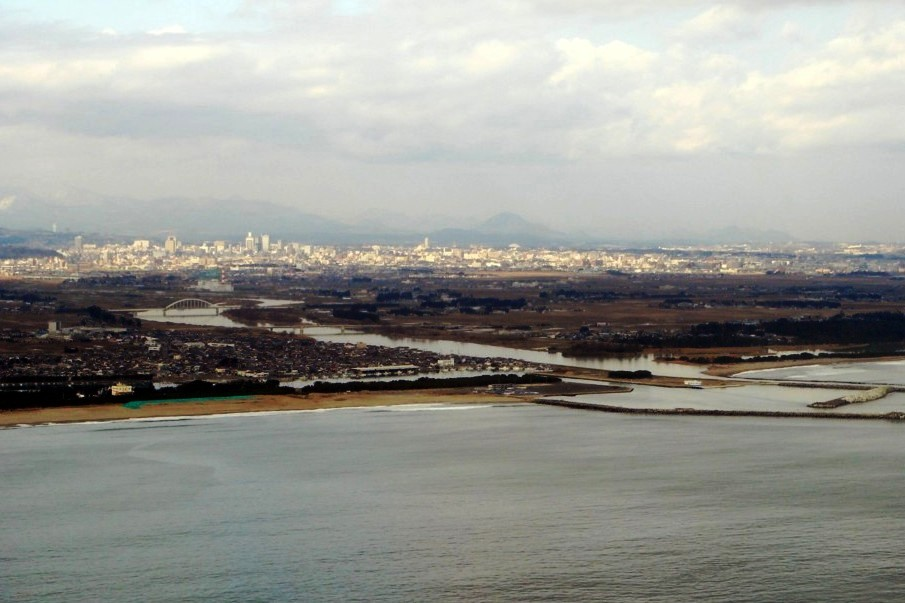
名取川河口から遠望する仙台市街

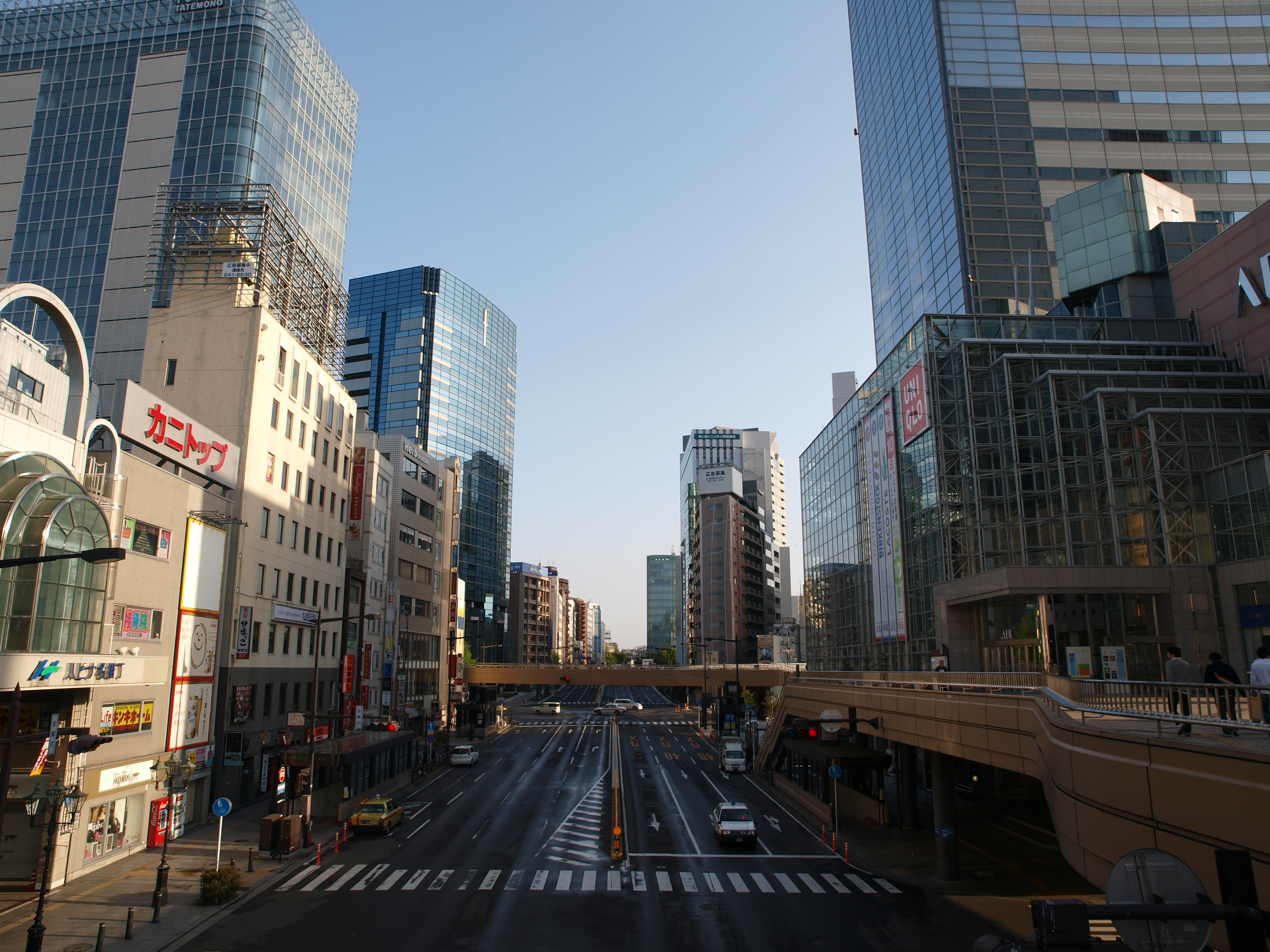
駅前通

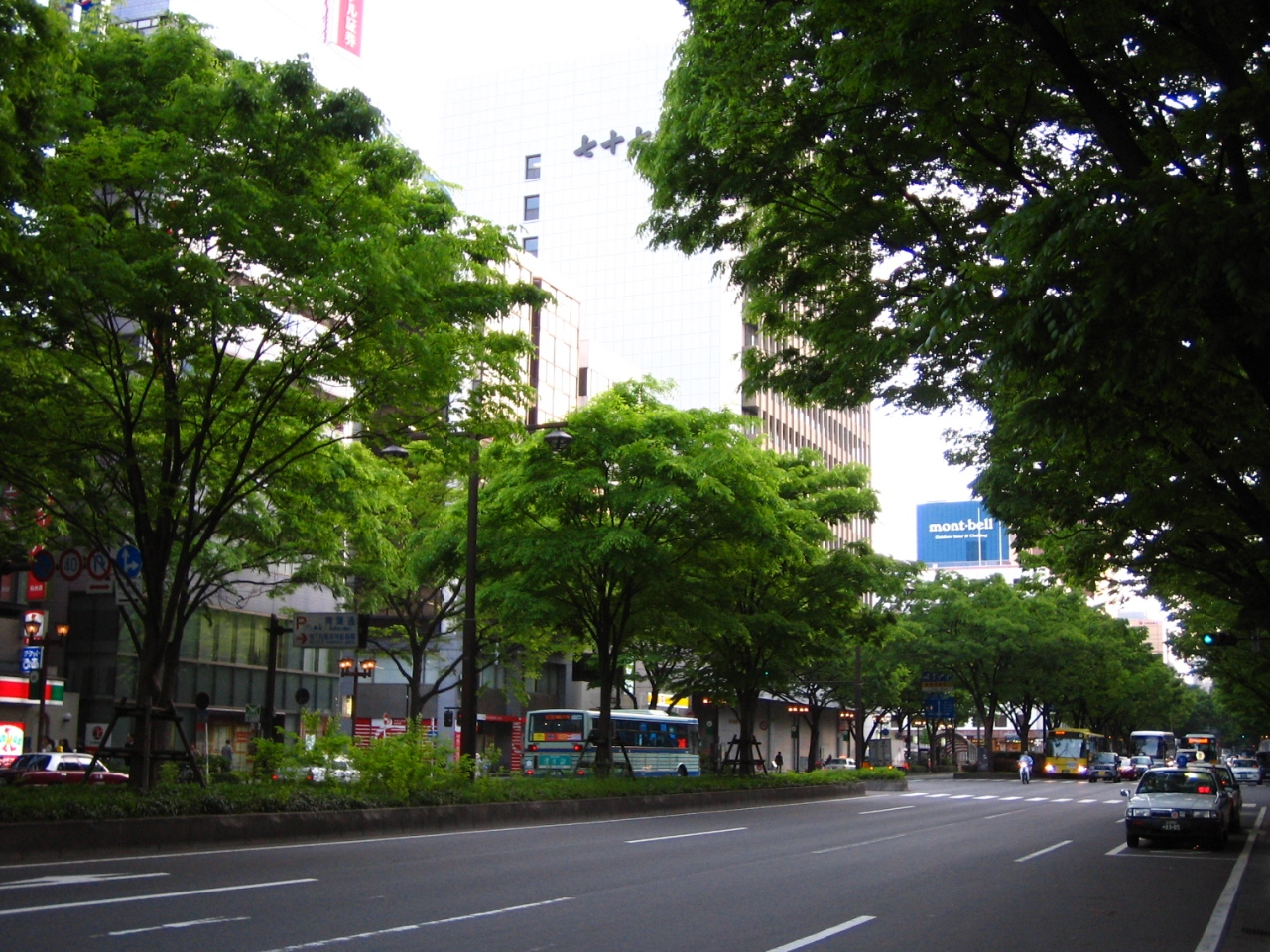
青葉通

### 位置
市域は、東を太平洋、北を松島丘陵、西を奥羽山脈、南を名取川と境界としている。東西方向に宮城県を貫いており、奥州街道ルートで長距離移動する際、本市を経由せずに南北に移動することは不可能である。
海岸から長町-利府線断層帯までが地質的には新しい沖積平野、その西が沖積平野より少し古い堆積岩類の台地であり、奥羽山脈の稜線近くは新生代に噴出した火山岩でできている。
船形山、大東岳、神室岳などはいずれも50万年から150万年前に噴火した火山である。
仙台市は奥羽山脈を挟んで山形県山形市と接している。
都道府県庁所在地同士が陸上で直接的に隣接する例には、他に京都市と大津市、福岡市と佐賀市が（海上を隔てての隣接を含めれば和歌山市と徳島市も）あり、経済的にも深いつながりを持つ。
また、市内には野生のニホンザルが頭数約550匹ほど生息しているとみられている。

### 地形

#### 山地
主な山
- 青葉山
- 船形山
- 白髪山
- 面白山
- 泉ヶ岳
- 北泉ヶ岳
- 大東岳
- 太白山など

#### 河川
主な川
- 広瀬川
- 名取川
- 七北田川
- 梅田川など

#### 湖沼
主な沼地
- 五色沼
- 長沼
- 大沼など

### 地域

#### 行政区
| 区名     | コード  | 行政区位置 | 推計人口 （人） | 面積 （km2） | 人口密度 （人/km2） | 区役所最寄駅        | 主な施設 |
| -------- | ------- | ---------- | --------------- | ------------ | ------------------- | ------------------- | --- |
| 青葉区   | 04101-7 |            | 315,176         | 302.24       | 1,043               | 南北線 勾当台公園駅 | 仙台駅, 宮城県庁, 仙台市役所, 東北大学病院, 宮城県立こども病院, 宮城県美術館 せんだいメディアテーク, 仙台国際センター, 仙台市博物館, スリーエム仙台市科学館 仙台市天文台, 仙台文学館, 仙台市戦災復興記念館, 東京エレクトロンホール宮城 日立システムズホール仙台, 仙台高等裁判所, 仙台地方裁判所, 三居沢発電所, 仙台城跡 大崎八幡宮, 青葉神社, 仙台東照宮, 瑞鳳殿, 国分町歓楽街, 勾当台公園, 西公園, 作並温泉 |
| 宮城野区 | 04102-5 |            | 193,533         | 58.25        | 3,322               | 仙石線 陸前原ノ町駅 | 国立病院機構仙台医療センター, 楽天生命パーク宮城, 弘進ゴム アスリートパーク仙台 仙台港, 仙台市民球場, 仙台市歴史民俗資料館, 夢メッセみやぎ, 陸上自衛隊仙台駐屯地 榴岡天満宮, 榴岡公園, 高森山公園（岩切城跡）, 高砂中央公園（仙台うみの杜水族館） |
| 若林区   | 04103-3 |            | 142,322         | 50.86        | 2,798               | 東西線 薬師堂駅     | せんだい農業園芸センター, 仙台市中央卸売市場, せんだい演劇工房10-BOX, 宮城刑務所 陸上自衛隊霞目駐屯地（霞目飛行場）, 深沼海水浴場, 遠見塚古墳, 陸奥国分寺 |
| 太白区   | 04104-1 |            | 237,217         | 228.39       | 1,039               | 南北線 長町南駅     | 仙台市立病院, カメイアリーナ仙台, ゼビオアリーナ仙台, 仙台市野草園, 仙台市電保存館 たいはっくる, 地底の森ミュージアム（富沢遺跡）, 仙台市縄文の森広場（山田上ノ台遺跡）,愛宕神社 仙台市八木山動物公園, 三神峯公園, 太白山, 二口峡谷（秋保大滝）, 磊々峡, 秋保温泉 |
| 泉区     | 04105-0 |            | 206,282         | 146.61       | 1,407               | 南北線 泉中央駅     | ユアテックスタジアム仙台, シェルコム仙台, スポパーク松森, 宮城県図書館 仙台銀行ホール イズミティ21, 宮城県運転免許センター, 賀茂神社, 七北田公園, 鶴ケ城公園（松森城跡） 泉ヶ岳（スプリングバレー泉高原スキー場, 泉ヶ岳スキー場, オーエンス泉岳自然ふれあい館） |

仙台市が政令指定都市に移行した1989年（平成元年）に、5つの行政区が置かれた。その際、旧泉市は泉区とし、旧仙台市域を4分割したうえ、単独区とするには人口が少なかった旧宮城町を青葉区に、同じく旧秋保町を太白区に併合する区割りとされた。現在でも旧宮城町には青葉区・宮城総合支所、旧秋保町には太白区・秋保総合支所という、それぞれの地域を管轄する役所がある。青葉区には、旧宮城町域（宮城地区）を分区する構想がある（青葉区分区問題）。なお、区名選定にあたっては方角や中央といった抽象名詞を極力使用しない命名がなされた。
| 宮城地区 | 旧宮城町（愛子・作並・南吉成・葛岡） |

| 秋保地区 | 旧秋保町（秋保・二口） |

| 区別夜間人口の市内比率（2015年国勢調査） 仙台市：1,082,159人 (100%) 青葉区：310,183人 (28.66%) 宮城野区：194,825人 (18.00%) 若林区：133,498人 (12.34%) 太白区：226,855人 (20.96%) 泉区：216,798人 (20.03%) | 区別昼間人口の市内比率（2015年国勢調査） 仙台市：1,148,389人 (100%) 青葉区：412,812人 (35.95%) 宮城野区：216,325人 (18.84%) 若林区：136,302人 (11.87%) 太白区：187,712人 (16.35%) 泉区：195,238人 (17.00%) |

中心業務地区や流通・工業地区が区内にあり、六道の辻で区境を互いに接する青葉区・宮城野区・若林区の3区は昼間人口が多い（3区合計で昼夜比12万6933人増加）。一方、太白区および泉区は市が各々に長町地区および泉中央地区を広域拠点に指定しているものの昼間人口が少なく（2区合計で昼夜比6万0703人減少）、両区はベッドタウンの様相が色濃い。
各区の国勢調査人口の推移（単位：人）

### 人口
- 推計人口：約109万人
- 登録人口：約104万人（住民基本台帳人口：約104万人。外国人登録：約1万人）
- 世帯数：477,857世帯（2012年（平成24年）10月1日）

宮城県は東北地方では最も面積が小さく、自然障壁の少ない仙台平野に県民の大半が居住するため、その中心である仙台市への一極集中がみられる。平成17年国勢調査での県内人口占有率は43.43%、22年調査では44.55%、宮城県市町村別推計人口の平成23年7月1日付で45%を突破した。令和2年国勢調査では県人口の47.6%を占める。また、同24年1月1日付で県内人口2位の石巻市の7倍を超えた。市内の人口は65歳以上が割合を増やしているが、大学や各種専門学校が多いため（→「仙台市の学校」）、若年者人口の割合が大きい。
支店経済都市と言われる仙台市は、人事異動に合わせるように統計上、年度末に約2万人が流出し、年度始めにほぼ同数が流入する。近年は、3月・4月に差し引き約5,000人程度総人口が減少し、5月・6月に回復する。同様に、第2四半期末から第3四半期始めの9月・10月にも人口が減少し、11月に回復する。
2000年代になると人口の社会増（転入超過）は僅少になり、2006年（平成18年）度からは社会減（転出超過）に転じた。転出先のトップは東京都であるが、隣接する富谷市・利府町・名取市などでの宅地開発の進展も、転出増の背景となっている。社会減を自然増で補う形で数千人/年程度の人口増となっていたが、2011年に発生した東日本大震災により、人口動態が大幅に変化した結果、社会増が回復基調にある。2012年における仙台市の転入超過は、東京23区に次ぐ全国2番目の数値となった。
平成27年国勢調査より前回調査からの人口増減をみると、3.46%増の1,082,159人であり、増減率は県下35市町村中6位、40行政区域中7位。
| |                                        |  |
| 仙台市と全国の年齢別人口分布（2005年） | 仙台市の年齢・男女別人口分布（2005年） |  |
| ■紫色 ― 仙台市 ■緑色 ― 日本全国 | ■青色 ― 男性 ■赤色 ― 女性              |  |
| 仙台市（に相当する地域）の人口の推移 \| 1970年（昭和45年） \| 598,950人 \| \| \| 1975年（昭和50年） \| 709,326人 \| \| \| 1980年（昭和55年） \| 792,036人 \| \| \| 1985年（昭和60年） \| 857,335人 \| \| \| 1990年（平成2年） \| 918,398人 \| \| \| 1995年（平成7年） \| 971,297人 \| \| \| 2000年（平成12年） \| 1,008,130人 \| \| \| 2005年（平成17年） \| 1,025,098人 \| \| \| 2010年（平成22年） \| 1,045,986人 \| \| \| 2015年（平成27年） \| 1,082,159人 \| \| \| 2020年（令和2年） \| 1,096,704人 \| \| |                                        |  |
| 総務省統計局 国勢調査より |                                        |  |
| 1970年（昭和45年） | 598,950人                              |  |
| 1975年（昭和50年） | 709,326人                              |  |
| 1980年（昭和55年） | 792,036人                              |  |
| 1985年（昭和60年） | 857,335人                              |  |
| 1990年（平成2年） | 918,398人                              |  |
| 1995年（平成7年） | 971,297人                              |  |
| 2000年（平成12年） | 1,008,130人                            |  |
| 2005年（平成17年） | 1,025,098人                            |  |
| 2010年（平成22年） | 1,045,986人                            |  |
| 2015年（平成27年） | 1,082,159人                            |  |
| 2020年（令和2年） | 1,096,704人                            |  |

国勢調査人口（単位：万人）

#### 統計データ
現在の市勢
- 総人口 - 1,096,704人（2020年10月1日）
- 世帯数 - 519,331世帯（2019年7月1日)
- 年少（15歳未満）人口率 - 13.7%（2005年）
- 高齢（65歳以上）人口率 - 15.8%（2005年）
- 昼間人口 - 1,090,162人（2000年）
- 労働力人口 - 509,211人（2000年）
- 第一次産業就業者数 - 5,612人（2000年）
- 第二次産業就業者数 - 82,744人（2000年）
- 第三次産業就業者数 - 471,273人（2000年）
- 農業産出額 - 97,40百万円（2004年）
- 製造品出荷額等 - 771,325百万円（2004年）
- 商業年間商品販売額 - 7,836,820百万円（2003年）

出典
1. 総務省統計局『統計で見る市区町村のすがた2007』2007年

### 隣接自治体
宮城県
- 名取市
- 多賀城市
- 富谷市
- 宮城郡：七ヶ浜町、利府町
- 黒川郡：大和町
- 柴田郡：村田町、川崎町
- 加美郡：色麻町

 山形県
- 山形市
- 尾花沢市
- 東根市

## 気候
気象庁により、気象観測が行われている観測所は、以下の3か所である。
- 仙台管区気象台：仙台市宮城野区五輪
- 新川：仙台市青葉区新川字清水尻
- 泉ケ岳：仙台市泉区福岡岳山

### 仙台市都心部（仙台管区気象台）の気候
ケッペンの気候区分によると、仙台市都心部の気候は温暖湿潤気候（Cfa）に属する。
都道府県庁所在地としては、真夏日と真冬日の合計日数が最も少なく、平年値では真夏日が23.0日、真冬日が0.8日となっている。
夏季は、最暖月である8月の日平均気温が24.4℃、平均最高気温は28.2℃と、政令指定都市としては札幌市に次いで気温が低い。
冬季は、最寒月である1月の日平均気温が2.0℃、平均最低気温は-1.3℃と、東北地方の都市としては気温が高く、八王子市や宇都宮市といった関東地方の都市よりも平均最低気温が高い。
年間平均降水量は1276.7mmと、政令指定都市としては岡山市、札幌市、堺市に次いで少ない。
年間平均降雪量は59cmと、東北地方の都市としては少ない。過去最深積雪は41cmであり、東京の過去最深積雪である46cmと比べても少ない。

### 仙台市西部（新川）の気候
寒暖の差が大きく気温の年較差、日較差が大きい顕著な大陸性気候である。降雪量が多く、旧宮城町と旧秋保町は豪雪地帯に指定されている。
仙台市西部の新川は、仙台市都心部よりも気温が低く、平年値では真夏日が14.3日、夏日が59.9日、真冬日が12.3日、冬日が129.6日となっている。
冬季は、-10℃から-15℃前後の気温が数日程度観測される。近年では2021年1月8日に-13.2℃ 、2021年1月9日に-16.3℃、2021年1月10日に-14.5℃、2021年1月11日に-11.5℃を観測し、4日連続で最低気温が-10℃を下回った。
年間平均降雪量は365cmと、仙台市都心部の年間平均降雪量である59cmと比べて大幅に増加する。
| 仙台市（仙台管区気象台、標高38.9m）の気候                    | 仙台市（仙台管区気象台、標高38.9m）の気候 | 仙台市（仙台管区気象台、標高38.9m）の気候 | 仙台市（仙台管区気象台、標高38.9m）の気候 | 仙台市（仙台管区気象台、標高38.9m）の気候 | 仙台市（仙台管区気象台、標高38.9m）の気候 | 仙台市（仙台管区気象台、標高38.9m）の気候 | 仙台市（仙台管区気象台、標高38.9m）の気候 | 仙台市（仙台管区気象台、標高38.9m）の気候 | 仙台市（仙台管区気象台、標高38.9m）の気候 | 仙台市（仙台管区気象台、標高38.9m）の気候 | 仙台市（仙台管区気象台、標高38.9m）の気候 | 仙台市（仙台管区気象台、標高38.9m）の気候 | 仙台市（仙台管区気象台、標高38.9m）の気候 |
| 月                                                           | 1月                                       | 2月                                       | 3月                                       | 4月                                       | 5月                                       | 6月                                       | 7月                                       | 8月                                       | 9月                                       | 10月                                      | 11月                                      | 12月                                      | 年                                        |
| ------------------------------------------------------------ | ----------------------------------------- | ----------------------------------------- | ----------------------------------------- | ----------------------------------------- | ----------------------------------------- | ----------------------------------------- | ----------------------------------------- | ----------------------------------------- | ----------------------------------------- | ----------------------------------------- | ----------------------------------------- | ----------------------------------------- | ----------------------------------------- |
| 最高気温記録 °C （°F）                                       | 17.9 (64.2)                               | 21.1 (70)                                 | 24.2 (75.6)                               | 29.9 (85.8)                               | 33.2 (91.8)                               | 35.1 (95.2)                               | 36.7 (98.1)                               | 37.3 (99.1)                               | 36.0 (96.8)                               | 30.3 (86.5)                               | 24.4 (75.9)                               | 21.8 (71.2)                               | 37.3 (99.1)                               |
| 平均最高気温 °C （°F）                                       | 5.6 (42.1)                                | 6.5 (43.7)                                | 10.0 (50)                                 | 15.5 (59.9)                               | 20.2 (68.4)                               | 23.1 (73.6)                               | 26.6 (79.9)                               | 28.2 (82.8)                               | 25.0 (77)                                 | 19.8 (67.6)                               | 14.1 (57.4)                               | 8.3 (46.9)                                | 16.9 (62.4)                               |
| 日平均気温 °C （°F）                                         | 2.0 (35.6)                                | 2.4 (36.3)                                | 5.5 (41.9)                                | 10.7 (51.3)                               | 15.6 (60.1)                               | 19.2 (66.6)                               | 22.9 (73.2)                               | 24.4 (75.9)                               | 21.2 (70.2)                               | 15.7 (60.3)                               | 9.8 (49.6)                                | 4.5 (40.1)                                | 12.8 (55)                                 |
| 平均最低気温 °C （°F）                                       | −1.3 (29.7)                               | −1.1 (30)                                 | 1.4 (34.5)                                | 6.3 (43.3)                                | 11.7 (53.1)                               | 16.1 (61)                                 | 20.2 (68.4)                               | 21.6 (70.9)                               | 18.0 (64.4)                               | 11.9 (53.4)                               | 5.6 (42.1)                                | 0.9 (33.6)                                | 9.3 (48.7)                                |
| 最低気温記録 °C （°F）                                       | −11.7 (10.9)                              | −11.5 (11.3)                              | −8.9 (16)                                 | −5.0 (23)                                 | −0.3 (31.5)                               | 5.4 (41.7)                                | 9.0 (48.2)                                | 12.9 (55.2)                               | 5.6 (42.1)                                | −0.1 (31.8)                               | −5.0 (23)                                 | −10.8 (12.6)                              | −11.7 (10.9)                              |
| 降水量 mm （inch）                                           | 42.3 (1.665)                              | 33.9 (1.335)                              | 74.4 (2.929)                              | 90.2 (3.551)                              | 110.2 (4.339)                             | 143.7 (5.657)                             | 178.4 (7.024)                             | 157.8 (6.213)                             | 192.6 (7.583)                             | 150.6 (5.929)                             | 58.7 (2.311)                              | 44.1 (1.736)                              | 1,276.7 (50.264)                          |
| 降雪量 cm （inch）                                           | 21 (8.3)                                  | 18 (7.1)                                  | 11 (4.3)                                  | 1 (0.4)                                   | 0 (0)                                     | 0 (0)                                     | 0 (0)                                     | 0 (0)                                     | 0 (0)                                     | 0 (0)                                     | 0 (0)                                     | 9 (3.5)                                   | 59 (23.2)                                 |
| 平均降水日数 （≥0.5mm）                                      | 7.6                                       | 7.2                                       | 9.1                                       | 9.2                                       | 10.2                                      | 12.3                                      | 15.5                                      | 12.7                                      | 13.0                                      | 9.6                                       | 7.4                                       | 7.9                                       | 121.7                                     |
| 平均降雪日数                                                 | 20.6                                      | 17.1                                      | 11.2                                      | 1.7                                       | 0.1                                       | 0.0                                       | 0.0                                       | 0.0                                       | 0.0                                       | 0.0                                       | 1.8                                       | 13.3                                      | 65.6                                      |
| % 湿度                                                       | 66                                        | 64                                        | 61                                        | 63                                        | 70                                        | 79                                        | 83                                        | 81                                        | 78                                        | 72                                        | 68                                        | 68                                        | 71                                        |
| 平均月間日照時間                                             | 149.0                                     | 154.7                                     | 178.6                                     | 193.7                                     | 191.9                                     | 143.7                                     | 126.3                                     | 144.5                                     | 128.0                                     | 147.0                                     | 143.4                                     | 136.3                                     | 1,836.9                                   |
| 出典：気象庁（平均値：1991年 - 2020年、極値：1927年 - 現在） |                                           |                                           |                                           |                                           |                                           |                                           |                                           |                                           |                                           |                                           |                                           |                                           |                                           |

| 新川（青葉区、標高265m）（1991年 - 2020年）の気候 | 新川（青葉区、標高265m）（1991年 - 2020年）の気候 | 新川（青葉区、標高265m）（1991年 - 2020年）の気候 | 新川（青葉区、標高265m）（1991年 - 2020年）の気候 | 新川（青葉区、標高265m）（1991年 - 2020年）の気候 | 新川（青葉区、標高265m）（1991年 - 2020年）の気候 | 新川（青葉区、標高265m）（1991年 - 2020年）の気候 | 新川（青葉区、標高265m）（1991年 - 2020年）の気候 | 新川（青葉区、標高265m）（1991年 - 2020年）の気候 | 新川（青葉区、標高265m）（1991年 - 2020年）の気候 | 新川（青葉区、標高265m）（1991年 - 2020年）の気候 | 新川（青葉区、標高265m）（1991年 - 2020年）の気候 | 新川（青葉区、標高265m）（1991年 - 2020年）の気候 | 新川（青葉区、標高265m）（1991年 - 2020年）の気候 |
| 月                                                | 1月                                               | 2月                                               | 3月                                               | 4月                                               | 5月                                               | 6月                                               | 7月                                               | 8月                                               | 9月                                               | 10月                                              | 11月                                              | 12月                                              | 年                                                |
| ------------------------------------------------- | ------------------------------------------------- | ------------------------------------------------- | ------------------------------------------------- | ------------------------------------------------- | ------------------------------------------------- | ------------------------------------------------- | ------------------------------------------------- | ------------------------------------------------- | ------------------------------------------------- | ------------------------------------------------- | ------------------------------------------------- | ------------------------------------------------- | ------------------------------------------------- |
| 最高気温記録 °C （°F）                            | 15.3 (59.5)                                       | 17.0 (62.6)                                       | 21.4 (70.5)                                       | 29.6 (85.3)                                       | 32.2 (90)                                         | 33.3 (91.9)                                       | 35.4 (95.7)                                       | 34.9 (94.8)                                       | 33.6 (92.5)                                       | 28.7 (83.7)                                       | 22.7 (72.9)                                       | 18.7 (65.7)                                       | 35.4 (95.7)                                       |
| 平均最高気温 °C （°F）                            | 2.7 (36.9)                                        | 3.6 (38.5)                                        | 7.5 (45.5)                                        | 14.1 (57.4)                                       | 19.4 (66.9)                                       | 22.2 (72)                                         | 25.5 (77.9)                                       | 26.8 (80.2)                                       | 23.1 (73.6)                                       | 17.7 (63.9)                                       | 12.0 (53.6)                                       | 5.8 (42.4)                                        | 15.0 (59)                                         |
| 日平均気温 °C （°F）                              | −0.8 (30.6)                                       | −0.5 (31.1)                                       | 2.6 (36.7)                                        | 8.2 (46.8)                                        | 13.6 (56.5)                                       | 17.4 (63.3)                                       | 21.1 (70)                                         | 22.1 (71.8)                                       | 18.4 (65.1)                                       | 12.4 (54.3)                                       | 6.5 (43.7)                                        | 1.5 (34.7)                                        | 10.2 (50.4)                                       |
| 平均最低気温 °C （°F）                            | −4.6 (23.7)                                       | −4.6 (23.7)                                       | −2.1 (28.2)                                       | 2.1 (35.8)                                        | 7.8 (46)                                          | 12.9 (55.2)                                       | 17.3 (63.1)                                       | 18.3 (64.9)                                       | 14.2 (57.6)                                       | 7.4 (45.3)                                        | 1.4 (34.5)                                        | −2.3 (27.9)                                       | 5.7 (42.3)                                        |
| 最低気温記録 °C （°F）                            | −16.3 (2.7)                                       | −16.3 (2.7)                                       | −12.6 (9.3)                                       | −7.2 (19)                                         | −1.1 (30)                                         | 3.4 (38.1)                                        | 7.0 (44.6)                                        | 7.9 (46.2)                                        | 3.3 (37.9)                                        | −2.8 (27)                                         | −5.7 (21.7)                                       | −16.1 (3)                                         | −16.3 (2.7)                                       |
| 降水量 mm （inch）                                | 76.3 (3.004)                                      | 60.1 (2.366)                                      | 89.0 (3.504)                                      | 101.2 (3.984)                                     | 115.1 (4.531)                                     | 157.5 (6.201)                                     | 215.0 (8.465)                                     | 215.5 (8.484)                                     | 214.7 (8.453)                                     | 145.9 (5.744)                                     | 85.4 (3.362)                                      | 92.7 (3.65)                                       | 1,568.9 (61.768)                                  |
| 降雪量 cm （inch）                                | 133 (52.4)                                        | 114 (44.9)                                        | 48 (18.9)                                         | 4 (1.6)                                           | 0 (0)                                             | 0 (0)                                             | 0 (0)                                             | 0 (0)                                             | 0 (0)                                             | 0 (0)                                             | 2 (0.8)                                           | 66 (26)                                           | 365 (143.7)                                       |
| 平均降水日数 （≥1.0 mm）                          | 14.7                                              | 12.3                                              | 12.5                                              | 10.7                                              | 11.0                                              | 12.4                                              | 15.9                                              | 14.1                                              | 13.8                                              | 11.6                                              | 11.8                                              | 14.3                                              | 154.1                                             |
| 平均月間日照時間                                  | 99.0                                              | 107.0                                             | 141.6                                             | 174.6                                             | 180.0                                             | 127.3                                             | 109.1                                             | 121.4                                             | 108.2                                             | 124.5                                             | 115.9                                             | 89.7                                              | 1,498.2                                           |
| 出典1：Japan Meteorological Agency                |                                                   |                                                   |                                                   |                                                   |                                                   |                                                   |                                                   |                                                   |                                                   |                                                   |                                                   |                                                   |                                                   |
| 出典2：気象庁                                     |                                                   |                                                   |                                                   |                                                   |                                                   |                                                   |                                                   |                                                   |                                                   |                                                   |                                                   |                                                   |                                                   |

## 歴史
仙台市は、かつての宮城郡南部と名取郡北部に市域が広がるが、両郡の東部に広がる仙台平野（狭義）は、西と北を陸前丘陵、東を太平洋の仙台湾、南を阿武隈川に囲まれる。また、同平野の北部は長町-利府線断層帯 を境に、北西側が洪積台地、南東側が沖積平野に分かれる。当地は、畿内に端を発する山道（後に東山道に再編）と海道（後に東海道に再編）とが合一する唯一の地 であり、その合一した街道は後年、奥大道や東街道と名称を変えながらも同断層帯およびそれに続く高舘丘陵の東縁に沿って南北に通る重要な道として存在し続けた。伊達政宗による仙台開府以前の当地では、この街道沿いを中心に、同断層帯・丘陵より東側の沖積平野にある自然堤防などの微高地（以下「東方微高地」）にのみ町場が形成された。「東方微高地」には、4世紀末ごろに東北最大の雷神山古墳（現名取市）や県内2位の遠見塚古墳が築造され、7世紀半ばの陸奥国設置後は国府とされる郡山遺跡や多賀城（現多賀城市）、さらに陸奥国分寺や陸奥国分尼寺など同国の重要施設も置いている。
多賀城が11世紀前半 に国府としての機能を失うと、陸奥国府は陸奥府中の南西部にあたる現・JR岩切駅周辺の七北田川沿い「東方微高地」に移転し、南北朝時代まで続いた。12世紀には陸奥国府は多賀国府とも呼ばれるようになり、国府周辺には多賀国府町（たがのこう町）と呼ばれる、陸奥国の政治・経済の中心地としての町場が戦国時代まで続いた。当時のその他の町場には、原町の宿場、陸奥国分寺の門前町である国分日町、国分氏の小泉城下町、粟野氏の北目城下町 などがあり、いずれも「東方微高地」にあった。
慶長5年12月24日（1601年1月28日）より政宗は、伝統的な当地の中心地である「東方微高地」ではなく、同断層帯より西側の洪積台地に広がる広瀬川の河岸段丘上に仙台城（青葉城）および城下町を建設して仙台藩62万石の中心地とした。城下は、南北道の奥州街道と、仙台城大手門から石巻街道（塩竈街道）へとつながる東西道の大町とが交差する芭蕉の辻を商業中心とし、国分日町が移転してきた国分町、北目城下町が移転してきた北目町、そして伊達氏に従って移転してきた御譜代町6町などの町人町を城下の街道沿いに配置した。「東方微高地」では、小泉城および小泉城下町が政宗によって再編されて若林城および若林城下町となったが、死後に廃城および仙台城下町に吸収合併された。また、原町の宿場は石巻街道（塩竈街道）下り第一宿駅の原町宿に再編され、旧・北目城下町の西隣には奥州街道上り第一宿駅の長町宿が設置され、それぞれ仙台城下町とコナベーションした。この結果、仙台は「2城下2宿場連接都市」の様相を呈した。またこれ以降、奥羽（東北地方）最大都市となった（参照）。旧・陸奥府中では、塩竈（現塩竈市）が仙台城下町の外港として発展し、塩竈と仙台との間に造られた運河系により物流の中継地となった蒲生や原町も発展した。
明治になると、東京と青森のほぼ中間（双方からともに約350km）に位置する当地に東北鎮台（→仙台鎮台→第2師団）が設置されて陸軍施設が集まり、「軍都」の側面を持ち始めた。1878年に仙台区となり、1882年に木道社が日本初の人車軌道（後に日本で2番目 の馬車軌道に転換）を仙台 - 蒲生間に開業。1887年には旧制二高が創立、日本鉄道（現JR東北本線）仙台駅も設置された。同駅の設置により、木道社は廃業して蒲生は中継地としての地位を失い、船運中心の江戸時代に発展した石巻や塩竈から、鉄道が集積する仙台に商権が移って、現在に至る「商都」の側面を手に入れた。
1889年（明治22年）4月1日に市制施行。日露戦争を機に1907年には東北帝国大学（現・東北大学）が創立し、東北の「学都」としての地位を確立。また、同年から大正、昭和初期にかけて「五大事業」を推進して近代都市へと脱皮し、「森の都」や「杜の都」と呼ばれるようになった。中心商業地は一番町へと移り（参照）、郊外ではかつて宮城郡役所が置かれた原町、名取郡役所が置かれた長町など隣接町村と合併して、これら新市域に工場地区を形成した。また、秋保電気鉄道や日本初の旅客用地下鉄を開業した宮城電気鉄道などの沿線には行楽地が開発された。
1941年、鉱工業が発達する福島県・秋田県に続いて東北地方で3番目に日本銀行の支店が置かれるなど、太平洋戦争前後に中央省庁の出先機関が集積する「行政都市」としての側面を得た。統制経済下で困窮した商工業者が満州国に渡って仙台村を拓いたり、仙台空襲により中心部が廃墟となったりした戦争が終わると仙台駅前には大規模な闇市が生まれ、東北各地との間で鉄道を使った物資の集散もなされた（参照）。戦後占領期には戦災復興事業により、市街地に広幅員道路が縦横に建設されて現在の都心部の基盤となった。なお、闇市に替わって公定価格マーケットや路上の屋台が市民生活を支える一方、宮城県に進駐した約1万人のGI向けに仙台駅北側のX橋（宮城野橋）周辺には歓楽街が誕生。X橋は日本ハードボイルド小説の嚆矢の舞台となった。
高度経済成長期になると、企業の支店が多く進出して第三次産業が伸長し、支店経済都市としても発展していく。1964年の新産業都市指定を機に、都市計画区域を隣接する宮城郡泉町、1971年より泉市・宮城町、名取郡秋保町に広げ、さらに1970年には12市町による「仙塩広域都市計画区域」が指定された。すると人口集中地区 (DID) の急速な拡大とモータリゼーションが促進され、都心部の交通渋滞解決の必要から国道4号仙台バイパス沿いに工業・流通地区を新設、業者が移転して空いた国分町は歓楽街に転換していった。また仙台市地下鉄の計画も始まり、1976年には仙台市電が廃止された。市電廃止は、「2城下2宿場連接都市」期における市街地の縁にあって、かつ市電と鉄道のターミナルだった北仙台・原町・長町の市内3拠点の商業中枢性を奪う結果も招いた。
1962年度から県内総生産で、1980年国勢調査からは人口でも（参照）、福島県を抜いて宮城県が東北最大県となった。すると仙台市は、泉・宮城・秋保の1市2町を編入合併し、県から権限を移譲されて市制100周年の1989年4月1日に全国で11番目となる政令指定都市に移行（参照）。この間、1982年の東北新幹線開業に合わせ、仙台駅の建て替えと大規模なペデストリアンデッキを伴う駅前整備がなされ、1987年の政宗ブームや地下鉄南北線開業に始まるバブル景気期には民間投資と箱物行政（参照）により都心部に高層ビルが建ち並び始めた（参照）。
一方で市は郊外部において、北の泉中央副都心、南の長町副都心、東の仙台港副都心（現みなと仙台ゆめタウン）、西の愛子副都心の4つの副都心を設定した。しかし、地下鉄沿線の泉中央・長町の両副都心やロードサイド店舗に物販・職場が郊外化する傾向が見られるようになったため市は、バブル崩壊後の1990年代後半からコンパクトシティを志向するようになり、都心部への「アクセス30分構想」を進めている（参照）。
2000年代に入ると高速バスの仙台 - 福島線や仙台 - 山形線などにおける値下げ・増便競争、および仙台発着便の新規開設が進み、県外からの集客力が一気に増強した。なお、JR仙台駅東口側一帯 における土地区画整理事業に伴って宮城野通が開通し、その地下にJR仙石線の地下新線が移転開通、東口駅前広場も完成した。そこに2004年、宮城球場（楽天モバイルパーク宮城）を本拠地とする東北楽天ゴールデンイーグルス（チームカラーがクリムゾンレッド）が新規参入すると、都市計画用途地域で赤系色に塗られる地域（赤：商業地域、橙：近隣商業地域）への県外・海外資本の投資が進み「レッドバブル」と呼ばれた。2006年に仙台・宮城デスティネーションキャンペーン（2008年10月1日 - 12月31日）の開催が決定すると投資は郊外を含めて加速、「ミニバブル」「プチバブル」などと呼ばれる活況を呈した（参照）。2008年のリーマン・ショック後の景気後退に加え、東日本大震災で大きな被害を受けた。しかし、震災後は復興の拠点となる一方、2015年の地下鉄東西線の開業も重なり様々な開発が活発化している。

### 仙台市域の仙台と他の町村
都市としての仙台の歴史は、慶長5年12月24日（1601年1月28日）の伊達政宗による仙台城の建設に始まる。仙台輪之内あるいは仙台輪中と呼ばれた江戸時代の仙台の範囲は、青葉山にある仙台城とその麓・河原にあたる川内と、広瀬川対岸の台地上に作られた城下町からなる南北5キロメートル、東西4キロメートルほどの範囲で、現在の市域のごく一部である。中世には青葉山に寺がいくつかあって地方的な霊場の様相があったが、後の城下町にあたる場所は古代から中世まで人家が稀な原野だった。
しかし、現在の仙台市域に広げて歴史を眺めると、いくつもの集落や町の興隆と変遷が認められる。弥生時代からの水田遺跡である富沢遺跡と南小泉遺跡の周辺は、古墳時代に入って多数の古墳が築かれた地域の中心であった。7世紀末から8世紀初めまでは郡山遺跡に陸奥国の国府が置かれた。8世紀には南小泉遺跡の北隣に陸奥国分寺と陸奥国分尼寺が建てられた。中世には多賀城から国府が市域北東部の岩切に移り、町が形成された。戦国時代には、国分寺から南小泉遺跡にかけて国分日町と呼ばれる町があった。他にも中世には平野部から山間の盆地まで、各地に集落や武士の館が作られた。　　　　　　　　　　　　　　
以降の説明では、中世に至るまで単に仙台という場合には江戸時代の仙台の範囲を指し、現在の仙台市の範囲を指す場合には特に仙台市域と呼んで区別する。江戸時代以降はそれぞれの時代の仙台をもって仙台と呼び、現在の市域と区別する。

### 先史
旧石器時代
仙台市域では、富沢遺跡で旧石器時代の焚き火跡が見つかっている。
縄文時代
縄文時代の遺跡としては、山田上の台遺跡に集落があり、市内各地で遺物・痕跡が残されている。当時の人々は低湿な平野を避けて丘陵に居を構えたので、丘陵が海に続く松島湾沿いに遺跡が集中し、仙台市域では少ない。
弥生時代
弥生時代に人々は稲作適地を求めて平野に進出し、名取川と広瀬川にはさまれた富沢遺跡と、広瀬川の北で仙台の東にある南小泉遺跡で水田が営まれた。

### 古代

#### 古墳時代
古墳時代に入ると、富沢遺跡の周辺に一塚古墳、二塚古墳、兜塚古墳など中小の古墳が作られた。南小泉遺跡の周辺にも中小の古墳が作られ、4世紀末には若林区に遠見塚古墳という東北地方最大級（第3位）の古墳が築かれた。第1位の雷神山古墳は名取川の南、現在の名取市内にあり、二つの巨大古墳の間に多数の中小古墳が散らばっていた。

#### 飛鳥時代
国郡が確定したとき、仙台市域は大部分が宮城郡に、今の太白区全体と若林区南部が名取郡に属した。
若林区で両郡の境は、自然な境界になりそうな広瀬川・名取川から北にはみ出て曲がりくねっているが、これは昔の広瀬川の流路の痕跡とされる。

#### 奈良時代
7世紀末からしばらくの間、市の南部の郡山遺跡には陸奥国の国府が置かれた。
郡山遺跡の東西には東多賀神社と西多賀神社が建立され、周辺には東北地方最大級の環濠集落もあった。
国府は神亀元年（724年）に多賀城に移転したが、740年代か750年代に、仙台の東、南小泉遺跡の北にあたる木ノ下の地に陸奥国分寺と陸奥国分尼寺が建てられた。陸奥国分寺には巨大な“七重の塔”があった。

#### 平安時代
国分寺の周辺は宮城野・宮城野原と呼ばれる原野で、平安時代には萩で名高い歌枕になった。
10世紀半ばに多賀城が国府機能を喪失したとき、国府は仙台市域の北東端、七北田川北岸の岩切に移転したと推定される。
鎌倉・南北朝時代まで、多賀国府と呼ばれたところである。七北田川の両側に町が形成され、北岸では今の多賀城市の一部まで広がっていた。

### 中世

#### 鎌倉時代
東北地方（奥羽）全域を支配していた奥州藤原氏が源頼朝によって滅ぼされると、鎌倉時代の東北地方には頼朝の側近である伊沢家景・葛西清重の両名が奥州惣奉行として置かれ、葛西氏・伊沢氏の双頭体制となった。こののち、伊沢家景は多賀城の“留守所長官”として陸奥留守職となる。伊沢家景は現利府町に定住し、26年間を利府で過ごして没した。伊沢家景の子の代から、伊沢氏は留守氏と呼ばれた。伊沢家景の子孫も、代々、陸奥留守職に就任した。こうして鎌倉時代の仙台（東北地方）は、留守氏の支配下に置かれた。

#### 室町時代
室町時代になると、室町幕府の管領家・斯波氏の一族である大崎氏が奥州探題を世襲し、仙台の地も大崎氏の支配下におかれた。大崎氏の本拠地は宮城県大崎市古川地区である。弥生時代より、仙台が“東北地方の政治的中心地”から遠ざかったのは、この室町時代だけである。

#### 戦国時代
中世、現在の仙台市域の大部分は国分氏の支配下にあった。国分氏は現在の多賀城市や仙台市岩切などを拠点とする留守氏と、激しく対立した。しかし戦国時代に入ると、両氏とも戦国大名として台頭してきた伊達氏からたびたび養子を迎えて相手方より優位に立とうなどの努力をしたが、次第に伊達氏の隷属化に組み込まれていく。
大永2年（1522年）、伊達政宗の曽祖父・伊達稙宗は、室町幕府将軍・足利義晴から、陸奥守護職に任じられた。すでに稙宗の威名は東北地方全土に浸透していた。
子だくさんの稙宗は東北地方の有力大名と政略結婚を繰り返し、奥羽に血縁ネットワークを築き上げた。しかし、その政略結婚が原因となって、天文11年（1542年）、嫡男・伊達晴宗との間に「天文の乱」が勃発した。この乱は東北地方全土に波及し、東北の戦国大名を二分する大乱となった。
天文17年（1548年）、「天文の乱」は、将軍・足利義輝の和睦勧告を受けて、晴宗の勝利で幕を閉じた。
伊達晴宗は将軍から奥州探題に任じられた。晴宗は息子の一人を、現利府町周辺を支配していた戦国大名・留守氏の跡取り養子とした（留守政景）。同じく晴宗は息子の一人を、現仙台市東部を支配していた戦国大名・国分氏の跡取り息子とした（国分盛重）。

### 近世

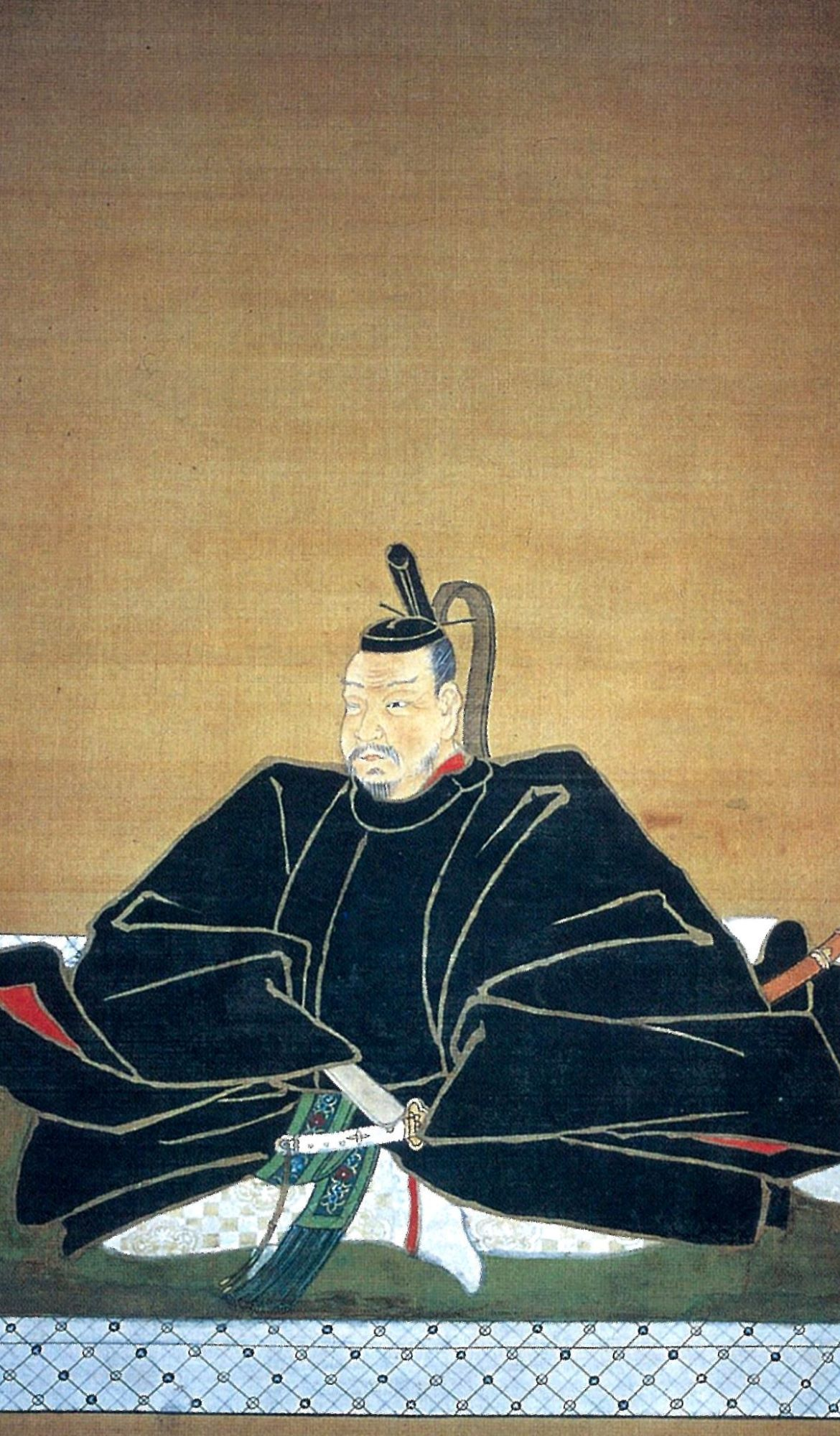
仙台の礎を築いた独眼竜伊達政宗

#### 安土桃山時代
伊達政宗の父・伊達輝宗も本来であれば奥州探題に任じられていたところであったが、織田信長が室町幕府を滅ぼしたため、輝宗は奥州探題になることができなかった。伊達政宗の叔父・国分盛重が政宗の下から逐電すると、国分氏の領地であった現仙台市は政宗の直轄領に組み込まれる。なお、国分氏が城主の時代の城下町の系譜を引くのが、現在の国分町である。
伊達政宗は常陸国の戦国大名・佐竹義重、および会津地方の戦国大名・蘆名氏らとの抗争に勝利し、東北地方の南半分を征服して“奥羽の覇者”となった。
北条氏政親子と同盟関係にあった伊達政宗は北関東の征服を目前のものとしたが、織田信長の後継者となった豊臣秀吉に服属し、秀吉は北条氏らを滅ぼして日本統一を達成する。秀吉は政宗の領地を、先祖ゆかりの現福島県および現山形県南部および現宮城県南部から、現宮城県全域および現岩手県南部へと、北へ追いやった。
これに反発した政宗は、奥羽の戦国大名・葛西氏・大崎氏を扇動して葛西大崎一揆を起こす。しかしこの一揆扇動は蒲生氏郷に露見し、政宗は一揆を鎮圧する羽目になる。
政宗は葛西大崎一揆を鎮圧し、秀吉の命令で居城を岩出山城に遷した。このころから政宗は徳川家康に接近し、秀吉の死後、家康の天下取りに協力する。
関ヶ原の戦いの後、慶長5年12月24日（1601年1月28日）政宗は新たな居城仙台城を築城開始すると、仙台の地に人口約5万人の城下町を築いた。その後も政宗は慶長18年（1613年）、スペイン帝国に慶長遣欧使節を派遣するなど、名君として君臨した。

#### 江戸時代
天正まで、現在の仙台の地は「千代（せんだい）」と呼ばれていた。
慶長5年12月24日（1601年1月28日））伊達政宗が青葉山に仙臺城（仙台城）の縄張りを始め、城下町を開いて当地の名前を「仙臺（仙台）」と改称したことで、仙台の都市としての歴史が始まった。
表高62万石の仙台藩は、加賀藩（102.5万石）、薩摩藩（77万石）に次ぎ、尾張藩（約62万石）と並ぶ大藩であり、城下町としての仙台も発展した。
伊達政宗が来るまでは戦国大名、国分氏の居城があった。
1611年11月8日（慶長16年10月4日）に仙台を訪れたセバスティアン・ビスカイノは、仙台城から見た城下町の様子を「江戸と同じくらいの大きさだが、建物はもっと立派」と報告している。
開府後も城下町は拡張を繰り返し、政宗隠居の館である若林城が完成するのと前後して、寛永年間に南東方向へ大幅に町が拡張した。
さらに正保・寛文年間には東照宮の造営された北東方向に、延宝年間には東部・北部方面へ町が更に拡大した。
宗門人別改制の導入により、江戸時代の仙台の町方・寺院方人口が一部記録として残っており、以下の表にまとめる。これに城下に暮らしていた武家人口を加えたものが実際の仙台の総人口ということになるが、城下在住の武家人口は不明である。但し郷士を含む仙台藩の武家人口は仙台藩の総人口の22%から26%を占めるなど（例えば1695年（元禄8年）の仙台・一関藩総人口81万9749人に対して一門・諸士・諸組・諸職人の人口は20万5916人）、武家の割合は非常に高かった。この内、女・子供を除いた仙台藩家臣団の総数は約3万5000人で、伊達家直属の家臣団が約8000から1万人を占め、残る約2万5000人は陪臣の家中士である。
| 元号           | 西暦   | 町方・ 寺院方 合計 | 町方   | 寺院方 | 寺院方 | 寺院方 | 出典                              |
| 元号           | 西暦   | 町方・ 寺院方 合計 | 町方   | 合計   | 出家   | 俗     | 出典                              |
| -------------- | ------ | ------------------ | ------ | ------ | ------ | ------ | --------------------------------- |
| 寛文8年        | 1668年 | 27,702             | 18,493 | 9,209  |        |        | 遠藤家所蔵文書? (岩手県史)        |
| 延宝2年        | 1674年 | 29,297             | 20,073 | 9,224  |        |        | 遠藤家所蔵文書? (岩手県史)        |
| 貞享3年        | 1686年 | 25,055             | 22,501 | 2,554  |        |        | 遠藤家所蔵文書? (岩手県史)        |
| 元禄8年        | 1695年 | 25,590             | 22,706 | 2,884  | 631    | 2,253  | 中目覚家旧蔵文書 (宮城県史)       |
| 寛保2年        | 1742年 | 26,623             | 20,374 | 6,249  | 863    | 5,386  | 今泉篁洲文庫                      |
| 明和9年        | 1772年 |                    | 20,479 |        |        | 2,619  | 封内風土記                        |
| 天明6年        | 1786年 | 15,617             | 11,610 | 4,007  | 594    | 3,413  | 今泉篁洲文庫                      |
| 享和2年        | 1802年 | 17,798             | 13,302 | 4,496  | 652    | 3,840  | 奥陽名数                          |
| 文政8年        | 1825年 | 18,444             | 13,749 | 4,695  | 710    | 3,985  | 今泉篁洲文庫                      |
| 嘉永5年        | 1852年 |                    | 15,408 |        |        |        | 仙台町方維新以前ノ雑事 (仙台市史) |
| 明治2年        | 1869年 |                    | 22,411 |        |        |        | 版籍調 (仙台市史)                 |
| 明治6年 (総数) | 1873年 | 51,998             |        |        |        |        | 日本地誌提要                      |

『仙台士名元牒』記載の寛文元年（1661年）の伊達家直属の家臣団は8952人だが、1戸平均5人を仮定すると伊達家直属家臣団の武家人口は4万4000人、最盛期の仙台の総人口は7万人以上ということになる（小倉博説）。この数字は多くの本で引用されているが、実際には直属の家臣団全てが城下に在住していたわけではないので、若干過大評価と考えられる。
寛文10年（1670年）の『御知行帳』と寛文年中の仙台城下絵図を比較すると、絵図に氏名が記入されている組士以上の侍の数は3746人中2522人、また城下在住とみられる卒・職人の数は4670人中3359人であり、合計5880人に1戸平均5人を仮定すると、城下在住の武家人口は2万9400人、総人口5万7000人と推定される。城下町の膨張がほぼ終結する延宝年中（1680年ごろ）の仙台城下絵図では、組士以上の侍の数が3288に増えている。最盛期の延宝・元禄・享保のころには城下に暮らす武家人口は約4万人に迫り、仙台の総人口も6万人を超えていたと推定される。武家人口は町の総人口の6割を超え、また武家地の面積は町の総面積の7割を超え、「武士の都」であった。
18世紀中ごろから、仙台藩の人口減少が始まる。明和9年（1772年）の『封内風土記』では侍屋敷の廃屋の記載があり、また安永年中(1780年ごろ)の仙台地図では組士以上の屋敷の数が3042に減少しており、18世紀中ごろには城下の人口も緩やかに減少していたと思われる。天明の大飢饉を境に大幅な人口減少が起こり、仙台の町も一時は武家人口を加えても4万人台まで落ち込んだとみられる。文化年中（1810年ごろ）、安政年中（1856年ごろ）の仙府絵図では組士以上の屋敷の数がそれぞれ2325、2382で、19世紀以降幕末まで、大体5万人前後の人口で推移したと推定される。
江戸時代の仙台の都市人口は、突出した大都市であった三都（江戸・大坂・京）や10万人規模の人口を有した名古屋・金沢に比べれば少ないものの、他の大藩の城下町（鹿児島・広島・和歌山・徳島）や重要港町（堺・長崎）と並び、日本で十指に入る都会として賑わった。但しその人口は東北地方の他の城下町（秋田、弘前、鶴岡、米沢、盛岡、若松などが2万人〜4万人規模）と比べて極端に突出した都市ではなかった。
また城と城下町の総面積は正保年間に10.37 km2と、名古屋(9.20 km2)や金沢(7.46 km2)をも凌ぎ、広さの上では三都に次ぐ都市規模を誇っていた。
幕末
仙台藩は幕末に、幕府から蝦夷地警護の使命を託され、北海道に多くの領地と警衛地を有し、その面積は北海道のほぼ三分の一を占めた。

### 近代

#### 明治時代
明治政府による中央集権体制下、仙台には東北地方の拠点都市として、国の出先機関の設置が進められた。また、1887年（明治20年）には旧制二高、1907年（明治40年）には東北帝国大学といった高等教育機関が設けられた。
旧仙台藩の諸施設は接収され、明治政府によって転用された。仙台城二の丸には陸軍第二師団司令部と歩兵第三旅団司令部、現仙台国際センターには工兵第二連隊司令部、現榴岡公園には歩兵第四連隊司令部が置かれ、輜重兵第二連隊（現亀岡住宅）、騎兵第二連隊第二連隊（現東華中学校）の他、練兵場（仙台城三の丸）、宮城野原練兵場（現宮城野原公園総合運動場および仙台貨物ターミナル駅ヤード）および飛行場（現国立病院機構仙台医療センター）、射撃場（旧警察学校〜現台原小学校）、工兵作業場（現東北大学青葉山キャンパス）、偕行社（現西公園）、招聘社（仙台城本丸 現宮城縣護國神社）が置かれた。
第二師団が置かれて「軍都」となり、（旧制）第二高等学校が置かれて「学都」となった仙台は、殖産興業の時代に工業ではなく、これら「第二」が付く陸軍や学校の消費活動に都市経済が依存していたため「第二都市」と呼ばれた。
明治維新
明治元年（1868年）の戊辰戦争において、仙台藩は奥羽越列藩同盟の盟主となって旧幕府側を支援した（すでに幕府は滅亡していたので、旧幕府側とは別個の勢力）。
列藩同盟の政府機関である「列藩同盟公儀府」は白石市におかれた。仙台藩主伊達慶邦は孝明天皇の弟である輪王寺宮（のちの北白川宮）を列藩同盟の盟主にそえた。
このとき列藩同盟（同盟政府）には輪王寺宮を「東武天皇」として即位させ“仙台朝廷”をつくる計画があり、伊達慶邦は征夷大将軍になる予定であった。しかし、敗戦によりこの計画は幻と消えた。
敗戦により石高を半分以下に減らされた際、伊達一門ら仙台藩各地の領主たちは、困窮した多数の家臣団を蝦夷地（北海道）へ集団移住させる決断を下した。
これにより大量の知識階級（武士階級）が北海道へ流出した。仙台藩は明治新政府と共同で札幌市を開拓したほか、単独で伊達市などを開拓した。こうして仙台藩は北海道の開拓史に大きな功績を残した。
- 明治4年（1871年）- 廃藩置県において、仙台藩は仙台県、角田県、登米県、胆沢県の4県に分割され、現在の仙台都市圏と似た範囲で仙台県が置かれた。
- 明治5年（1872年）- 何度か境界変更を繰り返し、現在の規模となり、「仙台県」が「宮城県」に改称。同時に大区小区制による「仙台区」が設置された。当時の仙台区は、現在の中心部ほどの広さであった。

県の名前を旧大藩・県庁所在地由来の「仙台県」とせず、郡名由来の「宮城県」という県名に変更するように上申を出したのは初代県令（参事）の塩谷良翰であり、人心一新を旨とするものである。なお県名改称について、明治政府が朝敵側の大藩由来の県名を懲罰的に郡名に変えたとする説があるが、これは宮武外骨が昭和になって提唱し、司馬遼太郎によって広められた説であり、実際は官軍側であっても県名に郡名を採用している例があることからも、俗説の域を出ない。
一方で旧大藩名を県名に転用した大蔵省原案の内、宮城県や愛知県など18県名が後から郡名に変更されており、官軍・賊軍を問わず旧大藩の影響力をできるだけ排除しようとした明治政府の意図があるとする意見もある。
- 1875年（明治8年）- 桜ヶ岡公園（西公園）が開園。
- 1878年（明治11年） - 郡区町村編制法による「仙台区」が設置される。
- 1887年（明治20年）
  - 仙台駅落成。
  - 12月、日本鉄道の上野 - 塩竈間（現:JR東北本線）が開通、それ以前には数日間を要していた仙台〜東京間の移動が、半日程度に短縮された。
- 1889年（明治22年） - 市制施行で、仙台区は仙台市となる。人口90,231人（全国8位）。
- 1897年（明治30年） - 河北新報創刊。
- 1900年（明治33年） - 市内に電話開通。
- 1902年（明治35年） - 榴岡公園が開園。
- 1907年（明治40年） - 東北帝国大学設置の勅令公布。
- 1911年（明治44年） - 東北帝国大学理科大学（現東北大学理学部）開学。

#### 大正時代
20世紀初頭における仙台市政の目標は、五大事業を内容とする都市計画事業と、商業・軍事・行政都市から工業都市への転換であった。
- 1914年（大正3年） - 上杉に勝山公園が開園（勝山企業の伊澤家が寄付）。
- 1920年（大正9年）
  - 第一回国勢調査時、人口約12万人。
  - 市営住宅の建築が始まる[51]。
- 1923年（大正12年）、周辺町村との合併が初めて行われ、長町、原町、南小泉地区が編入された。これ以降も仙台市は、周辺市町村との合併を繰り返した（→市域の変遷）。
- 1926年（大正15年／昭和元年）11月25日 - 仙台市電が開業した。

### 近現代

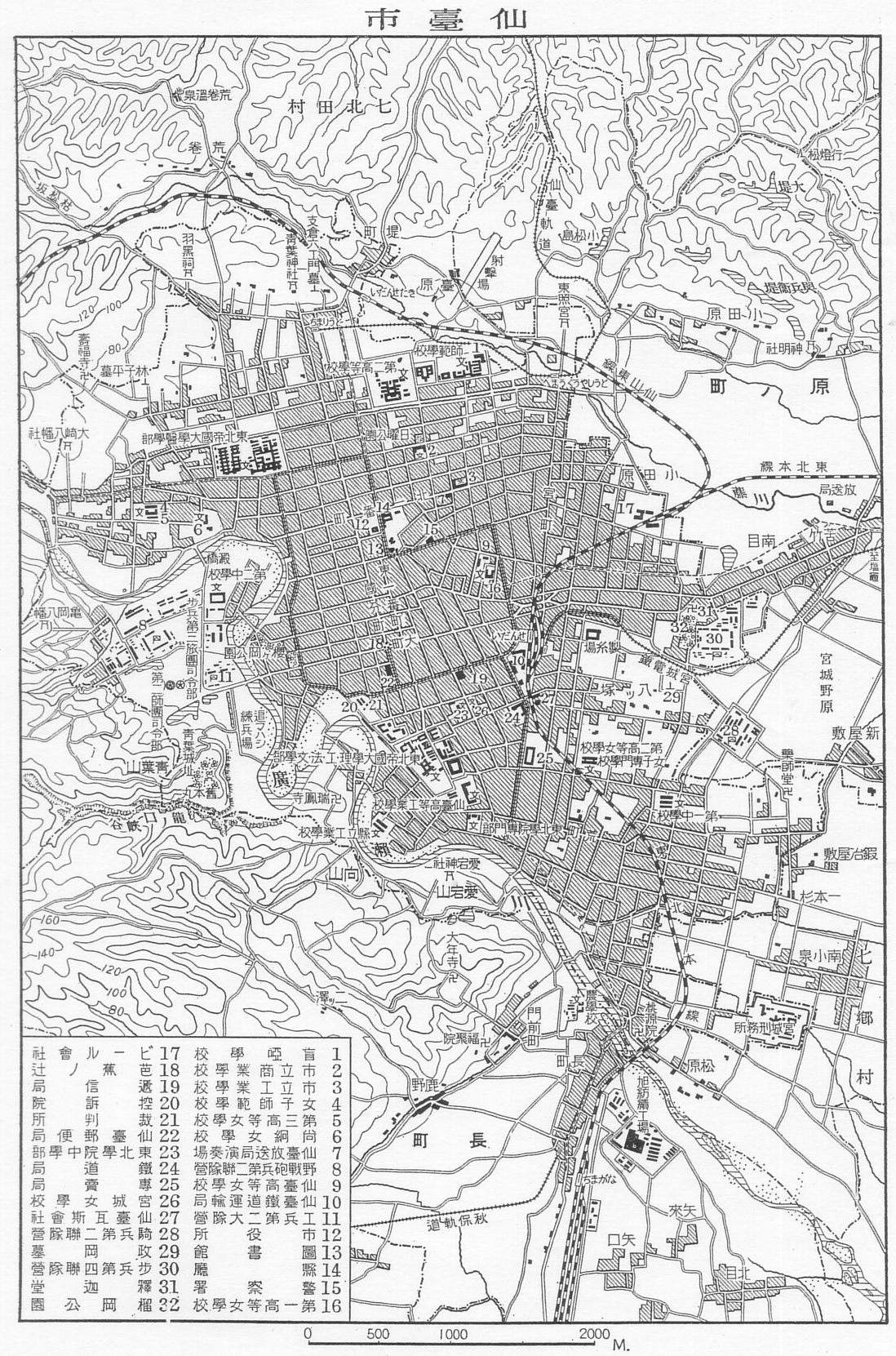
1927年（昭和2年）ごろの仙臺市および近郊地図

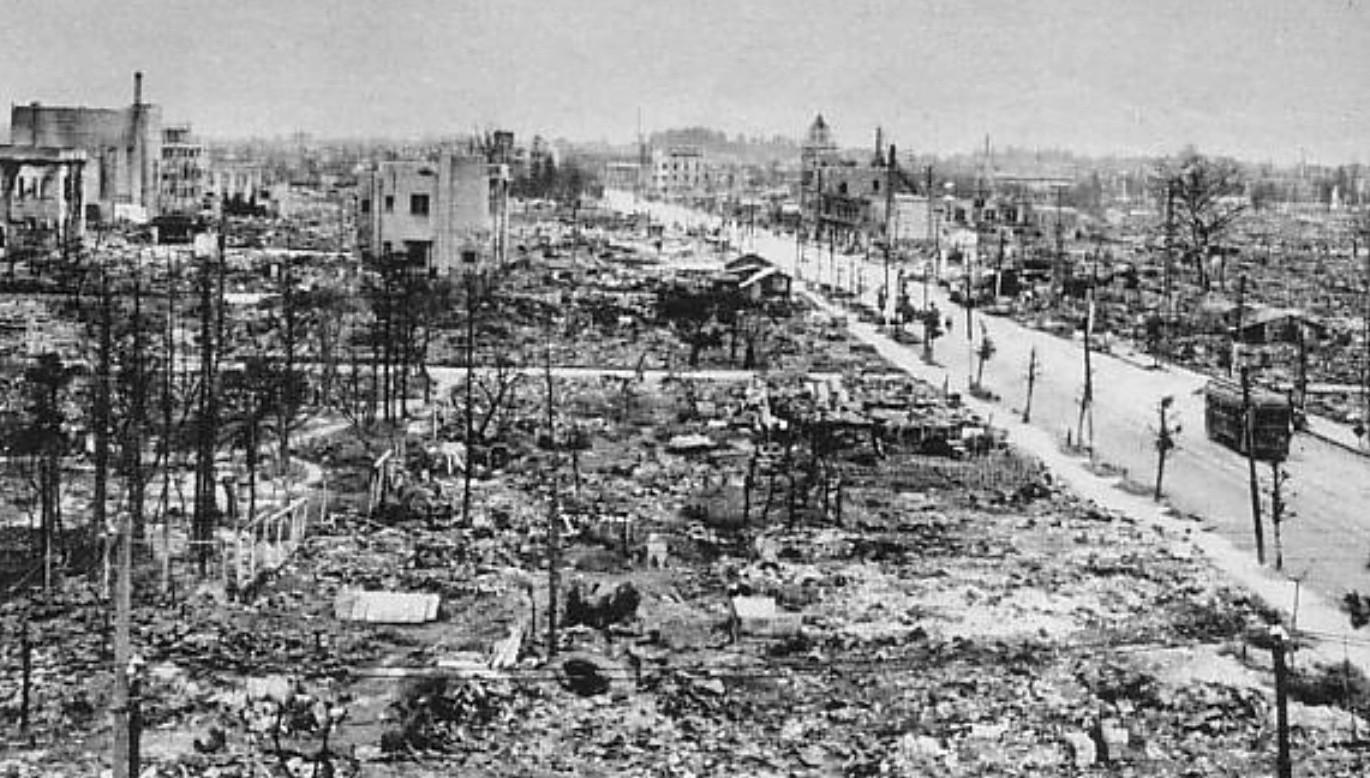
空襲で焼け野原となった仙台市街（1945年9月18日撮影）

#### 昭和時代
- 1931年（昭和6年）- 仙台市民歌が制定される。
- 1935年（昭和10年）5月 - 仙台市商工奨励館で第10回全国菓子大博覧会が開催された[52]。

第二次世界大戦と仙台空襲
第二次世界大戦末期の1945年（昭和20年）7月10日未明、仙台市街はアメリカ軍による戦略爆撃を受けた。B-29爆撃機123機による焼夷弾絨毯爆撃によって市内中心部は廃墟と化した。瑞鳳殿や仙台城大手門といった国宝（当時）や、「杜の都」のいわれともなった江戸時代から続いていた屋敷林が焼失した。戦後に仙台空襲について仙台市民が編纂した『仙台はフェニックス』（1995年）によれば、空襲による死者は1,064人で、これに加えて空襲の犠牲者と推測される身元不明者や行方不明者などが335人いたと記す
戦後の復興と高度経済成長
- 1945年（昭和20年）
  - 9月 - 終戦後、仙台には塩竈から上陸したアメリカ軍第14軍団が進駐し司令部を郵便貯金ビルに設置した。
  - 12月 - 第9軍団に交代。そして第11空挺師団が厚木飛行場から進駐し司令部を仙台陸軍工廠に設置した。
- 1947年（昭和22年）8月6日 - 昭和天皇の戦後巡幸。群衆が熱狂をもって天皇を迎える。翌日には仙台長生園、木町通小学校などに行幸[56]。
- 1949年（昭和24年）
  - 7月 - GHQが軍政組織を縮小するようになったため、第9軍団は軍政をやめて民政を使うようになる。
  - 12月 - 民政部廃止。その後民政はGHQの民事局が1952年まで行った。

仙台にあった陸軍は解体され、軍事施設の跡地は主に公園になった。また、東二番丁通、広瀬通、青葉通、定禅寺通などの広幅員の道路を縦横に通し、近代都市としての基盤が造られた。これらの大通りには、「杜の都」の復興を願って多数の樹木が植えられた。これらの樹木は、後に大木に成長して「新しい杜の都」の象徴となる並木道へとなっていく。
- 1963年（昭和38年）5月 - 昭和天皇、香淳皇后が全国植樹祭開催に合わせて行幸啓。護国神社、仙台城本丸跡、東北大学付属植物園などを訪問[57]。
- 1966年（昭和41年）仙台バイパス供用開始。トラック流通の需要増加と共に、卸・流通団地の整備が図られた。
- 1967年（昭和42年）- 人口50万人突破。
- 1971年（昭和46年）- 仙台港開港。市の花・木・鳥・虫を制定。
- 1973年（昭和48年）- 東北自動車道・仙台南IC開通。
- 1975年（昭和50年）- 東北自動車道が開通し、トラック流通・卸売りにおける東北地方の中心地の一つとなり、東北地方の経済都市としての拠点性は一層高まった。高度経済成長（第三次産業型）と支店経済の発展により、1967年には人口50万人を超える。一方で交通渋滞が深刻となり、1976年に仙台市電が廃止された。
- 1976年（昭和51年）- 仙台市電廃止。
- 1978年（昭和53年）
  - 仙台市にコンビニエンスストアが初登場。
  - 6月12日17時14分、宮城県沖地震発生（現在の仙台市域での被害: 死者16人、重軽傷者10,119人）。

高速交通網の整備
- 1980年（昭和55年）、東北自動車道が埼玉県の浦和インターチェンジまで延伸。
- 1982年（昭和57年）には東北新幹線が大宮駅 - 盛岡駅間で開業した。これらによって、仙台市と首都圏および東北地方各地との移動は飛躍的に容易となった。このころ、新仙台駅が誕生し、仙台駅西口にペデストリアンデッキも誕生した。

バブル景気と政令指定都市への移行
- 1984年（昭和59年）- 保守系の石井亨が新市長となり、「仙台・青葉まつり」が1985年に再開された。また、「SENDAI光のページェント」も同年に始まった。
- 1987年（昭和62年）- NHK大河ドラマ「独眼竜政宗」が放送される。本作が“NHK大河ドラマ史上最高視聴率”を記録し、大量の観光客が仙台に押し寄せ、仙台七夕を初めとした既存の祭りやイベントも過去最高の入り込み客数を記録する。この年は「'87未来の東北博覧会」も開催され、地下鉄南北線も開業するなど、政令指定都市移行前夜の仙台でバブル景気が始まった。
- 1988年（昭和63年）- 仙台市は泉市、および宮城町、秋保町を合併。

### 現代

#### 平成時代
- 1989年（昭和64年／平成元年）- 全国11番目の政令指定都市へ移行。バブル景気の後押しもあり、全国市長会会長を務める石井のリーダーシップのもと、数々の文化施設を建設し、大規模イベントを始めるようになった。河北新報社と共同で新市民歌「風よ雲よ光よ」を制定（1936年制定の「仙台市民歌」からの代替わりとはされていない）。

1989年には、「グリーンフェアせんだい」が泉中央地区の七北田公園で開催された。しかし、1993年、石井が宮城県知事であった本間俊太郎とともにゼネコン汚職事件で逮捕され、仙台のバブルも終焉を迎えた。
バブル期の開発行政と市民の台頭
1985年に「SENDAI光のページェント」、1991年に「定禅寺ストリートジャズフェスティバル」が市民ボランティアの手で始まった。
- 1992年（平成4年）- 南北線、泉中央駅まで延伸。
- 1993年（平成5年）- ゼネコン汚職事件で仙台市長（当時）の石井亨が逮捕（1997年1月に有罪確定）。
- 1994年（平成6年）- 東北電力サッカー部が、Jリーグ加盟を目指してプロ化。「ブランメル仙台」（後のベガルタ仙台）が誕生。
- 1997年（平成9年）- 仙台市泉区の七北田公園内に仙台スタジアム完成。
- 1998年（平成10年）- 「みちのくYOSAKOIまつり」
- 1999年（平成11年）
  - 人口100万人突破。
  - ブランメル仙台がベガルタ仙台に改称し、Jリーグに加盟。
- 2000年（平成12年）
  - 「伊達ロック」開催。
  - 仙台トンネルが開通。仙石線、あおば通駅まで延伸。
- 2001年（平成13年）- 「Jazz Promenade」と「とっておきの音楽祭」

1998年～2001年の間、市民ボランティアが主体となって開催する「街を舞台装置とした無料の屋外イベント」が多数開催される街へと変化した。
経済圏の拡大
2000年前後から始まった東北地方の陸上交通の再編の動きの中、仙台が小売の中心地として東北地方各地から買い物客を引き付けるように変化した。
- 2002年（平成14年） - 2002 FIFAワールドカップが宮城スタジアム（利府町）で行われる。イタリア代表のキャンプ地に選定。
- 2003年（平成15年） - JR線にIC乗車券・Suicaを導入。
- 2004年（平成16年）- プロ野球チームの「東北楽天ゴールデンイーグルス」が誕生。他のプロ野球チームを持つ都市との間に交流が始まる一方で、東北地方全体からの誘客力も上昇した。
- 2005年（平成17年）- プロバスケットボールの「仙台89ERS」の設立。
- 2006年（平成18年） - 仙台ナンバー（ご当地ナンバー）を導入。
- 2007年（平成19年） - 仙台空港アクセス線開業。
- 2009年（平成21年） - 仙台ホテル（江戸時代に創業）が営業終了。
- 2010年（平成22年） - 仙台都市圏環状自動車専用道路（ぐるっ都・仙台）開通。
- 2011年（平成23年）
  - 3月11日14時46分、東北地方太平洋沖地震（東日本大震災）が発生。巨大津波などにより約850人が死亡。
  - Vリーグ・仙台ベルフィーユ発足。
- 2012年（平成24年） - 日本女子サッカーリーグ東京電力女子サッカー部マリーゼを承継する形で、ベガルタ仙台レディース（後のマイナビ仙台レディース）が発足。
- 2013年（平成25年） - プロ野球・東北楽天ゴールデンイーグルスが初の日本一に。
- 2014年（平成26年）
  - フットサル・ヴォスクオーレ仙台、Fリーグ参入。
  - 地下鉄南北線にIC乗車券・icsca導入。
- 2015年（平成27年）- 仙台市地下鉄東西線開業。
- 2016年（平成28年）- G7首脳会合伊勢志摩サミットの開催に合わせ、G7財務大臣・中央銀行総裁会議が仙台市の秋保温泉で行われた[58]。

#### 令和時代
- 2022年（令和4年）- 図書施設「8BOOKs SENDAI」をオープン[59]。
- 2023年（令和5年）- G7首脳会合広島サミットの開催に合わせ、G7科学技術大臣会合が仙台市の秋保温泉で行われた[60][61]。
- 2024年（令和6年）- 「Pokémon GO Fest」開催の世界3都市（仙台・マドリード・ニューヨークの順）に選出。5月から6月にかけての4日間、仙台市全体と七北田公園で開催[62]。
- 2025年（令和7年）
  - ゼビオアリーナ仙台に通年型アイススケートリンクを新設。
  - 初音ミク「マジカルミライ」開催都市に選出。8月1日から3日間、仙台サンプラザで開催。
  - 「ドラゴンクエスト ウォーキング」開催都市に選出。11月1日から2日間、やまいち七北田公園とユアテックスタジアム仙台で開催。

### 行政区画の変遷
- 1871年（明治4年） - 廃藩置県により、仙台藩から仙台県となる。
- 1872年（明治5年） - 仙台県が宮城県に改称される。
- 1878年（明治11年） - 宮城郡より仙台城下区域が分離、仙台城下の区域をもって仙台区を設置。
- 1889年（明治22年）4月1日 - 市制施行により、仙台区が仙台市となる。
- 1928年（昭和3年）4月1日 - 名取郡長町・宮城郡原町および七郷村の一部（南小泉）を編入。
- 1931年（昭和6年）4月1日 - 宮城郡七北田村の一部（荒巻および北根）を編入。
- 1932年（昭和7年）10月1日 - 名取郡西多賀村を編入。
- 1941年（昭和16年）9月15日 - 名取郡中田村・六郷村・宮城郡岩切村・高砂村・七郷村を編入。
- 1956年（昭和31年）4月1日 - 名取郡生出村を編入。
- 1987年（昭和62年）11月1日 - 宮城郡宮城町を編入。
- 1988年（昭和63年）3月1日 - 泉市・名取郡秋保町を編入。
- 1989年（平成元年）4月1日 - 政令指定都市に指定され、青葉区・宮城野区・若林区・太白区・泉区が新設される。
- 1992年（平成4年）6月1日 - 黒川郡富谷町（現富谷市）と境界変更。
- 1998年（平成10年）12月1日 - 多賀城市と境界変更。
- 2009年（平成21年）4月1日 - 富谷町と境界変更。同日、多賀城市とも境界変更。
- 2013年（平成25年）7月1日 - 多賀城市と境界変更。

現在の仙台都心部を含んだ北側（広瀬川上流域および中流域の北側、七北田川流域など）は宮城郡、南側（広瀬川中流域の南側と名取川流域など）は名取郡に元々所属していた。

### 災害史

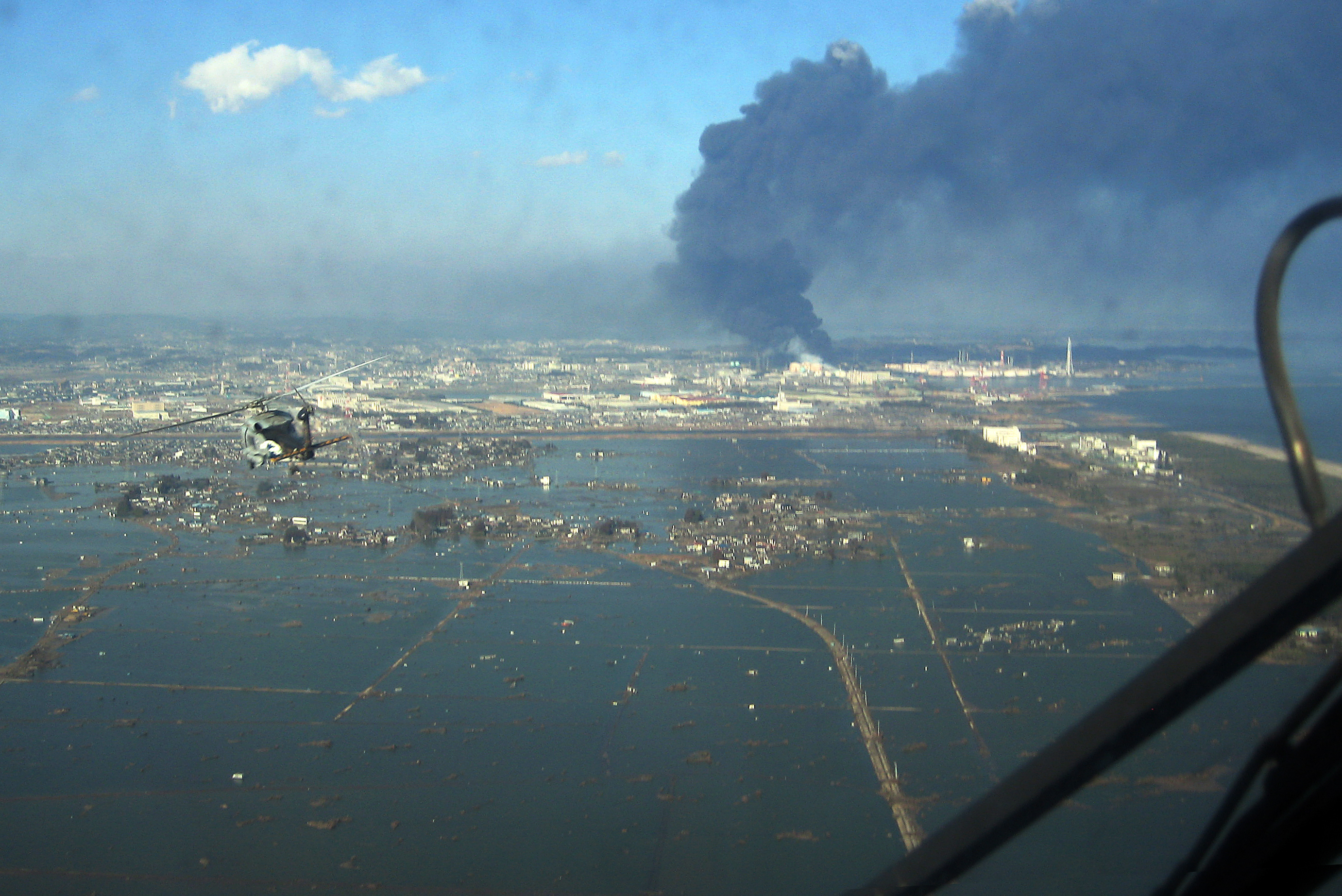
東日本大震災による津波の被害を受けた仙台市（2011年3月12日）

#### 宮城県沖地震
1978年（昭和53年）6月12日夕刻、宮城県沖を震源とする大規模地震が発生、仙台市では震度5を記録した。倒壊したブロック塀の下敷きになるなどして28名が死亡、仙台市（現在の市域相当）では住居4,385戸が全半壊したほか、電気、ガス、水道も最大1週間に渡って停止した。
宮城県沖地震は、日本全国の建築基準を全面的に改定させた。この建築基準が17年後の阪神・淡路大震災まで続くこととなる。

#### 東日本大震災
1978年の宮城県沖地震から33年後、2011年3月11日14時46分に発生した東北地方太平洋沖地震（東日本大震災）によって、地震・津波の甚大な被害を受けた。
仙台市内は震度6弱から震度6強の強い揺れに見舞われたが、政令指定都市で震度6弱以上の揺れを観測したのは、2005年の福岡県西方沖地震で福岡市で震度6弱を観測して以来となる。
また、大津波が押し寄せた宮城野区・若林区を中心に多くの家屋が倒壊・流失し、市内の全住宅約50万戸のうち10万戸以上が全半壊するという壊滅的な被害を受けた。仙台市内の死者数は約850人にものぼった。また、この時期に物流や商業の新拠点として開発がすすめられていた仙台港後背地も甚大な被害を受けた。
震災復興計画
震災後、津波の被害を受けた地域などでは、市が主導して復興特区制度を取り入れ、新たな地域産業の開拓を今後10年間行い復興する計画がされているほか、民間企業によるものも複数計画されている。

## 政治

### 行政

#### 市長
- 市長：郡和子（2017年8月22日 - ）

元東北放送アナウンサー、元衆議院議員。民進党・社民党の支持、共産党・自由党の支援を受けて当選した。
- 副市長
  - 高橋新悦（2018年4月1日 -、元水道事業管理者）
  - 藤本章（2012年4月1日 -、元総務企画局長）
  - 欠員1名

歴代市長
1946年に公選による市長選出が開始される以前には、大都市行政の専門家として、もしくは中央省庁に対する発言力の確保のために、知事や長官級の大物官吏出身者を市長として据えるのが通例であった。戦後の市長7名については、うち2名が仙台市役所の出身者、1名は弁護士という、中央での職歴を持たない人物である。
| 期    | 氏名       | 就任年月日                 | 退任年月日                 | 備考 |
| ----- | ---------- | -------------------------- | -------------------------- | ---- |
| 1-2   | 遠藤庸治   | 1889年（明治22年）5月2日   | 1898年（明治31年）3月7日   |      |
| 3     | 里見良顕   | 1898年（明治31年）4月8日   | 1903年（明治36年）3月13日  |      |
| 4     | 早川智寛   | 1903年（明治36年）4月2日   | 1907年（明治40年）7月1日   |      |
| 5     | 和達孚嘉   | 1907年（明治40年）7月2日   | 1910年（明治43年）7月2日   |      |
| 6     | 遠藤庸治   | 1910年（明治43年）12月11日 | 1914年（大正 3年）11月4日  |      |
| 7     | 山田揆一   | 1915年（大正 4年）5月25日  | 1919年（大正 8年）5月24日  |      |
| 8-9   | 鹿又武三郎 | 1919年（大正 8年）7月17日  | 1927年（昭和 2年）7月26日  |      |
| 10    | 山口龍之助 | 1927年（昭和 2年）8月13日  | 1930年（昭和 5年）6月7日   |      |
| 11-13 | 渋谷徳三郎 | 1930年（昭和 5年）8月31日  | 1942年（昭和17年）8月30日  |      |
| 14    | 今村武志   | 1942年（昭和17年）9月23日  | 1946年（昭和21年）5月14日  |      |
| 15-18 | 岡崎栄松   | 1946年（昭和21年）6月17日  | 1957年（昭和32年）12月17日 |      |
| 19-25 | 島野武     | 1958年（昭和33年）2月2日   | 1984年（昭和59年）11月6日△ |      |
| 26-28 | 石井亨     | 1984年（昭和59年）12月23日 | 1993年（平成 5年）7月3日   |      |
| 29-31 | 藤井黎     | 1993年（平成 5年）8月22日  | 2005年（平成17年）8月21日  |      |
| 32    | 梅原克彦   | 2005年（平成17年）8月22日  | 2009年（平成21年）8月21日  |      |
| 33-34 | 奥山恵美子 | 2009年（平成21年）8月22日  | 2017年（平成29年）8月21日  |      |
| 35-36 | 郡和子     | 2017年（平成29年）8月22日  | （現職）                   |      |

△は在職中死去

#### 財政
- 当初予算規模（2017年度）
一般会計：約5476億円
特別会計：約3213億円
企業会計：約2420億円
総 計：約1兆1109億円

#### 主な市営事業者
- 仙台市交通局（バス・地下鉄を運営）
- 仙台市ガス局（仙台市と近郊でガス事業を行う）
- 仙台市水道局（仙台市内で上水道事業を行う）

いずれも、出納取扱金融機関は七十七銀行である。
仙台市における「公営事業」としては、ガス・水道（上水道）・下水道・バス・地下鉄・病院の6つで構成されるが、公営企業としては上述の3事業者が4事業を手がけており、病院事業（仙台市立病院）と下水道事業（仙台市建設局下水道経営部）が、公営企業の形態をとっていない。

#### 不祥事
- 行政不服審査法違反事件 - 2013年8月7日、生活保護の審査請求書類を提出した市民に対し、職員が「行政不服審査法」の規定に反して書類の受け取りを2時間にわたり拒否、弁護士に説得され、しぶしぶ受け取る水際阻止作戦による違法事件が発生。後に厚生労働省により、同様の事例が発生しないよう、各自治体に通達を出される事態に発展した[66]。

市民による監視
1991年（平成3年）10月、公文書の開示と市政情報の提供を骨子とする「仙台市情報公開条例」が施行された。
1993年（平成5年）のゼネコン汚職事件では、当時の石井享市長が収賄による有罪判決を受けることとなった。これを端緒に仙台市では、全国にさきがけて仙台市民オンブズマンが誕生することとなった。しかし、2004年（平成16年）に東北文化学園大学補助金不正受給事件が発生して副市長が辞任に至った。

### 議会

#### 市議会
- 定数：55名
- 任期：2023年（令和5年）8月28日 - 2027年（令和9年）8月27日

| 会派                   | 議席数 | 党派               | 議員名（◎は代表） |
| ---------------------- | ------ | ------------------ | --- |
| 自由民主党             | 12     | 自由民主党         | ◎野田譲、加藤和彦、高橋たくみ、佐々木心、内藤良介、猪又隆広、千葉修平、赤間次彦、鈴木勇治、西澤啓文、庄司俊充、橋本啓一 |
| 公明党仙台市議団       | 9      | 公明党             | ◎鎌田城行、佐藤幸雄、小野寺利裕、小田島久美子、佐藤和子、佐々木真由美、竹中栄雄、嶋中貴志、鈴木広康                     |
| 市民フォーラム仙台     | 9      | 立憲民主党・無所属 | ◎加藤けんいち、沼沢しんや、ごうこ正太郎、貞宗けんじ、我孫子雅浩、村上かずひこ、鈴木すみえ、山下純、ごとう咲子           |
| 日本共産党仙台市議団   | 6      | 日本共産党         | ◎花木則彰、ふるくぼ和子、高見のり子、すげの直子、高村直也、吉田ごう                                                     |
| せんだい自民・参政の会 | 6      | 自由民主党・参政党 | ◎跡部薫、菊池崇良、田村勝、大河原ふゆこ、斎藤範夫、佐藤正昭                                                             |
| 立憲民主党仙台         | 4      | 立憲民主党         | ◎石川建治、辻隆一、ひぐちのりこ、いのまた由美                                                                           |
| 仙台維新               | 3      | 日本維新の会       | ◎仁平覚子、早坂千亜紀、東城ひろみ                                                                                       |
| 維新の会仙台市議団     | 2      | 日本維新の会       | ◎福田ようすけ、関戸努                                                                                                   |
| 心豊かな社会をつくる会 | 1      | 無所属             | 大草よしえ |
| 市民の会               | 1      | 無所属             | 伊藤ゆうた |
| 自由民主党フォーラム   | 1      | 自由民主党         | 渡辺博 |
| 欠員                   | 1      |                    | |

#### 宮城県議会
- 定数：24名
- 任期：2023年（令和5年）11月13日 - 2027年（令和9年）11月12日

| 選挙区       | 氏名         | 会派                     | 備考 |
| ------------ | ------------ | ------------------------ | ---- |
| 青葉区 (7)   | ゆさみゆき   | みやぎ県民の声           |      |
| 青葉区 (7)   | 村岡たかこ   | 自由民主党・県民会議     |      |
| 青葉区 (7)   | さとう道昭   | 自由民主党・県民会議     |      |
| 青葉区 (7)   | 遠藤伸幸     | 公明党県議団             |      |
| 青葉区 (7)   | 吉川寛康     | 21世紀クラブ             |      |
| 青葉区 (7)   | 金田もとる   | 日本共産党宮城県会議員団 |      |
| 青葉区 (7)   | 石森ゆうじ   | 日本維新の会             |      |
| 宮城野区 (4) | 佐々木奈津江 | みやぎ県民の声           |      |
| 宮城野区 (4) | 大池康一     | 公明党県議団             |      |
| 宮城野区 (4) | 松本由男     | 自由民主党・県民会議     |      |
| 宮城野区 (4) | （欠員）     |                          |      |
| 若林区 (3)   | 渡辺勝幸     | 自由民主党・県民会議     |      |
| 若林区 (3)   | 三浦ななみ   | みやぎ県民の声           |      |
| 若林区 (3)   | 髙橋克也     | 自由民主党・県民会議     |      |
| 太白区 (5)   | かっち恵     | 立憲・無所属クラブ       |      |
| 太白区 (5)   | ふなやま由美 | 日本共産党宮城県会議員団 |      |
| 太白区 (5)   | 横山のぼる   | 公明党県議団             |      |
| 太白区 (5)   | 佐々木幸士   | 自由民主党・県民会議     |      |
| 太白区 (5)   | わたなべ拓   | 自由民主党・県民会議     |      |
| 泉区 (5)     | 小畑仁子     | みやぎ県民の声           |      |
| 泉区 (5)     | 遠藤隼人     | 自由民主党・県民会議     |      |
| 泉区 (5)     | 小野寺健     | 日本維新の会             |      |
| 泉区 (5)     | 伊藤和博     | 公明党県議団             |      |
| 泉区 (5)     | 外崎浩子     | 自由民主党・県民会議     |      |

#### 衆議院
- 任期：2024年（令和6年）10月27日 - 2028年（令和10年）10月26日

| 選挙区                                | 議員名     | 党派名     | 当選回数 |
| ------------------------------------- | ---------- | ---------- | -------- |
| 宮城県第1区（青葉区、太白区）         | 岡本章子   | 立憲民主党 | 3        |
| 宮城県第2区（宮城野区、若林区、泉区） | 鎌田さゆり | 立憲民主党 | 4        |

#### 参議院
| 選挙区       | 議員名     | 党派名     | 当選回数 | 任期                                                 |
| ------------ | ---------- | ---------- | -------- | ---------------------------------------------------- |
| 宮城県選挙区 | 石垣のりこ | 立憲民主党 | 1        | 2019年（令和元年）7月29日 - 2025年（令和7年）7月28日 |
| 宮城県選挙区 | 桜井充     | 自由民主党 | 5        | 2022年（令和4年）7月26日 - 2028年（令和10年）7月25日 |

## 官公庁

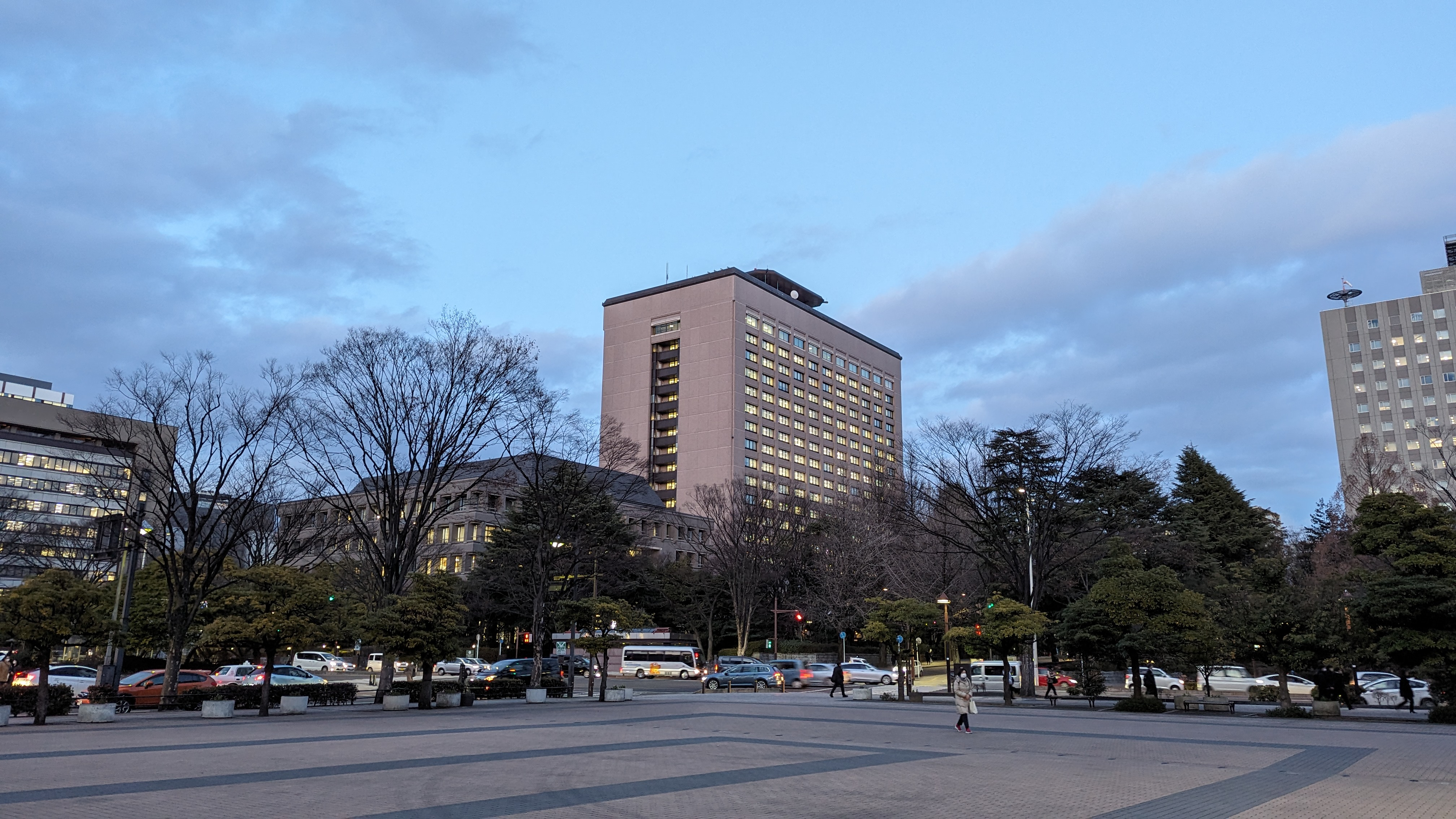
官庁街の集積する勾当台公園界隈

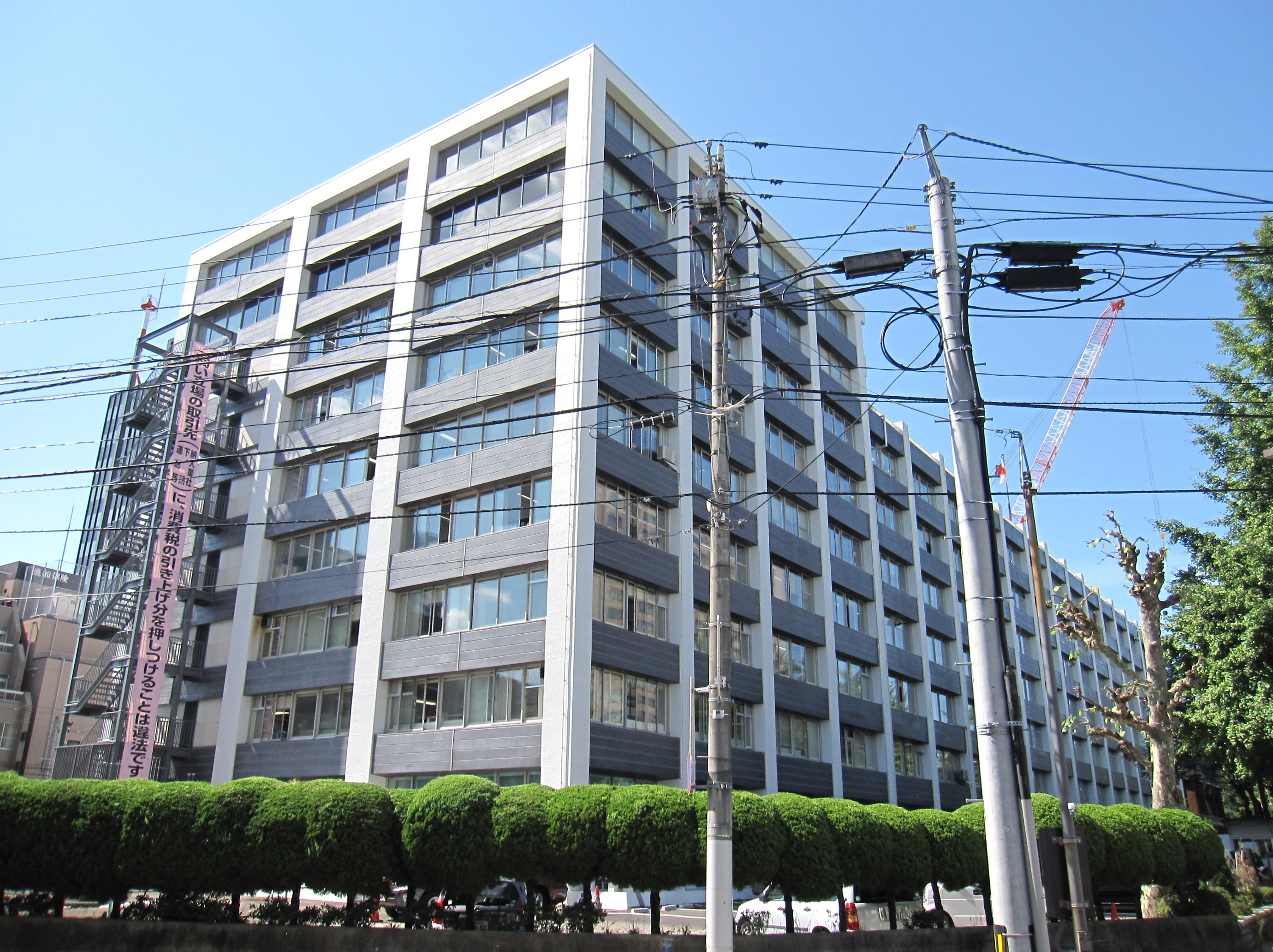
仙台合同庁舎

東北地方を管轄する中央省庁の地方支分部局が集積している。

### 国家機関
内閣府
- 警察庁東北管区警察局 - 青葉区本町3-3-1
  - 宮城県情報通信部

総務省
- 東北管区行政評価局 - 青葉区本町3-2-23
- 東北総合通信局 - 青葉区本町3-2-23

法務省
- 仙台法務局 - 青葉区春日町7番25号仙台第3法務総合庁舎
- 仙台矯正管区 - 若林区古城3-23-1
  - 宮城刑務所 - 若林区古城2-3-1
  - 仙台少年鑑別所 - 若林区古城三丁目27番17号[67]
- 東北地方更生保護委員会 - 青葉区片平1-3-1 仙台法務総合庁舎4階
- 仙台保護観察所 - 青葉区片平1-3-1 仙台法務総合庁舎3階
- 出入国在留管理庁仙台出入国在留管理局 - 宮城野区五輪1-3-20仙台第二法務合同庁舎
- 公安調査庁東北公安調査局 - 青葉区春日町7番25号 仙台第3法務総合庁舎
- 検察庁仙台高等検察庁 - 青葉区片平1丁目3番1号
  - 仙台地方検察庁 - 青葉区片平1丁目3番1号
  - 仙台区検察庁 - 青葉区片平1丁目3番1号
  - 仙台地方検察庁大河原支部 - 青葉区片平1丁目3番1号
  - 大河原区検察庁 - 青葉区片平1丁目3番1号

経済産業省
- 東北経済産業局 - 青葉区本町3-3-1

財務省
- 東北財務局 - 青葉区本町三丁目3-1
- 国税庁仙台国税局 - 青葉区本町三丁目3-1
  - 仙台北税務署 - 青葉区上杉1丁目1番1号
  - 仙台中税務署 - 若林区卸町3丁目8番5号
  - 仙台南税務署 - 太白区柳生2丁目28番2号

国土交通省
- 東北運輸局 - 宮城野区鉄砲町1番地
  - 宮城運輸支局 - 宮城野区扇町三丁目3-15
- 東北地方整備局 - 青葉区二日町9番15号
  - 港湾空港部 - 青葉区花京院一丁目1番20号
  - 仙台河川国道事務所 - 太白区郡山五丁目6-6
  - 仙台港湾空港技術調査事務所 - 宮城野区榴岡5-1-35
- 気象庁仙台管区気象台 - 宮城野区五輪一丁目3-15
- 国土地理院東北地方測量部 - 宮城野区五輪1-3-15

農林水産省
- 東北農政局
  - 企画調整室 総務部 消費・安全部 生産部 経営・事業支援部 農村計画部 整備部 - 青葉区本町三丁目1番1号
  - 総務部（検査課）消費・安全部（業務課）生産部（業務管理課）統計部 - 宮城野区新田二丁目22番1号 宮城野庁舎
  - 土地改良技術事務所 - 宮城野区幸町三丁目14番1号
  - 仙台東土地改良建設事業所 - 宮城野区五輪一丁目3番20号 仙台第2法務合同庁舎4階
- 林野庁東北森林管理局 仙台森林管理署 - 青葉区東照宮1丁目15-1

厚生労働省
- 東北厚生局 - 青葉区花京院一丁目1-20
- 宮城労働局 - 宮城野区鉄砲町1番地
  - 仙台労働基準監督署 - 宮城野区鉄砲町1仙台第4合同庁舎
  - 仙台公共職業安定所 - 宮城野区榴岡4-2-3仙台MTビル3〜5F
  - マザーズハローワーク青葉 - 青葉区中央2-11-1オルタス仙台ビル4F
  - ハローワークプラザ青葉 - 青葉区中央2-11-1オルタス仙台ビル4F
  - ハローワークプラザ泉 - 泉区泉中央1-7-1地下鉄泉中央駅ビル4F
  - 宮城キャリアアップハローワーク - 宮城野区榴岡1-6-30エクセレントスクエア仙台2F
  - ものづくりワークプラザ宮城 - 宮城野区榴岡1-6-30エクセレントスクエア仙台2F
  - 仙台新卒応援ハローワーク - 青葉区中央1-2-3仙台マークワン12F

防衛省
- 陸上自衛隊東北方面隊
  - 東北方面総監部（仙台駐屯地） - 宮城野区南目館1-1
  - 東北方面隊隷下部隊（霞目駐屯地） - 若林区霞目1-1-1
- 自衛隊仙台病院(仙台駐屯地) - 宮城野区南目館1-1
- 東北防衛局 - 宮城野区五輪1-3-15
- 自衛隊宮城地方協力本部（仙台駐屯地） - 宮城野区南目館1-1

#### 裁判所
- 仙台高等裁判所 - 青葉区片平1-6-1
- 仙台地方裁判所 - 青葉区片平1-6-1
- 仙台家庭裁判所 - 青葉区片平1-6-1
- 仙台簡易裁判所 - 青葉区片平1-6-1
- 仙台検察審査会

#### 認可法人
- 日本銀行仙台支店 - 青葉区一番町3-4-8

#### 特殊法人
- 日本年金機構
  - 仙台広域事務センター - 青葉区中央4-6-1
  - 仙台北年金事務所 - 青葉区宮町4-3-21
  - 仙台東年金事務所 - 宮城野区宮城野3-4-1
  - 仙台南年金事務所 - 太白区長町南1-3-1

#### 独立行政法人
- 国立病院機構本部北海道東北ブロック事務所 - 宮城野区宮城野2-8-8
  - 国立病院機構仙台医療センター - 宮城野区宮城野2-8-8
    - 附属仙台看護助産学校 - 宮城野区宮城野2-8-8

  - 国立病院機構西多賀病院 - 太白区鈎取本町2-11-11
- 労働者健康安全機構東北労災病院 - 青葉区台原4-3-21
- 地域医療機能推進機構北海道東北地区事務所 - 青葉区立町27-21 仙台橋本ビルヂング 7階 701区
- 国際協力機構東北支部 - 青葉区一番町4丁目6-1
- 高齢・障害・求職者雇用支援機構宮城支部 - 青葉区中央3-2-1 青葉通プラザ13階
  - 宮城障害者職業センター - 宮城野区幸町4丁目6番1号
- 農林水産消費安全技術センター 仙台センター - 宮城野区五輪1丁目3-15
- 日本学生支援機構仙台支部 - 青葉区三条町10-15
- 森林整備センター東北北海道整備局 - 青葉区上杉5丁目3番36第三勝山ビル
- 中小企業基盤整備機構東北支部 - 青葉区一番町4-6-1仙台第一生命タワービル6階
  - 中小企業大学校 仙台校 - 青葉区落合4-2-5
- 国立印刷局仙台政府刊行物サービスセンター - 青葉区本町3丁目2-23
- 理化学研究所東北支所 - 青葉区荒巻字青葉519-1399
- 日本スポーツ振興センター仙台支所 - 青葉区上杉1-5-15日本生命仙台勾当台南ビル8階内
- 自動車事故対策機構仙台主管支所 - 若林区卸町5丁目8-3宮城県トラック会館2F
- 自動車技術総合機構東北検査部 - 宮城野区扇町3丁目3−15
- 都市再生機構宮城震災復興支援本部 - 宮城野区榴岡4-6-1

### 施設
仙台市の文化機関・公共施設は、市が設置・運営しているものの他、市の外郭団体、民間が設立・運営（電力ホールなど）しているものがある。
仙台市博物館や仙台市天文台などの社会教育機関は、その社会教育活動や施設を維持するために有料であるが、2002年から仙台都市圏の小中学生を対象にして発行された「どこでもパスポート」を利用すると、小中学生に限り無料で利用することができる。（一部施設は土曜日、日曜日、休日、春休み、夏休み、秋休み、冬休みのみ使える施設がある）
公民館の機能を持つ施設として「市民センター」を各区に設けている。

#### 警察
本部
- 宮城県警察

警察署
- 仙台中央警察署
- 仙台北警察署
- 仙台南警察署
- 仙台東警察署
- 泉警察署
- 若林警察署

#### 消防
本部
- 仙台市消防局

消防署
- 青葉消防署
- 宮城消防署
- 宮城野消防署
- 若林消防署
- 太白消防署
- 泉消防署

#### 医療・福祉
救急指定病院・災害拠点病院のみ記載。
青葉区
- 伊藤病院
- 仙台厚生病院
- 東北大学病院（災害拠点病院）
- 労働者健康安全機構 東北労災病院（災害拠点病院）

宮城野区
- 国立病院機構仙台医療センター（災害拠点病院）
- 仙台オープン病院
- 仙台東脳神経外科病院
- 東北医科薬科大学病院（災害拠点病院）
- 中嶋病院
- 安田病院

若林区
- 東北医科薬科大学若林病院

太白区
- 仙台市立病院（災害拠点病院）
- 仙台赤十字病院（災害拠点病院）
- 地域医療機能推進機構仙台南病院
- 国立病院機構仙台西多賀病院
- 広南病院

泉区
- 泉整形外科病院
- 泉病院
- 地域医療機能推進機構仙台病院 - 2021年5月に、青葉区堤町より移転。
- 仙台循環器病センター
- 仙台徳洲会病院
- 松田病院

## 対外関係

### 都市外交
都市外交としては、東京都の世界大都市外交や「アジア大都市ネットワーク21」が有名であるが、仙台市の場合は、人口約1000万人の東北地方、人口約570万人の南東北の拠点都市として、人口規模が近しい北欧諸国との都市外交を進めている（北欧諸国：スウェーデン900万人、デンマーク540万人、フィンランド520万人、ノルウェー469万人など）。特にフィンランドとは、仙台市の仲介で東北福祉大学が福祉関連施設を仙台フィンランド健康福祉センター内に開設し、成果が出ている。しかし、研究開発・産業分野に限った都市外交であるため、経済全体に対するインパクトは弱く、観光面で人の交流の活発化を実現した東京のような例とはかけ離れて、小さい経済効果しか見込まれていない。なお、北欧以外では、支倉常長関連で宮城県とローマ県やセビリア市、仙台市でサッカーイタリア代表がキャンプを開いたことにより、仙台市とイタリアの間で交流が深い。
| 国         | 姉妹都市   | 姉妹都市 | 施設名                                | 施設名     | 施設名 |
| 国         | 都市       | 提携年   | 現地語（羅字転写）                    | 日本語意訳 | 設置年 |
| ---------- | ---------- | -------- | ------------------------------------- | ---------- | ------ |
| フランス   | レンヌ市   | 1967年   | 仏: Square de Sendaï                  | 仙台街区   | 1978年 |
| ベラルーシ | ミンスク市 | 1973年   | 白: Сэндайскі сквер (Sendajski skver) | 仙台公園   | 2002年 |
| 中国       | 長春市     | 1980年   | 中: 仙台大街 (xiāntái dàjiē)          | 仙台大通り | 2000年 |
| 韓国       | 光州広域市 | 2002年   | 朝: 센다이로 (Sendai-ro)              | 仙台通り   | 2004年 |

### 姉妹都市･提携都市
国内・海外の姉妹都市を各々締結順に掲載する。
また、提携した海外姉妹都市それぞれを紹介するラッピングバスを仙台市内で運行している。

#### 国内姉妹都市
| 都市名   | 都道府県 | 提携年月日                                     | 備考                                       |
| -------- | -------- | ---------------------------------------------- | ------------------------------------------ |
| 竹田市   | 大分県   | 1967年（昭和42年）1月18日 - 音楽姉妹都市提携。 | 「荒城の月」作曲瀧廉太郎の出身地。         |
| 中野市   | 長野県   | 1967年（昭和42年）1月18日 - 音楽姉妹都市提携。 | 作曲家中山晋平の出身地。                   |
| 徳島市   | 徳島県   | 1970年（昭和45年）4月15日 - 観光姉妹都市提携。 | 仙台七夕まつりと阿波踊りの交流。           |
| 宇和島市 | 愛媛県   | 1975年（昭和50年）11月3日 - 歴史姉妹都市提携。 | 仙台藩・宇和島藩はともに伊達家が統治。     |
| 白老町   | 北海道   | 1981年（昭和56年）5月8日 - 歴史姉妹都市提携。  | 幕末に蝦夷地警備のため仙台藩が陣屋を建設。 |

#### 国際姉妹・友好都市
| 都市名       | 国名               | 地域名                                    | 提携年月日                                     |
| ------------ | ------------------ | ----------------------------------------- | ---------------------------------------------- |
| リバサイド市 | アメリカ合衆国     | カリフォルニア州                          | 1957年（昭和32年）3月9日 - 姉妹都市提携。      |
| レンヌ市     | フランス共和国     | ブルターニュ地域圏 イル・エ・ヴィレーヌ県 | 1967年（昭和42年）9月6日 - 姉妹都市提携。      |
| ミンスク市   | ベラルーシ共和国   |                                           | 1973年（昭和48年）4月6日 - 姉妹都市提携。      |
| アカプルコ市 | メキシコ合衆国     | ゲレーロ州                                | 1973年（昭和48年）10月23日 - 姉妹都市提携。    |
| 長春市       | 中華人民共和国     | 吉林省                                    | 1980年（昭和55年）10月7日 - 友好都市提携。     |
| ダラス市     | アメリカ合衆国     | テキサス州                                | 1997年（平成9年）8月29日 - 友好都市提携。      |
| 光州広域市   | 大韓民国           |                                           | 2002年（平成15年）4月20日 - 姉妹都市提携。     |
| オウル市     | フィンランド共和国 | オウル州 北ポフヤンマー県                 | 2005年（平成17年）11月3日 - 産業振興協定提携。 |
| 台南市       | 台湾               | 直轄市                                    | 2006年（平成18年）1月20日 - 交流促進協定提携。 |

### 国際機関
日本国内の外国人登録数の国籍別の順位は、1位：韓国（30.8%）、2位：中国（24.7%）、3位：ブラジル（14.5%）、4位：フィリピン（10.1%）、5位：ペルー（2.8%）、6位：米国（2.5%）という順である。
仙台市は、東日本の他の大都市と同様に中国系の数の方が多く（西日本の大都市は朝鮮系の方が多い）、また、工業が少ないために南米出身の日系人も少ない。但し、隣接する大和町に工業団地があるため、大和町と富谷市には日系人がやや多い。なお、仙台市はロシア人の比率が札幌市に次いで多く、実数も多い。一般に、日本海に面した漁港・貿易港のある北海道や北陸地方各都市などにロシア人が多いが、沿岸漁業用の漁港しかない仙台にロシア人が多いことは特徴的である。
宮城県（北上川流域）には、正教会組織の一つである日本正教会の教会が多く、日本の3大拠点（仙台・東京・京都）の1つである。
また、東北大学だけで留学生を1200人余り（留学生の家族を含まない数）を受け入れており、仙台の外国人登録数の10%以上を占めている（2005年）。東北大学は、主にアジアからの留学生受け入れに力を入れているが、「魯迅が留学していた大学」として、1998年当時中国共産党中央委員会総書記であった江沢民国家主席が来訪するほど中国国内で有名であるため、中国からの留学生がとりわけ多く（466人）、次いで韓国からの留学生が多い（190人）。また、旧帝国大学のつながりから、台湾からの留学生も多い（45人）。欧米からの留学生は、アメリカ合衆国（24人）とスウェーデン（13人）が1位2位であるが、金属材料系で世界一の研究所である金属材料研究所や、流体科学研究所などの有力研究所・講座があるため、大学間交流は盛んである。

#### 外国人登録数
：総数10,284人（平成15年12月末）
内訳：（単位：人）
| 国籍別（上位） | 人数           |
| -------------- | -------------- |
| 中国           | 4,202（40.9%） |
| 韓国・北朝鮮   | 3,109（30.2%） |
| フィリピン     | 427（4.2%）    |
| 米国           | 372（3.6%）    |
| カナダ         | 151（1.5%）    |
| ロシア連邦     | 137（1.3%）    |
| インド         | 137（1.3%）    |
| オーストラリア | 125（1.2%）    |
| 英国           | 124（1.2%）    |
| インドネシア   | 123（1.2%）    |
| バングラデシュ | 123（1.2%）    |

|                   |               |
|                   |               |
|                   |               |
| 地方別            | 人数          |
| アジア            | 8704（84.6%） |
| （※赤が東アジア） |               |
| ヨーロッパ        | 579（5.6%）   |
| アングロアメリカ  | 523（5.1%）   |
| ラテンアメリカ    | 194（1.9%）   |
| オセアニア        | 162（1.6%）   |
| アフリカ          | 117（1.1%）   |

#### 在外公館
- 在仙台大韓民国総領事館
- 在仙台パラオ共和国名誉総領事館
- 在仙台カンボジア王国名誉領事館
- 在仙台ニュージーランド名誉領事館 - 橋本店内
- 在仙台フランス名誉領事館 - ワインハウスブウション内
- 在仙台ブラジル連邦共和国名誉領事館 - ゆらリズム内

#### 外国政府外郭団体、外国民間団体など
- 在日本大韓民国民団宮城県地方本部
- イタリア貿易振興会仙台事務所
- 仙台日仏協会・アリアンス・フランセーズ

## 経済
| 仙台商工会議所 |  | 東北経済連合会 |
| 仙台商工会議所 |  | 東北経済連合会 |

| 仙台市の中心業務地区 |  | 青葉通と仙台市都心部 |
| 仙台市の中心業務地区 |  | 青葉通と仙台市都心部 |

2007年度の市内総生産は4兆2784億円であり、宮城県の51.6%を占めている。
国内総生産（GDP）と比較すると、仙台市は世界80位以内にランクインしており、世界の過半数の国よりも経済規模が大きい。
江戸時代では東北地方最大都市にして、日本で十指に入る人口を抱える都市となっていた。
しかし経済は、伊達氏62万石の藩内経済を背景としたものが中心であり、藩外との経済交流を考えた場合、酒田などの港湾都市の方に資本集積があったと考察される。
明治時代になると仙台は、明治政府の中央集権体制における東北地方の拠点都市として発展することとなった。
戦後においては、特に1982年の東北新幹線開通後の発展や、1989年（平成元年）の政令指定都市化前後はめざましいものがあった。
主な産業は、東北全体を商圏とする「卸売業」、仙台都市圏を中心に南東北全体に商圏を広げつつある「小売業」、および「サービス業」が中核をなす。中でも、「卸売・小売業」は仙台市だけで東北六県全体の年間販売額の40%近くを占める。また、東北地方の情報集散地としての役割も担っているため、「出版・印刷業」や「IT関連業種」などの情報関連産業も多く立地している。
仙台市は大企業の支店の存在に経済を支えられている側面が強く、また第二次産業の発展が遅れていることもあり、経済関係者の間から「支店経済都市」「支社都市」と呼ばれている。
このため、地場の産業を育成することが課題となっているが、アイリスオーヤマなどの企業が頭角を現しつつある。

### 第一次産業

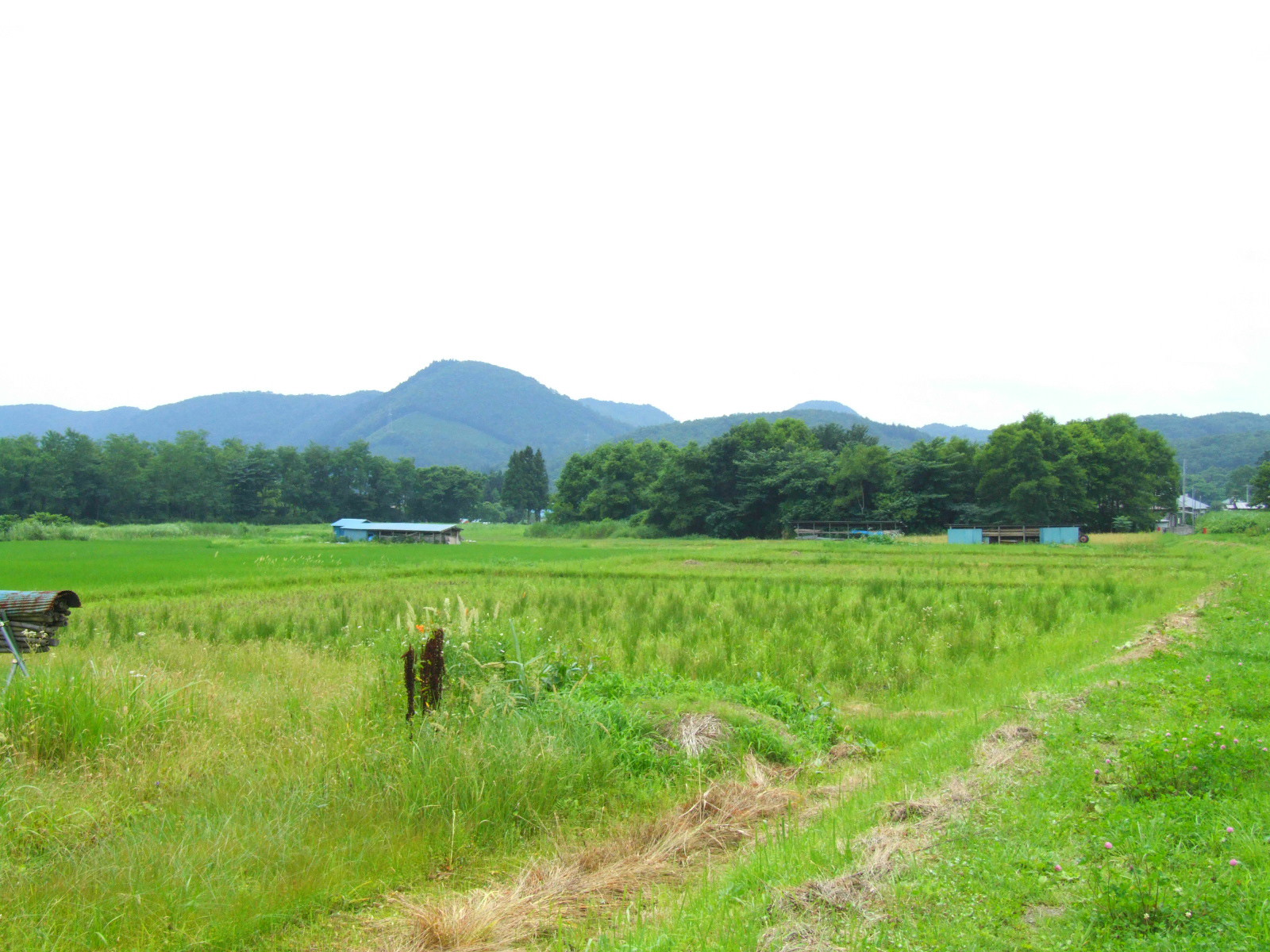
市西部の田園地帯

他の大都市同様、総生産額・従業者ともに全産業に占める第一次産業の割合は僅である（市内の農家数はおよそ5000戸）。

#### 農業
米は仙台の主力農産物であり、かつ、ササニシキやひとめぼれなどのブランド米を産する土地柄、平野部の稲作地は都市化圧力から守られてきた。市内東部の平野や河川沿いの平地では土地改良事業が行われ、長方形型の大きな圃場が整備されて、大型農機による大規模稲作が行われている。これらの大規模圃場は、一部税金を用いて整備されているため、商業地や住宅地への転用が条例によって規制されている。
- Google Maps の衛星写真で見ると、仙台市東部と特に七北田川沿いの農地が開発規制されているのが分かり、他の大都市との農政の違いが分かる。即ち、他の大都市が、平地にあれば同心円状、谷あいにあれば平地のほとんどが都市化している一方、仙台都市圏は、幹線道路および在来線沿い以外は農地の開発規制がされている。

このように、河川沿いの平地や東部の広大な平野部は、農地指定が解除されない限り、商業地や住宅地などに利用できないため、人口増に対応する住宅供給は、専ら仙台市都心部を取り巻く丘陵地の宅地造成によりなされた。宅地造成は、都心部に近い北西部を中心に進んだが、それでも供給不足に陥ったため、仙台市民の隣接市町への転出を促し、名取市・富谷市・利府町などの人口増に寄与した。
仙台市当局は、政治的に平野部の農地を守ってきた。その政治判断により、平野部や河川沿いに水田が残り、夏には風の通り道になってヒートアイランド現象を軽減し、また、西部の山々とともに都心部を取り巻くグリーンベルトとして景観の保持にも寄与している。
他方、仙台市の農地政策は「都心部以外は、平地は農地、丘陵地は住宅地」 という都市構造を助長した。そのため、住宅地が丘陵地ごとに島状分布し、都心と住宅地との間に坂道が多いため車社会を加速し、人口密度が低く、人口の割に職住が離れた非効率的都市圏を形成することになった。現在は、その非効率性はなくなっていないものの、農地指定の解除が徐々に進んで、「島」と「島」との間の平地が商業地や住宅地になりつつある。

### 第二次産業

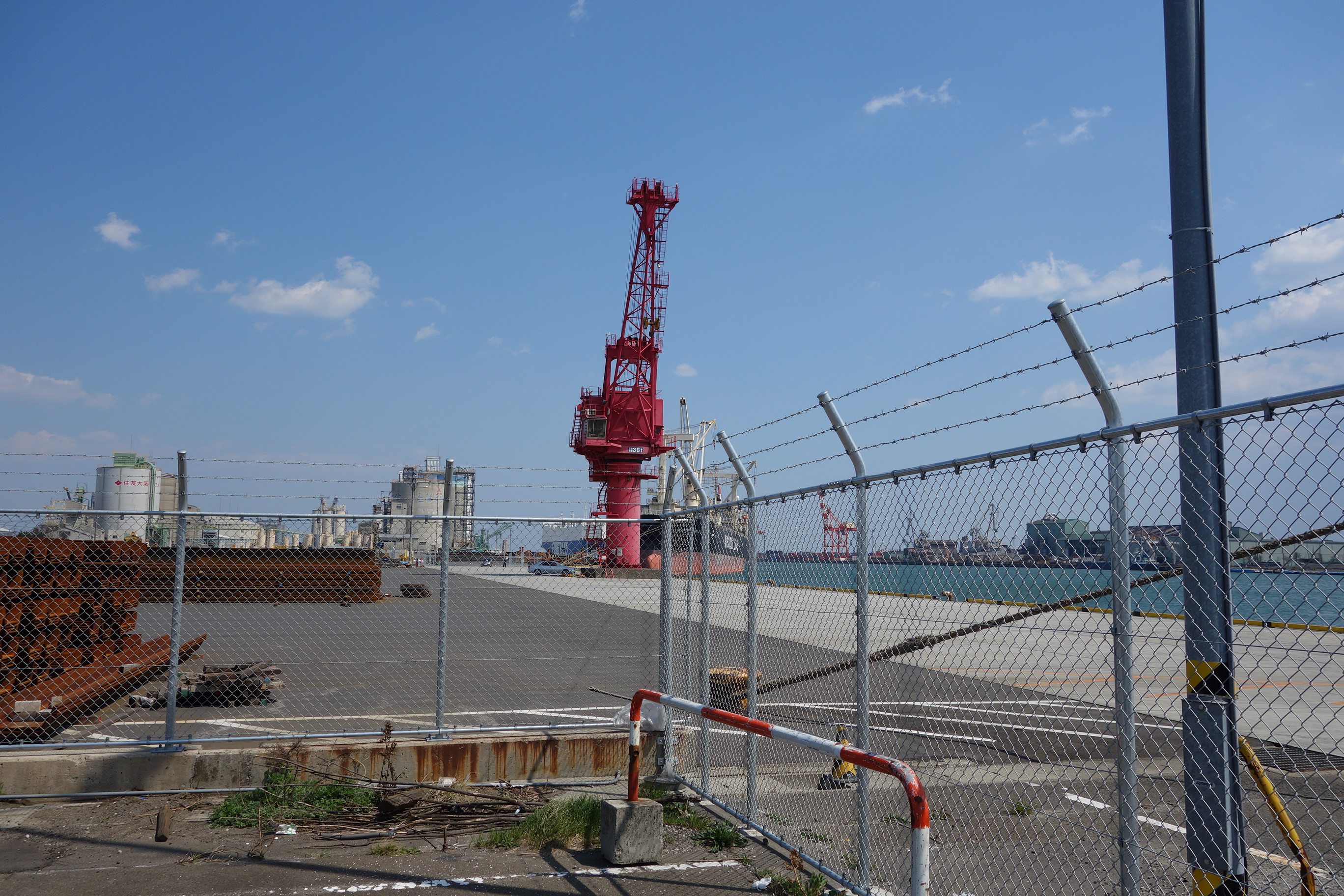
仙台港周辺の工業地帯

#### 工業
主な業種は「石油化学業」、次いで「印刷・出版業」、「電気機械・器具業」、「食品加工業」など。
第二次世界大戦中の燃料不足のおりには、市内の中心部に近い八木山・大年寺山などで褐炭の掘削が盛んに行われた。また、仙台臨海鉄道などの貨物列車が運行している。
工業地区は、主に東部の仙台港を中心とした臨海地区や仙台港IC・仙台東ICを中心とした地域に工業団地や物流拠点が分布している。

### 第三次産業

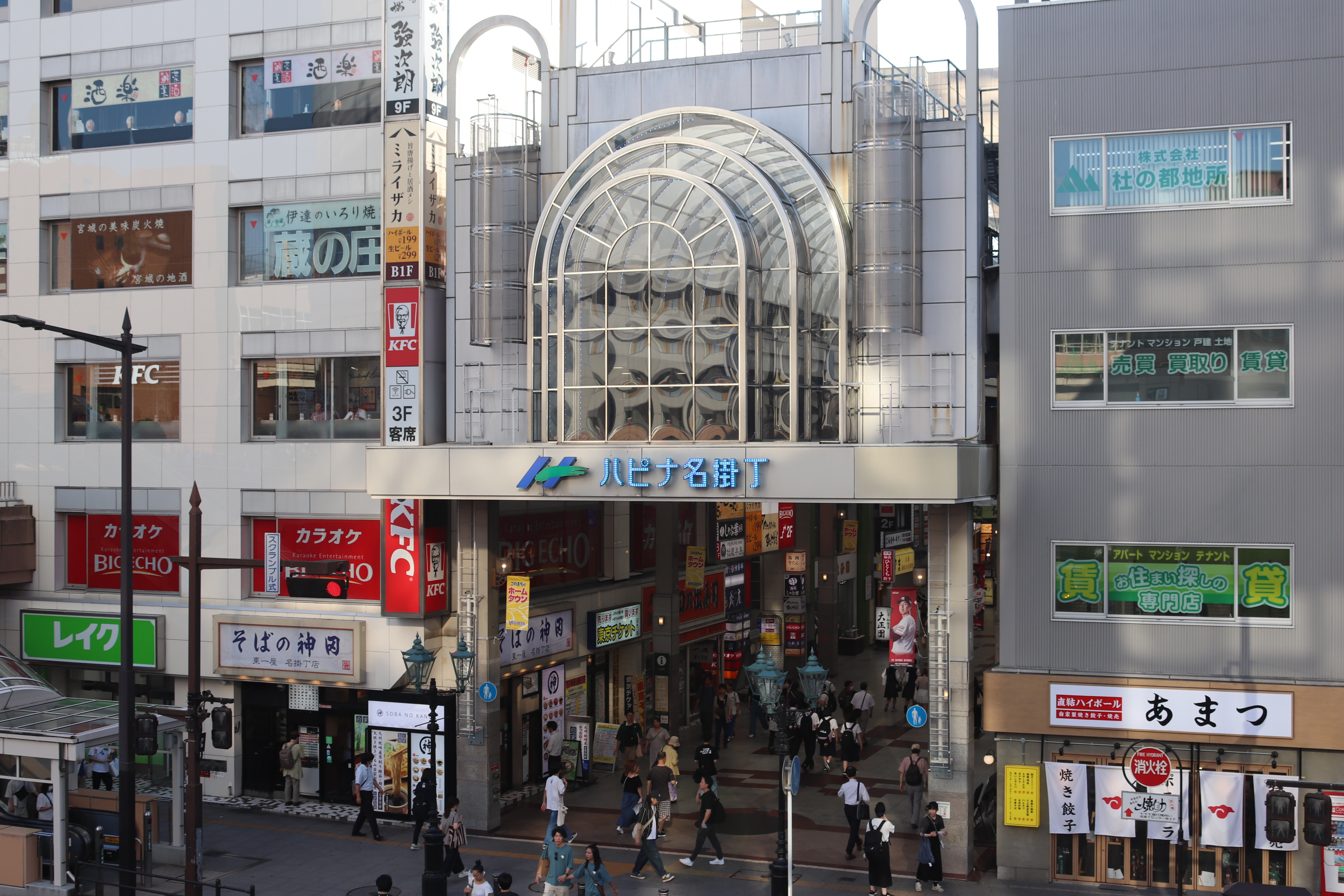
ハピナ名掛丁入口

#### サービス業
仙台市の産業のうち、総生産額で8割、従業員数で7割を占める。業種別では「サービス業」の伸びが顕著である。
仙台市は、南東北における物販・サービス業などの中心地となっている。中心市街地は仙台駅西側の一帯（青葉区中央・一番街）で、大規模なアーケード商店街が発達している。仙台駅から商店街へは日本最大級のペデストリアンデッキ（歩行者用デッキ）で接続している。仙台駅東口も再開発が進んでいる。仙台駅北西の国分町は東北地方最大の歓楽街として栄えている。一番町と仙台駅周辺の2つの中心部商業地の大きな集客力と、郊外ロードサイドショップの密集により、仙台市の小売商圏は、仙台市周辺市町村の域を越えて、山形県村山地方、福島県中通り北部・浜通り北部、および岩手県北上川流域南部まで広がっている。
中心商業地以外では、仙台駅東口から楽天生命パーク宮城（楽天モバイルパーク宮城）に至る宮城野通り周辺の仙台駅東口や、泉中央、長町においても集積がみられる。

### 金融機関

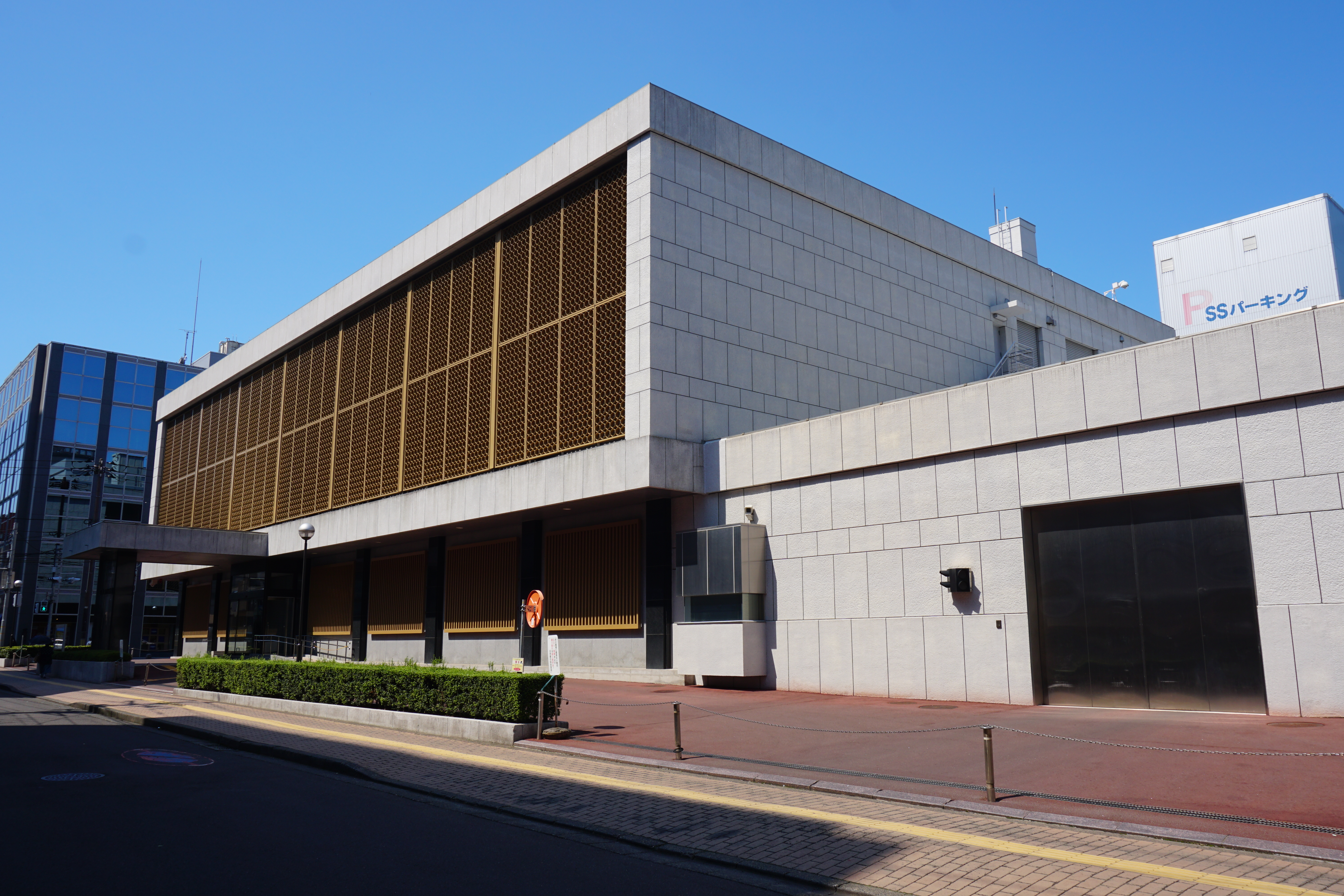
日本銀行仙台支店

現在の青葉通の東端に仙台駅が設置（1887年）され、芭蕉の辻（江戸時代の仙台の中心商業地。国分町通=奥州街道、および大町=仙台城大手門前から続く道の交差点）に日本銀行仙台支店が設立（1941年）されたことにより、この2点の間の地域に金融機関が集中した。現在の仙台市の金融街は、青葉通沿いの仙台駅西口前から晩翠通辺り（東西軸）までを中心とし、途中交差する国分町通沿い（南北軸）にも立地している。
仙台市都心部には、一番町と仙台駅西口一帯の2つの極があるが、従来から、一番町は地元商店が強く、駅前は県外資本（主に東京）が強い。金融街の構成にも似た傾向があり、青葉通沿いの仙台駅前から東二番丁通交差点までの部分に都市銀行や有力地方銀行の本支店が集中立地し、それより西の一番町に近い青葉通沿いに他の地銀や第二地銀の本支店が集中立地している。また、奥州地方（西東北）を地盤とする銀行を傘下に持つ金融持株会社・フィデアホールディングスの本社は、仙台市に設けられている。
仙台市には2006年（平成18年）2月27日にローソン（ローソンATM→ローソン銀行）、2006年（平成18年）3月1日にセブン-イレブンとイトーヨーカドー仙台泉店（現在の、イトーヨーカドーアリオ仙台泉店、セブン銀行）、2006年（平成18年）3月20日にファミリーマートとミニストップ（イーネット。ミニストップは、後にイオン銀行に入れ換え。ファミリーマートは一部でゆうちょ銀行のATMを導入）、サークルKおよびサンクス（BankTime。後に、一部のファミリーマート店舗にも導入されたが、ゆうちょ銀行のATMに転換）に、コンビニATMが設置された。仙台市へのコンビニATMにより政令指定都市全てにコンビニATMが導入されることとなった。

#### 拠点を置く金融機関
仙台市内に本店を有する金融機関

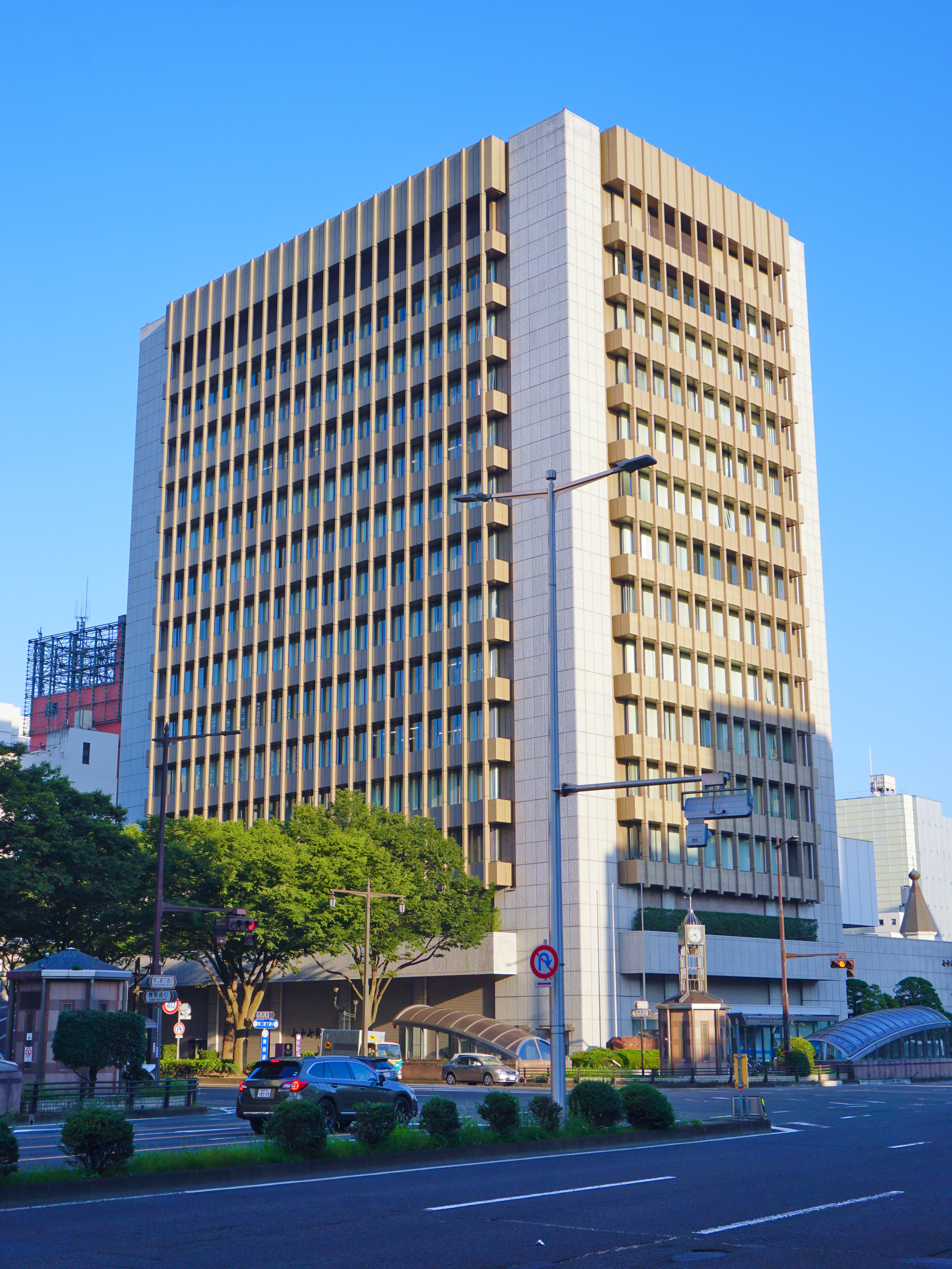
七十七銀行本店

括弧内は仙台市内の店舗数（2016年度。ブランチインブランチ実施の場合は、窓口の実態がある拠点数）
- 七十七銀行（地銀）（61店舗）
- 仙台銀行（第二地銀）（27店舗）
- 杜の都信用金庫 （22店舗）
- 宮城第一信用金庫 （10店舗）
- 東北労働金庫 （4店舗1代理店）
- 仙台農業協同組合 （15店舗）

七十七銀行が指定金融機関と地方公営企業出納取扱金融機関、仙台銀行・仙台農業協同組合が指定代理金融機関とされている。
仙台市内に支店を有する金融機関
仙台市内第1店舗目は、ほぼ上述の金融街に設置されている。2店舗目以降は、卸売り・流通企業が集中している卸町やその周辺の商業地を含めた宮城野地区（卸町、宮城野、原町、南小泉など）、県庁・市役所・国の出先機関などが集中する官庁街の二日町地区、仙台の広域拠点である泉中央や長町（富沢・泉崎）、その他、各金融機関の顧客層に合わせて、下町や郊外住宅地に店舗展開している。以下、支店店舗数と本店所在地を付記する。有人出張所は+で付記する（配列は統一金融機関コード順）。ただし、ローン専門拠点や中小企業向け相談拠点など、特記しているケースを除き、口座店でない店舗は含まない（口座店概念のないゆうちょ銀行は、直営店の数を示す）。
- 都市銀行
  - みずほ銀行 2（東京都千代田区） - 2ヶ店は仙台ファーストタワーに所在するが、フロアが異なる。
  - 三菱UFJ銀行 2（東京都千代田区） - 2ヶ店あるが同一地に所在。
  - 三井住友銀行 1（東京都千代田区）
  - りそな銀行 1（大阪市中央区）
- 地方銀行
  - 北海道銀行 1（札幌市中央区）
  - 青森みちのく銀行 2（青森市）
  - 秋田銀行 3（秋田市）
  - 北都銀行 1（秋田市）
  - 荘内銀行 3（鶴岡市）
  - 山形銀行 4（山形市）
  - 岩手銀行 3（盛岡市）
  - 東北銀行 1（盛岡市）
  - 東邦銀行 3（福島市）
  - 常陽銀行 1（水戸市）
- 信託銀行
  - 三菱UFJ信託銀行 1（東京都千代田区）
  - みずほ信託銀行 1（東京都千代田区）
  - 三井住友信託銀行 2（東京都千代田区）- 2ヶ店あるが同一地に所在。
- かつての長期信用銀行
  - あおぞら銀行 1（東京都千代田区）個人の新規口座開設は不可。
- 第二地方銀行
  - きらやか銀行 6（山形市）
  - 北日本銀行 6（盛岡市）
  - 福島銀行 1（福島市）
- その他の銀行、信金・信組・政府系金融機関など
  - 仙南信用金庫 3（白石市）
  - 商工組合中央金庫 1（東京都中央区）
  - ウリ信用組合 1（札幌市中央区）
  - あすか信用組合 1（東京都新宿区）
  - 古川信用組合 1（大崎市）
  - 農林中央金庫 1（東京都千代田区）口座開設は不可。
  - ゆうちょ銀行 1+1（東京都千代田区）[注 16]
  - 日本政策金融公庫 1（東京都千代田区）
- 証券会社
  - 野村證券（東京都中央区）
  - SMBC日興証券（東京都千代田区）
  - 大和証券（東京都千代田区）
  - みずほ証券（東京都千代田区）
  - 岡三証券（東京都中央区）
  - 三菱UFJモルガン・スタンレー証券（東京都千代田区）
  - 東洋証券（東京都中央区）
  - 東海東京証券（名古屋市中村区）
  - 七十七証券 （七十七銀行の証券子会社。本社営業部を同行名掛丁支店に設置）

### 拠点を置く企業

#### 東証プライム上場
- 七十七銀行
- カメイ
- 高速
- 東北電力
- ユアテック
- フィデアホールディングス

#### 東証スタンダード上場
- TTK
- 植松商会
- サトー商会
- じもとホールディングス
- トスネット
- やまや

#### 東京グロース上場
- レナサイエンス

#### TOKYO PRO Market上場
- manaby

#### その他の企業
上場廃止となった企業を含む。
- アイリスオーヤマ
- アミノ
- 井ヶ田製茶
- NTKセラテック
- 白松がモナカ本舗
- トーキン
- 東北ミサワホーム
- バイタルネット
- 半田屋
- 藤崎
- ホシザキ東北
- 東北メガネセンター
- メガネの相沢
- 楽天野球団
- ベガルタ仙台
- 大和電設工業
- エムケイ東日本販売
- 万代
- つかさ屋

## 情報・生活

### マスメディア

#### 新聞・出版

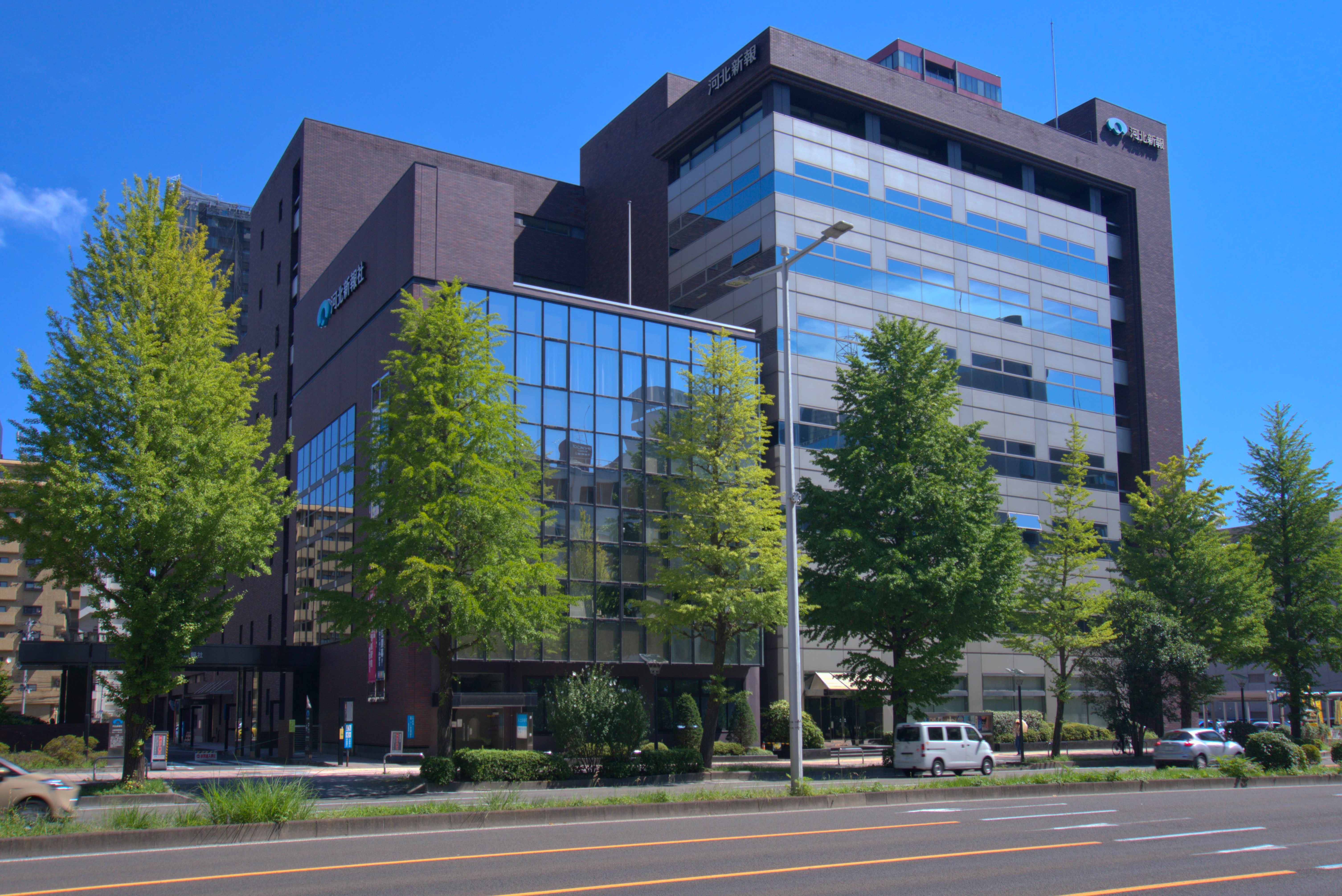
河北新報本社ビル（2009年（平成21年）4月）

##### 新聞社
- 河北新報 - 朝刊、夕刊
- 建設新聞 - 日刊[72]
- みやぎ建設新聞 - 日刊[73]

##### フリーペーパー
- リビング仙台（仙台リビング新聞社） - 毎月2回金曜[74]
- 河北ウイークリーせんだい（河北新報社） - 毎週木曜[75]
- OLE オーレ（第一エージェンシー） - 毎月第1・第3・第5金曜[76]
- ARIFT 宮城版（中広） - 毎月第4または第5金曜[77]
- せんだいタウン情報S-style みやぎで働く！ - 毎年12月[78]
- WorkinFree 宮城版（広済堂ビジネスサポート） - 隔週月曜[79]
- RaKu:Me - みやぎ生協などで配布[80]

##### 出版社
- プレスアート[78]
  - せんだいタウン情報 S-style - 毎月25日
  - Kappo 仙台闊歩 - 偶数月5日
  - ランチパスポート仙台
  - S-style・Kappo 臨時増刊（休日のおでかけ、カフェボン仙台・カフェボン宮城、仙台大人酒ごはん、みやぎ日帰り温泉、宮城のラーメン）
- プランニング・オフィス社
  - りらく - 毎月28日[81]
- 仙台経済界[82]
  - 仙台経済界 - 奇数月
  - 仙台商圏 - 毎年12月
  - 仙台のプロジェクト - 毎年6月
  - 仙台圏の不動産情報 - 毎年2月
  - せんだい自遊人クラブ - 毎年8月
  - TG同窓界
- 建設新聞社
  - 東北ジャーナル - 月刊[83]
- 河北新報総合サービス（河北新報出版センター）

#### 放送局

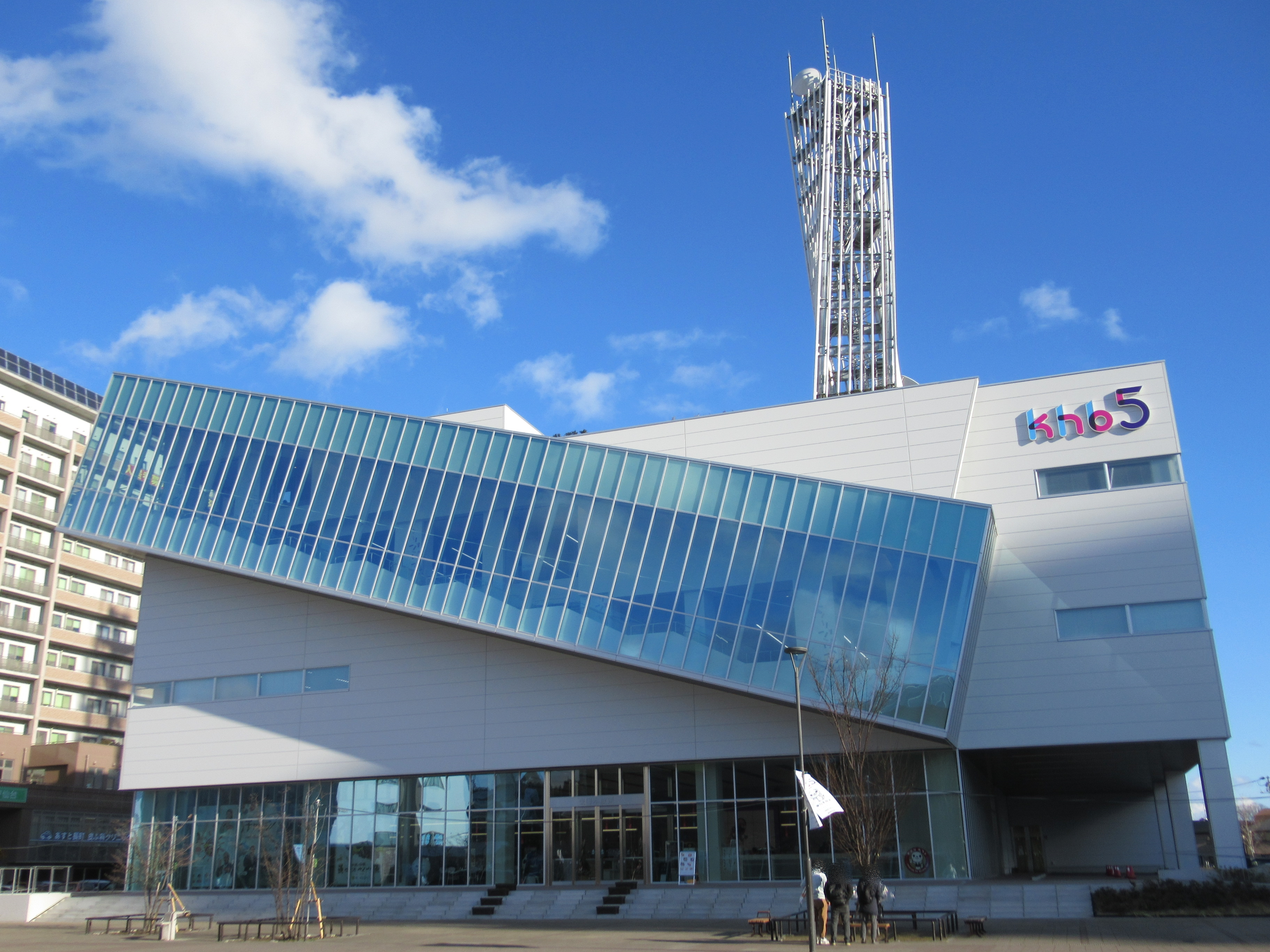
長町副都心に所在する東日本放送

##### 地上波テレビ
NHKと民放の計5局が存在し、うち1局がラジオ兼業局（太字で示す）である。テレビ東京系の局はなく、テレビ東京系の一部番組は番組販売形式で他系列の民放4局で放送される。
表記のテレビチャンネルは、地上デジタル放送のリモコンキーIDである。
- NHK仙台放送局
  - 総合テレビ - 3ch
  - Eテレ - 2ch
- 東北放送（tbc） - TBS系列、1ch
- 仙台放送（OX） - フジテレビ系列、8ch
- 宮城テレビ放送（MMT） - 日本テレビ系列、4ch
- 東日本放送（khb） - テレビ朝日系列、5ch

##### ケーブルテレビ
- 仙台CAT-V
- J:COM 仙台
- 宮城ケーブルテレビ
- 青葉ケーブルテレビ

##### AMラジオ
- NHK仙台放送局
  - ラジオ第1 - 891 kHz
  - ラジオ第2 - 1089 kHz
- 東北放送（tbc） - JRN・NRN系列（クロスネット）、1260 kHz、FM補完 93.5 MHz

##### FMラジオ
- NHK仙台放送局 - FM 82.5 MHz
- エフエム仙台（Date FM） - JFN系列、77.1 MHz

##### コミュニティFM
- 仙台シティエフエム（RADIO3） - 青葉区 76.2 MHz
- FMいずみ - 泉区 79.7 MHz
- エフエムたいはく - 太白区 78.9 MHz
- らくてんみやぎのエフエム（Rakuten.FM TOHOKU） - 宮城野区 89.1 MHz

Webメディア
- むすび丸 (@musubi_maru) - X
- 仙台つーしん
- 仙台経済新聞

### ライフライン

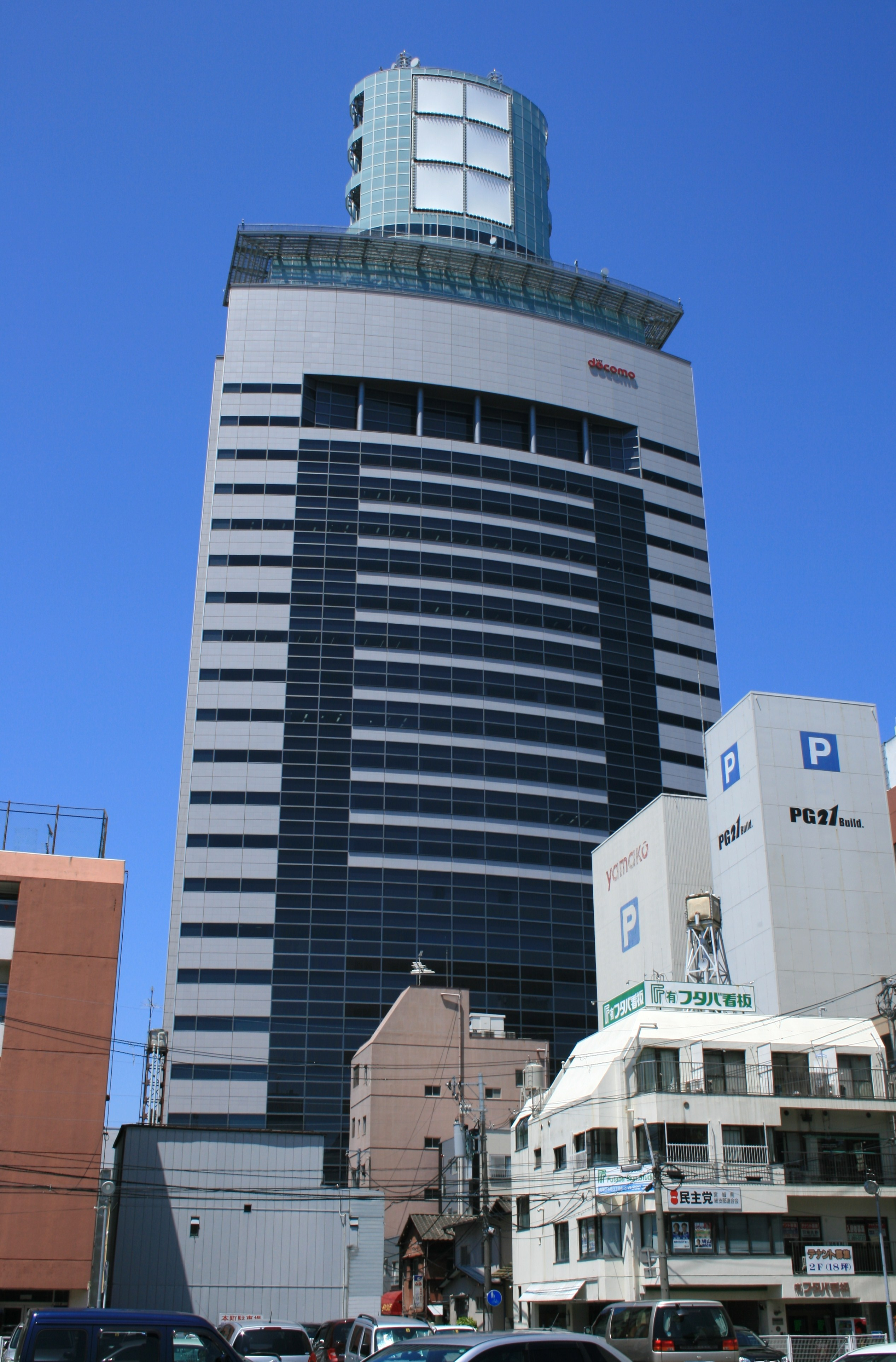
ドコモ東北ビル

#### 電力
- 東北電力
  - 東北電力ネットワーク

#### ガス
- 仙台市ガス局

#### 上下水道
- 仙台市水道局
- 仙台市建設局下水道経営部

#### 電信
- NTT東日本
  - NTT東日本-東北

#### 市外局番

##### 局番の変遷
市外局番および市内局番の変遷
- 1962年 - 1963年
  - 市外局番は「0222」で市内局番は1桁。
- 1963年 - 1986年
  - 市外局番は「0222」で市内局番は2桁。
- 1986年以降
  - 市外局番は「022」で市内局番は3桁。

##### 局番の変更
- 1963年変更
  - 0222-E-FGHJ→0222-2E-FGHJ（Eコードは2,3,5）・・・仙台青葉通収容局（後に、1, 4, 7が追加され、さらにDEコードの61〜69も追加されている。市外局番3桁化後は、211〜217, 711〜716, 721〜724, 726, 751〜753, 795が追加されている）
  - 0222-4-FGHJ→0222-34-FGHJ・・・台原収容局（後に、3が追加され、さらにDEコードの71〜76も追加されている。市外局番3桁化後は、219, 301, 717, 718, 727, 728が追加されている）
  - 0222-6-FGHJ→0222-56-FGHJ・・・榴岡収容局（後に、7が追加され、さらにDEコードの91〜93, 95〜99も追加されている。市外局番3桁化後は、742, 791, 792が追加されている）
  - 0222-8-FGHJ→0222-48-FGHJ・・・長町収容局（後に、6, 7, 9が追加されている。市外局番3桁化後は、304の一部、308, 746が追加されている）
- 1986年変更
  - 0222-DE-FGHJ→022-2DE-FGHJ

##### 旧市域の電話番号の例外
- 太白区生出地区
  - 1980年まで生出局であり旧々市外局番は「022381」で市内局番なしである
  - 仙台局との局番統合は以下のように行っている（同時に生出局から仙台局に変わり市内通話が可能になる）
    - 022381-FGHJ→0222-81-FGHJ
    - 現在、022-381は、名取市の4収容局と仙台中田収容局のISDN用局番として使用復帰している。
- 宮城野区港5丁目（JXTGエネルギー仙台製油所や新仙台火力発電所などが当地にある。しかし、港1〜4丁目とは川を挟んでおり、間に橋が架かっていないことから、いったん多賀城市や七ヶ浜町を経由しないといけないため、事実上飛び地となっている）
  - 1986年まで塩釜局であり旧市外局番は「02236」で市内局番1桁である（使用市内局番は2〜9局）
  - 仙台局との局番統合は以下のように行っている（同時に塩釜局から仙台局に変わり市内通話が可能になる）
    - 02236-E-FGHJ→022-36E-FGHJ
- 市内局番3桁化後に編入された旧泉市、旧宮城町、旧秋保町の旧市外局番および旧市内局番について
  - 旧泉市（現泉区）
  - 旧市外局番は「02237」（泉局）で市内局番1桁である（使用市内局番は2〜6局および8〜9局）
  - 3桁前に利用されていなかった現在の（022）377も、同じ旧泉市域（従来378を利用していた野村収容局）で利用。
  - 3桁によって利用可能になった現在の（022）371も、同じ旧泉市域（従来372〜375を利用していた仙台泉収容局）で利用。その後、主に富谷市で、当収容局が管轄する地域を中心に、351-0〜2が追加されている。
  - その後、ISDN局番として、218/771/773/776と772-3〜9を仙台泉収容局で、342-3〜7,772-0〜2,777を野村収容局でそれぞれ利用開始されている。
- 旧宮城町（現・青葉区宮城地区）/旧秋保町（現・太白区秋保町地区）
  - 旧市外局番は「02239」（愛子局）で市内局番1桁である（使用市内局番は2〜5局および7〜9局）
  - 3桁前に利用されていなかった現在の（022）396は、宮城野区の岩切収容局で利用
  - なお、ISDN用局番としては、旧宮城町では302（折立収容局を含む）と391の各一部、旧秋保町では304の一部が使われている。
  - 現在、393〜395、397〜399については、一部はひかり電話用にも利用されている。

##### 仙台市内の市内局番の特徴
- 1の位が0の局番は原則として加入電話には利用されていない
  - 1の位が0の局番はかつては無線呼び出しに使用していたため
  - 例外的に使われている1の位が0の市内局番は以下の5つである
    - 200（UCOM←旧・メディアの割り当てを継承）/220（テクノロジーネットワークへ割り当て）/290（ひかり電話専用局番）/380（ソフトバンクへ割当。主に、ソフトバンクのコールセンター関連で見られる）/390（荒井・鶴ヶ谷の両収容局ISDN用局番に割当）
- 200番台の振り分けについては以下のようになっている
  - 201-209…NCC系（かつては無線呼び出しの局番として使用。未使用復帰後、NCC系事業者のベライゾン ジャパンとソフトバンクへ再割当）
  - 211-219…市内中心部および市内北部（218は泉区の仙台泉収容局）
  - 221-229…市内中心部（226は市内西部（折立・郷六など）、228/229は八木山地区）
  - 231-239…市内東部（233および234は市内北部）
  - 241-249…太白区（八木山および生出・秋保地区および区北端部を除く全域に見られる）
  - 251-259…市内東部
  - 261-269…市内中心部
  - 271-279…市内北部
  - 281-289…市内東部（281は太白区生出地区）
  - 291-299…市内東部（294のみ、若林区南小泉地区で、残りはすべて榴岡収容局のため、仙台駅東口方面で多く見られる）
- 300番台の振り分けについては以下のようになっている（310-319は、岩沼MA（2013年現在、(0223)2x〜3xを使用）の将来的な枯渇対策を考慮し、現時点では欠番・未使用となっている）
  - 301-309…市内北部・南部・西部（309は多賀城市）…ほぼ、ISDN専用局番となっている
  - 341-349…黒川郡・宮城郡・ひかり電話専用など
  - 351-359…黒川郡・宮城郡（351-0〜2は、仙台泉収容局だが、富谷市（東向陽台・明石台地区）にまでまたがっている）・ひかり電話など
  - 361-369…塩竈市・多賀城市（361-2xxxと369-2xxxは浦戸諸島。その他369は、ひかり電話専用）
  - 371-379…泉区
  - 381-389…名取市・市内東部（389は多賀城市）
  - 391-399…旧宮城町・秋保町（396は宮城野区の岩切収容局）、下4桁単位でひかり電話用に使われている局番もある
- 700番台の振り分けについては以下のようになっている。
  - 701-709…NCC系（20x番台同様、かつては無線呼び出しの局番として使用。現在は、KDDIや楽天コミュニケーションズへ再割り当て）
  - 711-719…市内中心部および市内北部
  - 721-729…市内中心部および市内北部
  - 731-739…かつては無線呼び出しの局番として使用。このうち、738〜739のみ再割り当てされ、ひかり電話専用局番として使用。
  - 741-749…市内南部（742は宮城野区の榴岡収容局、745はNTT-C）
  - 751-759…市内中心部
  - 761-769…塩竈市・利府町（764はソフトバンク、765は旧KDD→KDDI）
  - 771-779…泉区・富谷町（774はNTT-C、775は旧平成電電→ソフトバンク、778は旧DDI→KDDI）
  - 781-789…名取市・市内東部（781の一部はひかり電話専用、787はKDDI）
  - 791-799…市内中心部および東部・ひかり電話専用(796〜797)・TOHKnetなど

### 都市計画

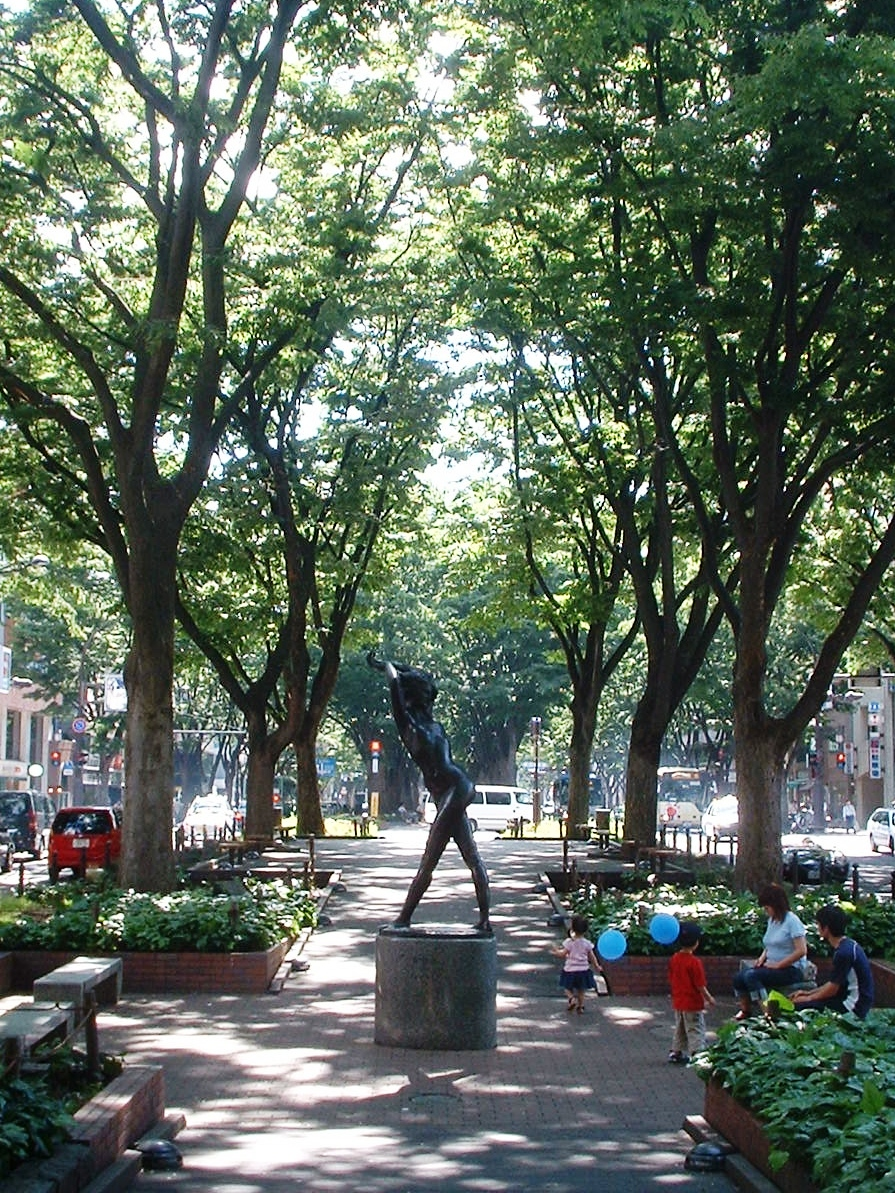
定禅寺通り

都市としての仙台市は、伊達家62万石の城下町から発展したため、その名残りで都心部の道路は碁盤の目状になっているが、広瀬川の河岸段丘上に立地している点や、戦災復興都市計画#仙台の戦災復興計画において広幅員の道路を縦横に通したことにより、完全な碁盤の目とはいかずやや変則的である。伊達政宗の都市計画は、後に仙台をして 「杜の都」 と呼ばしめたが、戦前までの「杜」は、都市の近代化のために失われた部分も多い。しかし、市当局や市民の努力により、都心部に限らず、多くの道路に街路樹が植えられ緑化が進んだ。また、都心を取り囲む丘陵地や水田などの開発規制を行い、同心円状に、都心・グリーンベルト・住宅地という大ロンドン計画を模した都市計画を作成した。

#### 産業立地と都市構造
本市を含む5市4町1村からなる「仙塩広域都市計画区域」（仙台都市圏）により都市計画がなされている。また、都心部を中心とした青葉区が東北最大の超広域商圏を形成し、泉中央を中心とした泉区、および、長町地区を中心とした太白区が広域商圏を形成している。市における副都心として、旧奥州街道（現国道4号）下り第一宿駅・七北田宿から発達した泉中央地区、旧奥州街道（現国道4号）上り第一宿駅・長町宿から発達した長町地区、旧作並街道（現国道48号）下り第一宿駅・愛子宿から発達した愛子地区、そして、仙台港地区（みなと仙台ゆめタウン）の4つが指定されていた。しかし市は現在、「副都心」の名称を都市計画で使用しなくなり、市が主導して整備をし、広域商圏をも併せ持つ泉中央と長町が「広域拠点」、愛子が「市西部（旧宮城町）の地域中心拠点」、県が主導して整備しているみなと仙台ゆめタウンが「国際経済交流拠点」と、機能によって色分けがなされている。その他の拠点として、東北大学と宮城教育大学がある青葉山地区が「国際学術研究・交流拠点」とされ、広域商圏を持たない宮城野区と若林区では各区の区役所周辺が「区の生活拠点」とされている。因みに、宮城野区役所がある原町は、旧石巻街道（現国道45号）下り第一宿駅の原町宿から発展した地区で、若林区役所は伊達家養種園跡にある。その他、秋保温泉と作並温泉に温泉街が形成されている。
- 業務・商業地
  - 都心 - 仙台市都心部
    - 繁華街 - 一番町、中央通、仙台駅西口など
    - 歓楽街 - 国分町など

  - 広域拠点 - 泉中央地区、長町地区
- 流通・工業地区
  - 東部流通団地・東部工業団地、仙台港、泉パークタウン工業流通団地など

##### インフラ整備の状況
- 下水道普及率 - 99.3%（平成23年度末）[89]

#### 都市軸

##### 戦後の仙台の都市軸の変化
高度経済成長期までの都市軸は、それぞれ鉄道も並走している、旧奥州街道を踏襲した国道4号沿い（都心から南の地域）と北東の多賀城・塩竈・松島に向かう国道45号沿いを中心に形成された。1960年代初頭には仙台市を中心に松島町から岩沼市にかけて合併・政令指定都市移行を目指したが失敗に終わった。要因は当時の仙台市の革新市政を周辺市町の保守系首長が嫌ったため、といわれている。この時、合併調印前日に多賀城町（現・多賀城市）長が突如合併を批判し合併から離脱したため、仙塩合併は一夜にして瓦解。仙台市の政令指定都市への移行も先延ばしとなり、都市の発展が著しく遅れる結果となった。
その後、人口増を背景に市の北部から南西部にかけての丘陵地に都心を囲むように新興住宅地が造られた。これらの住宅地と中心部とを繋ぐ旧国道4号沿い（都心から北の地域）や国道286号沿いが新たに都市軸に加わった。新都市軸の北の中心である旧泉市と、西側の旧宮城町・旧秋保町を編入し、1989年に政令指定都市となる。
新都市軸では1987年に仙台市地下鉄南北線が開業したことで、計画都市である北の泉中央（泉区）や南の長町南（太白区）では大型商業施設やマンションが林立した。
また、仙台北環状線（北環）や仙台西道路の完成により、中心部から西向きの都市軸も形成された。この軸上には東北自動車道の仙台宮城ICがあることから広域産業が進出し、アウトレットモールや宮城県立こども病院、高等教育機関などが立地した。

#### 東西に分けられる仙台の街
仙台駅西口側
仙台の街は、仙台駅、および東北新幹線・東北本線によって大きく東西に分けられている。仙台駅の西口側は、江戸時代からの城下町・仙台の中心部があったところで、現在に至るまで中心部であり続けているが、南は広瀬川、西は青葉山、北は北山-台原の丘陵地、東は東北新幹線と、四方が囲まれており、都心部の拡大が容易ではない。そのため、バブル期に、仙台の地元企業の経済力を超えて地価暴騰が起きる懸念があったが、バブル期以前から開発されていた地下鉄南北線、とりわけ副都心として設定された泉中央および長町の存在により、地価上昇圧力が泉中央や長町への都市機能の分散を推進し、暴騰は回避された。反面、デフレ期に入ると都市規模に対して疎になった都心の地価下落が止まらず、担保価値が減少した土地上の低層オフィスビルや低層住宅が、高層マンションなどに取って代わり、住民の都心回帰を助長している。
仙台駅東口側
一方、仙台駅の東口側は、古くからの町並みが残る地区となっていた。特に南東側の若林区は下町の趣があり、江戸時代から続く地名が残る。この下町地域の東側に隣接していた水田地帯には、1960年代に仙台バイパスが造られ、同時に卸売り業者・流通業者・車関係などの事業所、および印刷業の工業団地などの広大な流通・工業団地が卸町・六丁の目・扇町などに造られた。業務地・工業用地の指定のみで住宅地の指定がなく、周囲の水田も国政・市政により農地指定が解除されなかったため、背景人口が増加せず、東口の商業集積を阻害してきた。90年代に入り卸を通さない「中抜き流通」が主流になると、卸町の存在意義が薄れ、規制を解除して住宅地へ転用する動きが始まり、地下鉄東西線の建設によって促進されることとなった。
また、仙石線の地下化に伴った区画整理・再開発（仙台市の土地区画整理事業一覧、日本の再開発の一覧#宮城県）により、東口は街の形が大きく変貌。東口の駅前から延びる宮城野通り完成後は、通り沿いに仙台のIT企業が集中し始め、2005年（平成17年）より東北楽天ゴールデンイーグルスが宮城球場を本拠地にするに到って更に開発に弾みがついた。
地下鉄東西線開通
2015年（平成27年）12月6日、仙台市地下鉄東西線：八木山動物公園駅－荒井駅が開通し、仙台駅西口側と東口側の一体化を推進していくことになった。東西線の仙台駅は西口側にあるが、仙台駅東口から150m付近に宮城野通駅が設置され便宜を図っている。

#### 北四番丁大衡線
1990年代後半より東北大学病院の東端に沿って南北に走る木町通の拡幅作業がなされ、2012年に全線開通したこの道は、北向きに輪王寺を北山トンネルで通過し、桜ヶ丘・泉パークタウンを貫いて大和町へと至る宮城県道264号大衡仙台線（都市計画道路北四番丁大衡線）である。この道路は、北西部の住宅地と中心部とを結ぶ幹線道路という側面の他に、この道沿いに存在する東北大学病院・東北大学医学部・フィンランド健康福祉センター・宮城学院女子大学・宮城大学・宮城県図書館・泉パークタウン内の数々の研究施設、そして仙台北部中核工業団地を結ぶ「智の回廊」として機能することも期待されており、「学都仙台」の戦略的道路となっている。
また、東北大学病院の新東病棟1階に新たに設置される高度救命救急センターへの搬送路としての役割も持ち、当道路と東北自動車道が交差する付近に泉PA/スマートICが設置されている。
一方で北山トンネル開通前から指摘はされていたが、北山トンネル開通により周辺の交通量が以前にも増して増加したため、朝夕のラッシュ時を中心に渋滞が悪化した。

#### 愛子副都心構想
「愛子副都心」構想とは、1987年（昭和62年）の宮城町と仙台市との合併建設計画、および、1990年度（平成2年度）発表の「仙台市総合計画2000」に記載されていた副都心建設計画である。旧宮城町役場（現・宮城総合支所）があるJR愛子駅周辺の再開発と都市機能集積、および、仙台市営モノレール南西線計画を謳っており、旧泉市（現泉区）に対する泉中央副都心整備計画と同様、合併の際のバーターであった。現在、当該地域の整備計画は「西部地区の拠点整備」という言葉に置き換わっており、副都心としての指定は曖昧化されている。
なお、2002年（平成14年）7月22日に愛子駅周辺は住居表示が実施され「愛子中央」になった。また、都市化に不可欠な下水道は、旧宮城町域における整備率が政令市移行時の2.4%から現在92.5%にまで改善されている。

## 教育

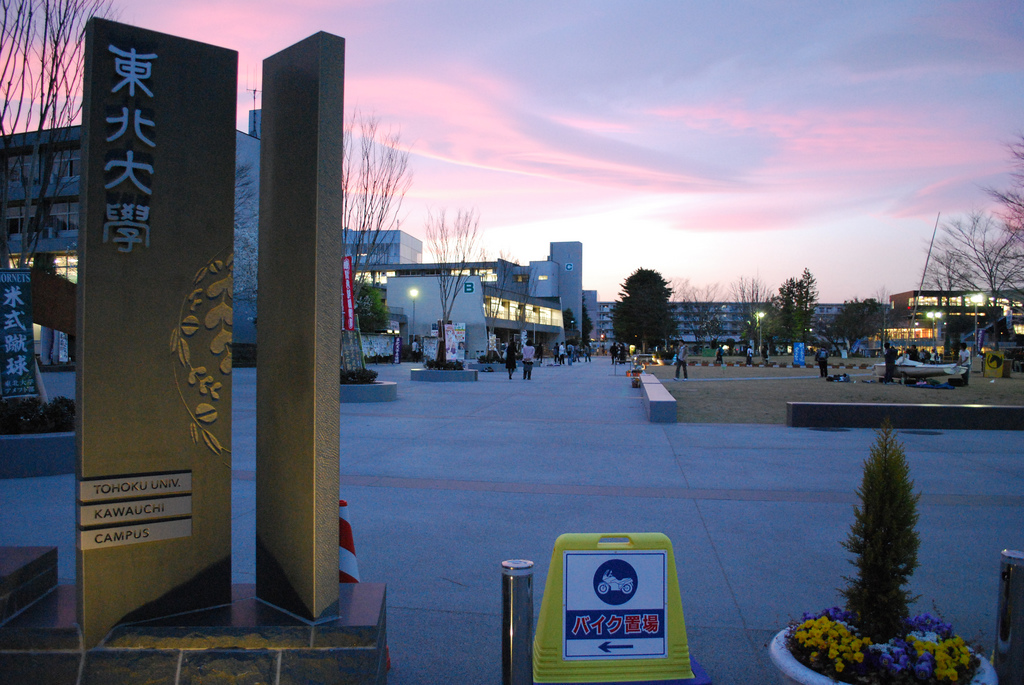
東北大学川内北キャンパス

仙台は、高等教育機関（大学、短期大学、高等専門学校など）に通う学生を85,000人以上抱えており、人口に対する学生比率が、政令指定都市などの中では京都市、福岡市、東京23区に次いで4番目に高く、仙台市の行政や地元マスメディアは「学都仙台」を自称している。また、人口に対する大学院生比率も京都市に次いで2番目に高い上、高等教育機関の教員も4,000人近く住んでおり、日本の学術を支える重要な都市の1つとなっている。しかし、東北大学においては、その入学者における地元占有率（東北大では東北地方出身者の割合）が、他の旧帝大のそれと比べて低く、また、仙台市や東北地方に十分な就職先が確保されていないため、卒業者のほとんどが他の地方（特に首都圏）に流出し、頭脳流出が激しい。また、工業基盤が薄い仙台市では、研究成果も他の地方に流出し、地場で産業化される例は極めて少ない。近年では、人材と研究成果の流出を抑えるため、産学官共同のベンチャーキャピタルが設立されたが、まだ大きなビジネスに育っていない。一方、東北学院大学や宮城学院女子大学に代表される県内私立大学の入学者のほとんどは、東北地方出身者であり卒業後も仙台での就職を希望するものも多く、幅広い分野で地域の産業を支えている。
しかし、特別支援学校については、少子化と反比例する形で入学対象者が増加傾向（特別支援学級を含む特別支援教育の対象となる範囲が、法的に広がったことも起因している）にあり、とりわけ知的障害を主な教育対象とする特別支援学校の数が、県立学校では市内には、宮城県立光明支援学校1校しかなく、その学区から外れた場合は、仙台市外に位置する特別支援学校への通学を余儀なくされている現状にある。

## 交通

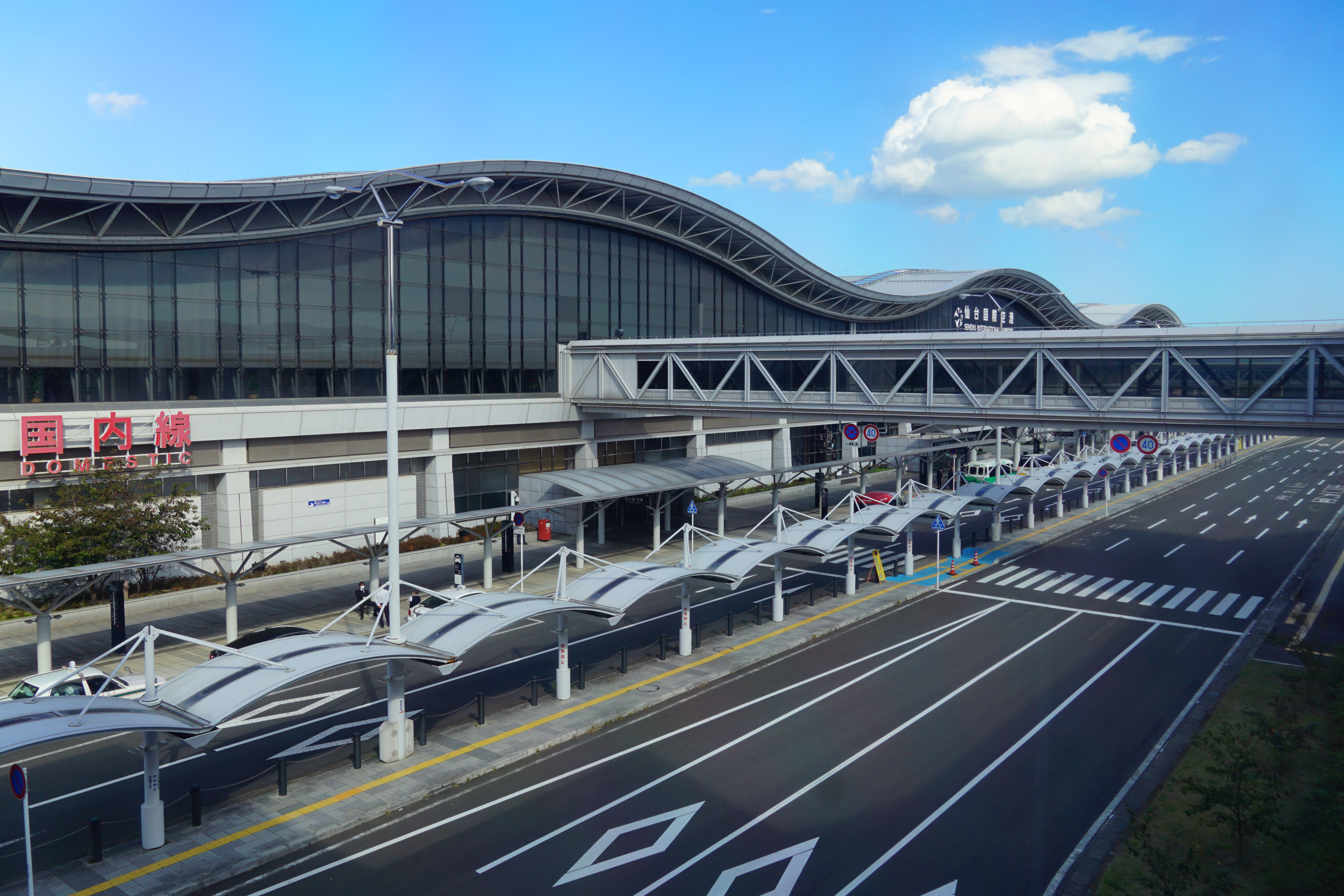
仙台空港ターミナルビル

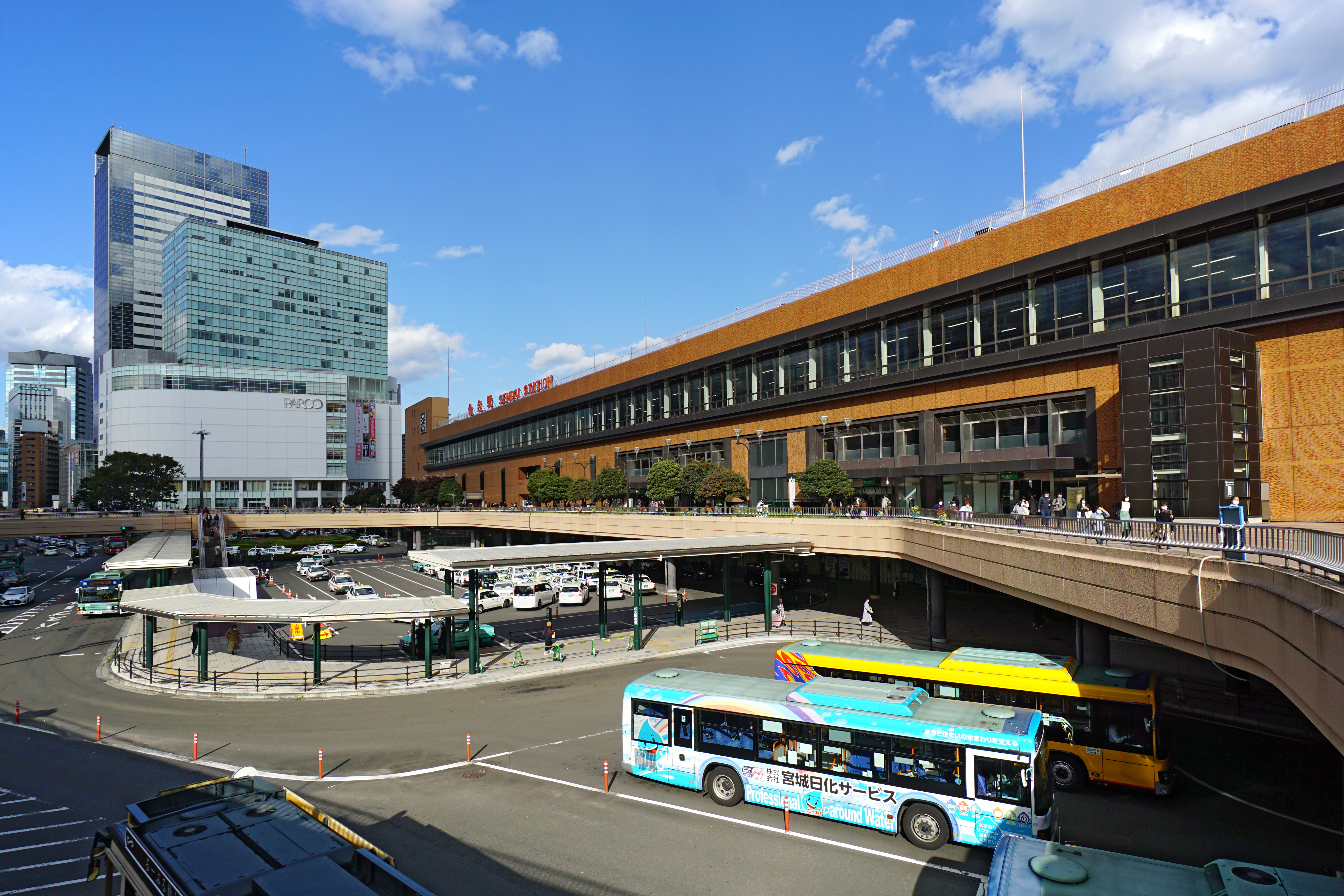
仙台駅西口

### 空路

#### 仙台空港
名取市と岩沼市に跨って位置する。仙台駅から仙台空港アクセス線快速列車で17分、普通列車で25分。以下の路線の定期便のほか、チャーター便、小型機およびヘリコプターによる遊覧飛行の離着陸地として利用される。
- 国内線 - 札幌/新千歳、新潟（夏季のみ）、名古屋/中部、大阪/伊丹、大阪/関西、神戸、広島、福岡、沖縄/那覇
- 国際線 - ソウル/仁川、大連、北京/首都、上海/浦東、台北/桃園、高雄、香港

#### 霞目飛行場
陸上自衛隊霞目駐屯地内に所在し、ヘリポートが併設されている。民間機による定期便の運航はない。

### 鉄道

仙台市内の鉄道路線図

仙台駅を中心に放射状に路線が存在する。

#### 東日本旅客鉄道（JR東日本）など
2014年（平成28年）に仙台近郊区間が設定された。全駅がSuicaの仙台エリア内に所在する。
- 東北新幹線・秋田新幹線・北海道新幹線
  - - 仙台駅 -
- ■ 東北本線・■常磐線・■仙台空港アクセス線・阿武隈急行線・■■仙石東北ライン[注 18]
  - - 南仙台駅 - 太子堂駅 - 長町駅 - 仙台駅 - 東仙台駅 - 岩切駅 -
- ■ 仙山線
  - 仙台駅 - 東照宮駅 - 北仙台駅 - 北山駅 - 東北福祉大前駅 - 国見駅 - 葛岡駅 - 陸前落合駅 - 愛子駅 - 陸前白沢駅 - 熊ケ根駅 - 作並駅 - 奥新川駅 -
- ■仙石線
  - あおば通駅 - 仙台駅 - 榴ケ岡駅 - 宮城野原駅 - 陸前原ノ町駅 - 苦竹駅 - 小鶴新田駅 - 福田町駅 - 陸前高砂駅 - 中野栄駅 -

#### 仙台市交通局
- 仙台市地下鉄
  - ■ 南北線
    - 泉中央駅 - 八乙女駅 - 黒松駅 - 旭ヶ丘駅 - 台原駅 - 北仙台駅 - 北四番丁駅 - 勾当台公園駅 - 広瀬通駅 - 仙台駅 - 五橋駅 - 愛宕橋駅 - 河原町駅 - 長町一丁目駅 - 長町駅 - 長町南駅 - 富沢駅

  - ■ 東西線
    - 八木山動物公園駅 - 青葉山駅 - 川内駅 - 国際センター駅 - 大町西公園駅 - 青葉通一番町駅 - 仙台駅 - 宮城野通駅 - 連坊駅 - 薬師堂駅 - 卸町駅 - 六丁の目駅 - 荒井駅

#### 日本貨物鉄道（JR貨物）
- 東北本線支線（宮城野貨物線）
  - - 長町駅 - 仙台貨物ターミナル駅 - 東仙台駅 -

#### 仙台臨海鉄道
- 臨海本線
  - - 仙台港駅 - 仙台北港駅
- 仙台埠頭線
  - 仙台港駅 - 仙台埠頭駅
- 仙台西港線
  - 仙台港駅 - 仙台西港駅

### バス

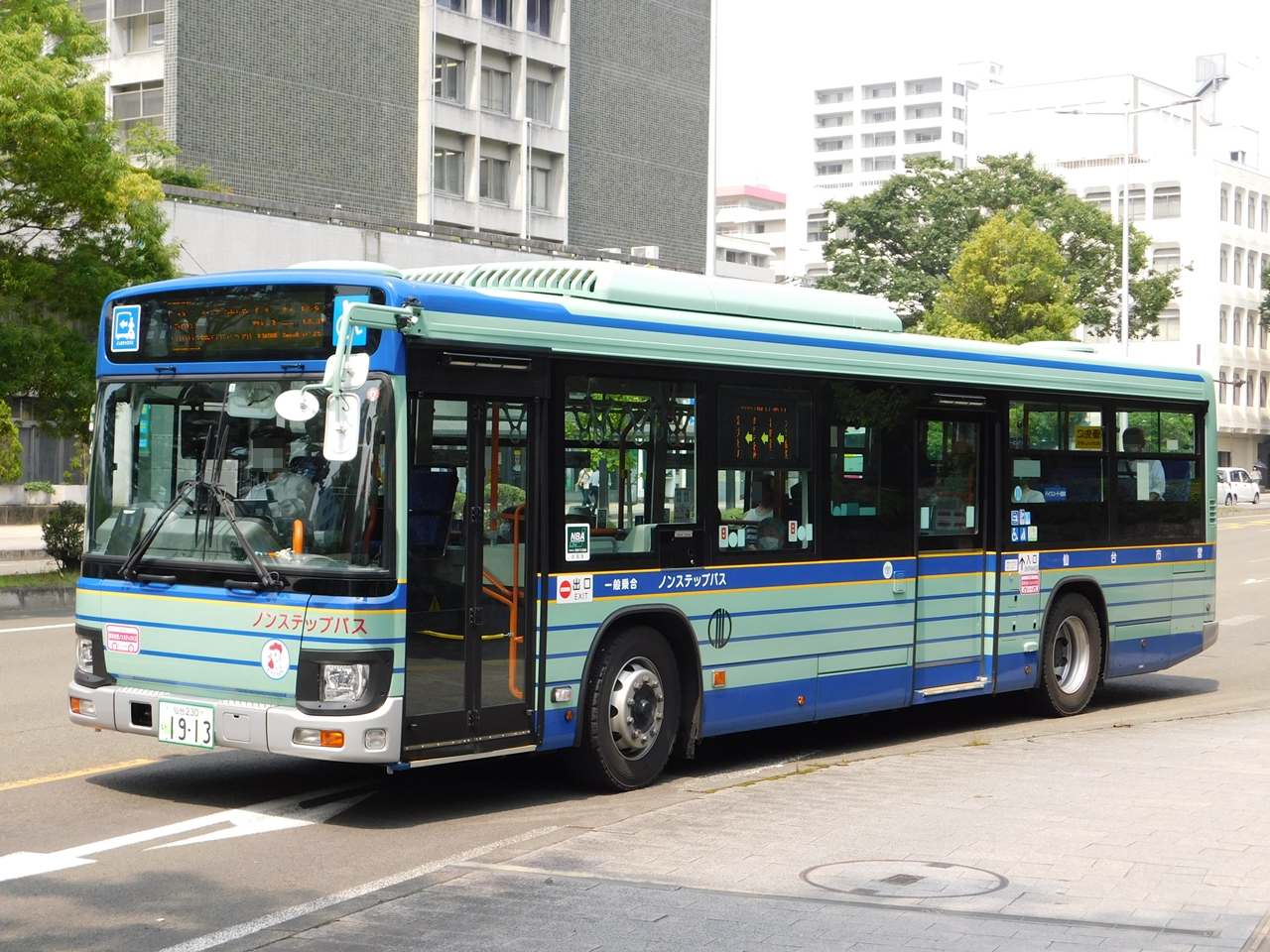
仙台市営バス

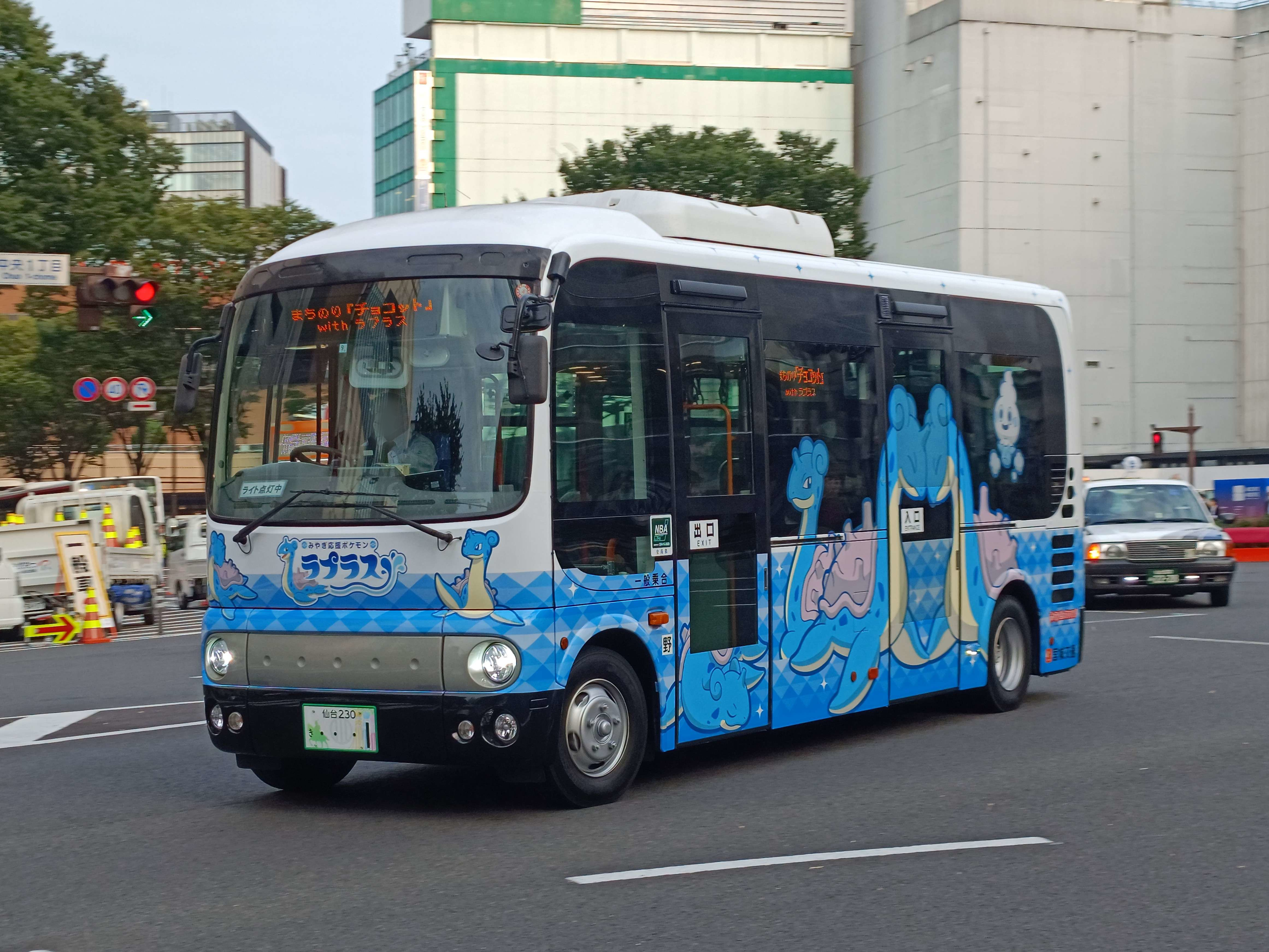
まちのり「チョコット」

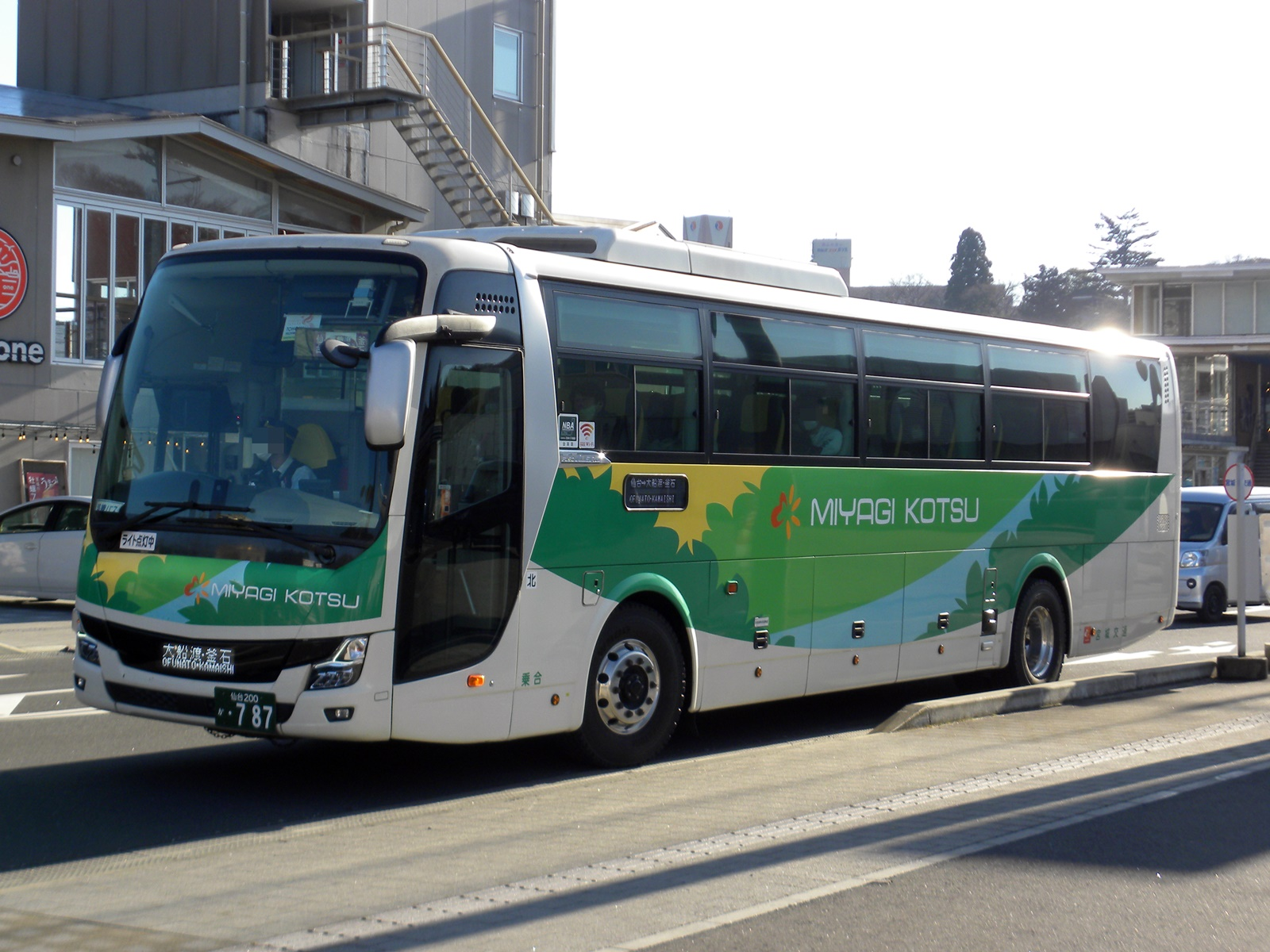
宮城交通 高速バス

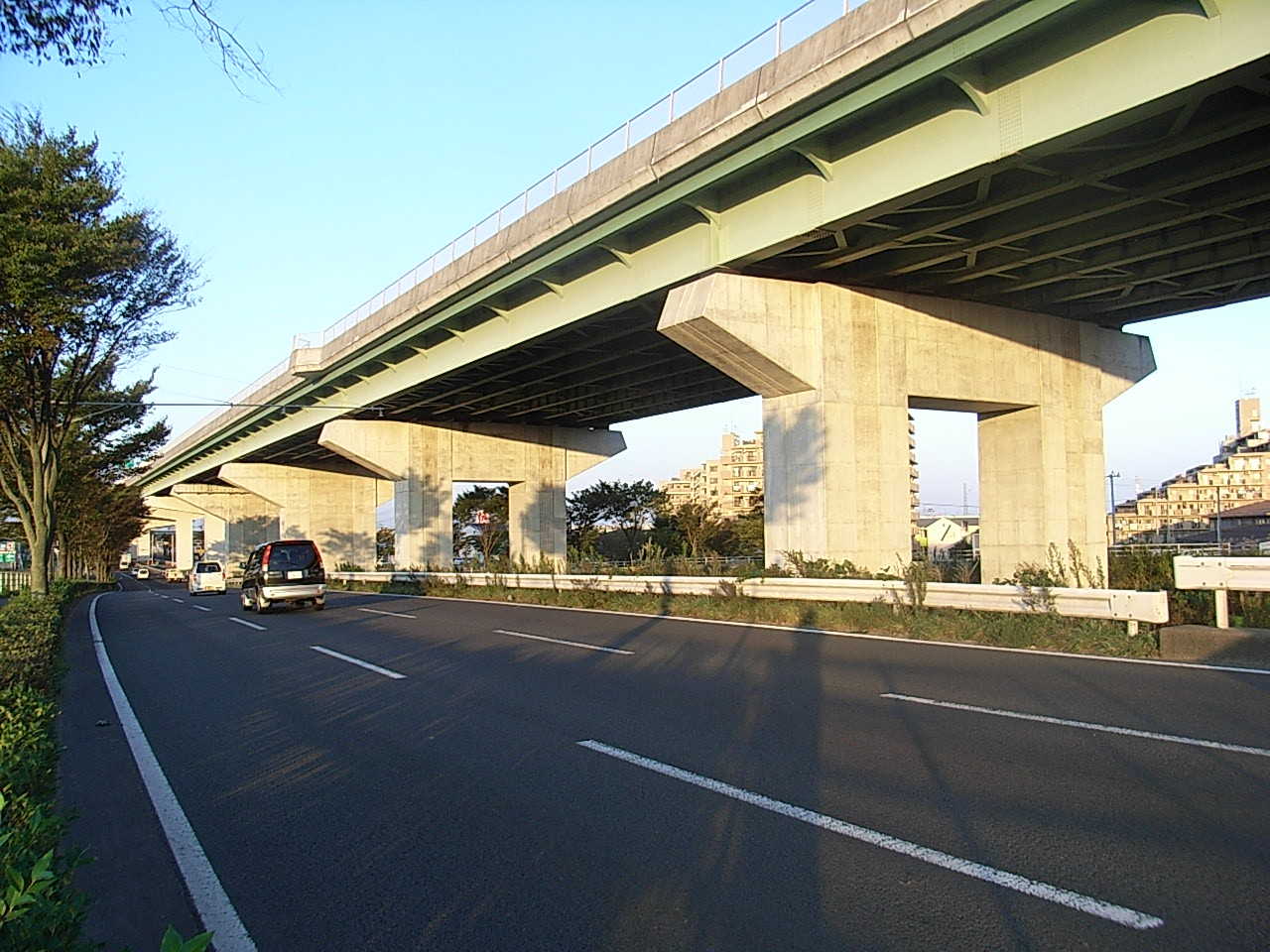
仙台都市圏環状自動車専用道路
仙台東部高架橋

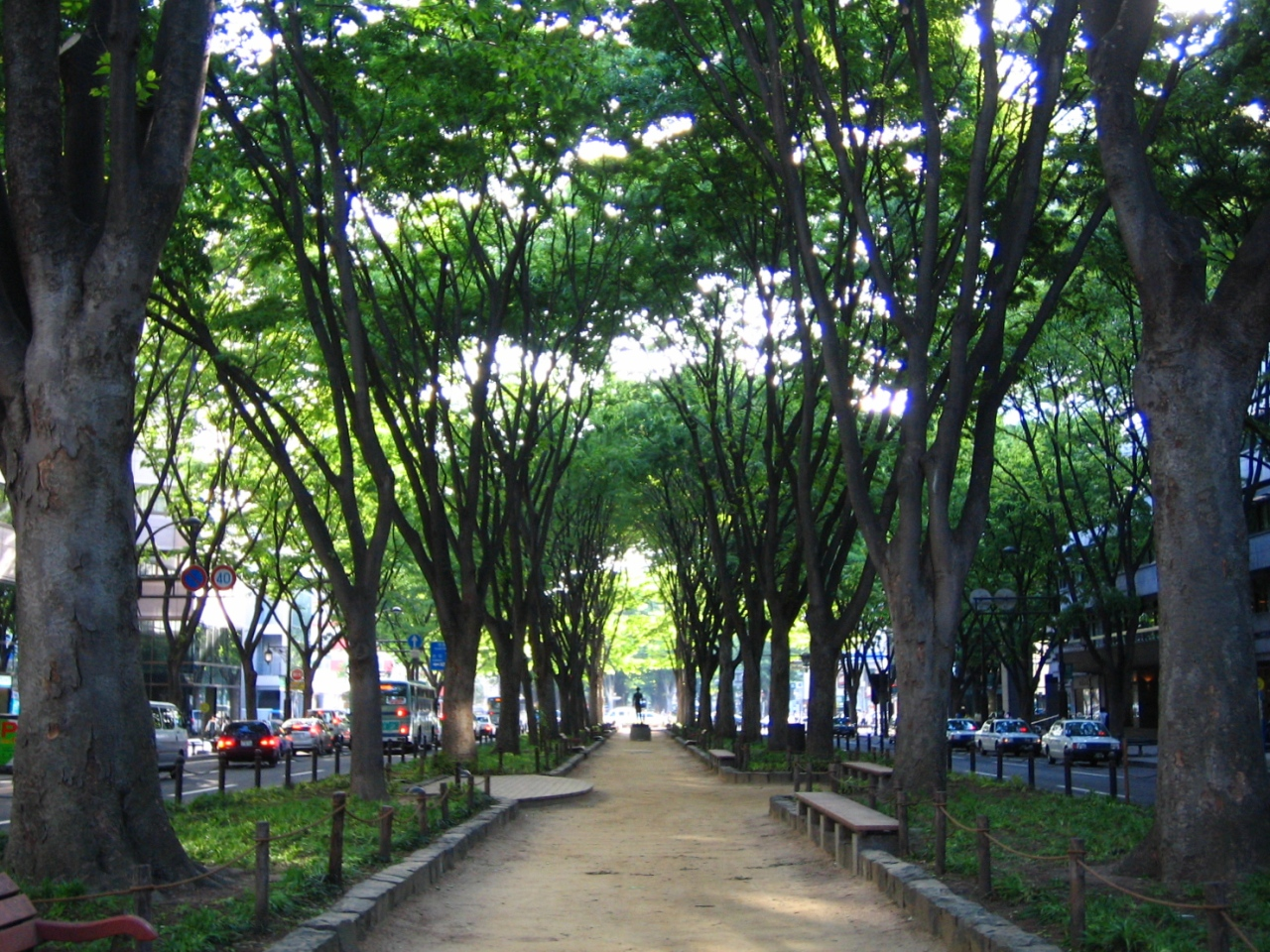
定禅寺通

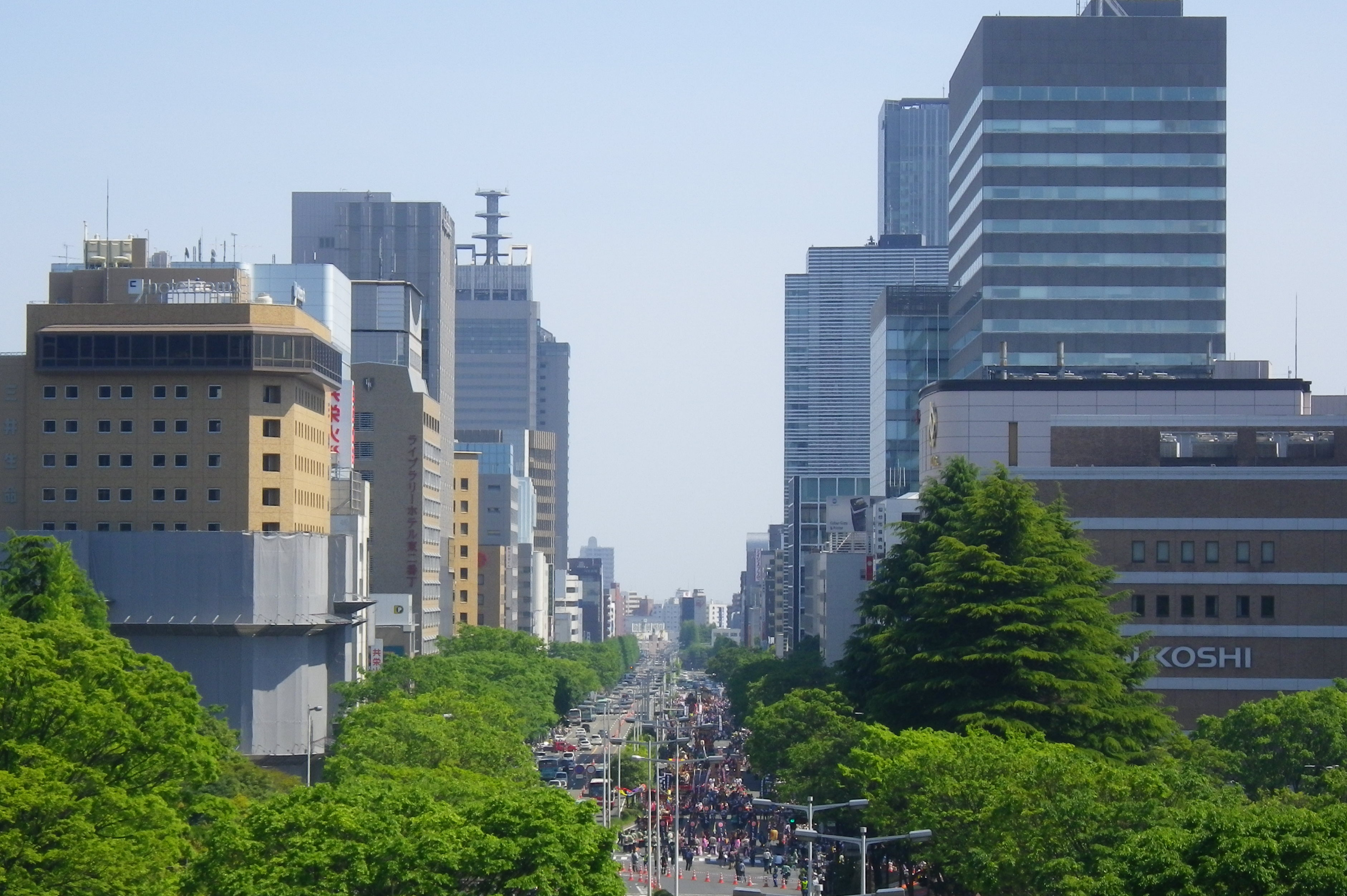
東二番丁通

仙台市交通局と宮城交通では、バスロケーションシステム（どこバス 仙台）が導入され、icsca・Suica・PASMOなども共通であり、2017年9月までは並走路線においては同一の運賃設定がなされていた（同年10月以降は市バス初乗り170円区間のみ宮城交通のほうが安価、それ以外の区間では仙台市交通局のほうが安価となる）。
かつては特定駅でのバス・地下鉄の相互乗換の場合、乗継割引としてバス（地下鉄）の運賃が40円引かれる制度が存在した。現在ではicscaの乗継30ポイント制度に継承されている。
オムニバスタウン指定を受け、都心バス均一区間の120円パッ区（ - 2018年9月30日 100円パッ区）が設定されている。
かつてはワンコインの循環バス（カーバスくん）を試験的に走らせていたが、交通渋滞で定時運行が困難なため、長くは続かなかった。しかし定期バスにて100円で乗れる均一区間を試験的に設定した結果、好評のためにそのまま継続となった。

#### 路線バス
- 仙台市営バス
  - 青葉区・宮城野区・若林区を中心に運行。
  - 仙台空港へのアクセスの主な手段であったリムジンバスは、仙台空港アクセス線開通に伴い2007年（平成19年）で廃止。
- 宮城交通
  - 太白区・泉区を中心に、富谷市・大和町・川崎町方面の路線も運行する。
  - 仙台都心循環バス「まちのり『チョコット』withラプラス」を運行。みやぎ応援ポケモンのラプラスがデザインされた専用の中型バス（日野・ポンチョ）を使用。
- ミヤコーバス
  - 荒井駅と仙台港、多賀城駅前を結ぶ路線を運行。
- 仙塩交通
  - 岩切駅と多賀城市内を結ぶ[94]。
- 利府町民バス
  - 岩切駅と利府町内を結ぶ路線を運行する。
- 愛子観光バス
  - 仙台駅と愛子駅、 錦ケ丘団地を結ぶ路線を運行。
- タケヤ交通
  - 仙台駅と秋保、川崎町を結ぶ。
  - 荒井駅を起点に沿岸部の観光地や震災遺構を巡る路線を運行（夏季限定）。
- 山交バス
  - 国道48号経由で仙台駅と作並、新庄を結ぶ特急バスを運行（特急48ライナー）。
- なとりん号
  - 南仙台駅と名取市内を結ぶ路線を運行する。

#### 高速バス・特急バス
仙台駅前発着を中心に、宮城県内外へ高速バスが運行される。2022年1月、仙台駅周辺で国土交通省の公共交通ターミナル整備事業「バスタプロジェクト」が検討されていることが報じられた。

### 道路

#### 高速道路・有料道路
下記の4路線および仙台北部道路により、仙台都市圏環状自動車専用道路（ぐるっ都・仙台）が構成される。
- E4 東北自動車道
  - - 仙台南IC - 仙台宮城IC - 泉PA（スマートIC） - 泉IC -
- E6 仙台東部道路
  - - 仙台若林JCT - 仙台東IC - 仙台港IC - 仙台港北IC
- E6 三陸自動車道
  - 仙台港北IC -
- E48 仙台南部道路
  - 仙台若林JCT - 今泉IC - 長町IC - 山田IC - 仙台南IC

#### 地域高規格道路
- 仙台西道路

#### 一般道
3環状12放射状線を骨子に道路整備が進められている。
仙台市都心部では碁盤の目状に道路が整備されており、ほとんどの道路に道路愛称または歴史的町名が付されている。歴史的町名活用道路には辻標や通り看板が設置されている。

### シェアサイクル・電動キックボード
泉区を除く4区に以下のサービスが展開している。
- DATE BIKE - 2013年3月16日提供開始。
- LUUP - 2024年2月28日提供開始。

### 航路

#### 港湾
- 仙台港（仙台塩釜港仙台港区）

#### 旅客
- 太平洋フェリー
  - 名古屋港 - 仙台港 - 苫小牧港

### ナンバープレート
- 「宮」「宮城」ナンバー
- 「仙台」ナンバー（ご当地ナンバー）
  - 2006年（平成18年）10月10日、導入。
  - 2018年（平成30年）10月1日、地方版図柄入りナンバープレートの交付を開始。デザインは伊達政宗と仙台七夕まつり[96]。

## 観光

### 名勝・百選
- 定禅寺通（ケヤキ並木・日本の道100選）
- 広瀬川（名水百選。芋煮会、釣り、カヌー。上流の新川の水でウイスキーがつくられている）
- 二口峡谷
  - 秋保大滝（国の名勝）

### 名所・旧跡
主な城郭
「仙台藩の城砦」も参照
- 青葉城
- 今泉城
- 岩切城
- 沖野城
- 笹森城
- 仙台城跡（国の史跡）
- 根添城
- 松森城
- 若林城

主な神社
- 奥州仙臺七福神
- 青麻神社
- 青葉神社
- 秋保神社
- 愛宕神社
- 塩流神社
- 亀岡八幡宮
- 賀茂神社
- 櫻岡大神宮

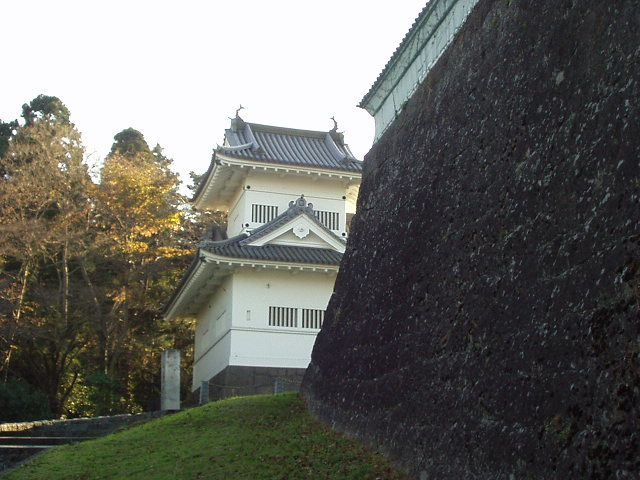
仙台城隅櫓（2003年（平成15年）11月）

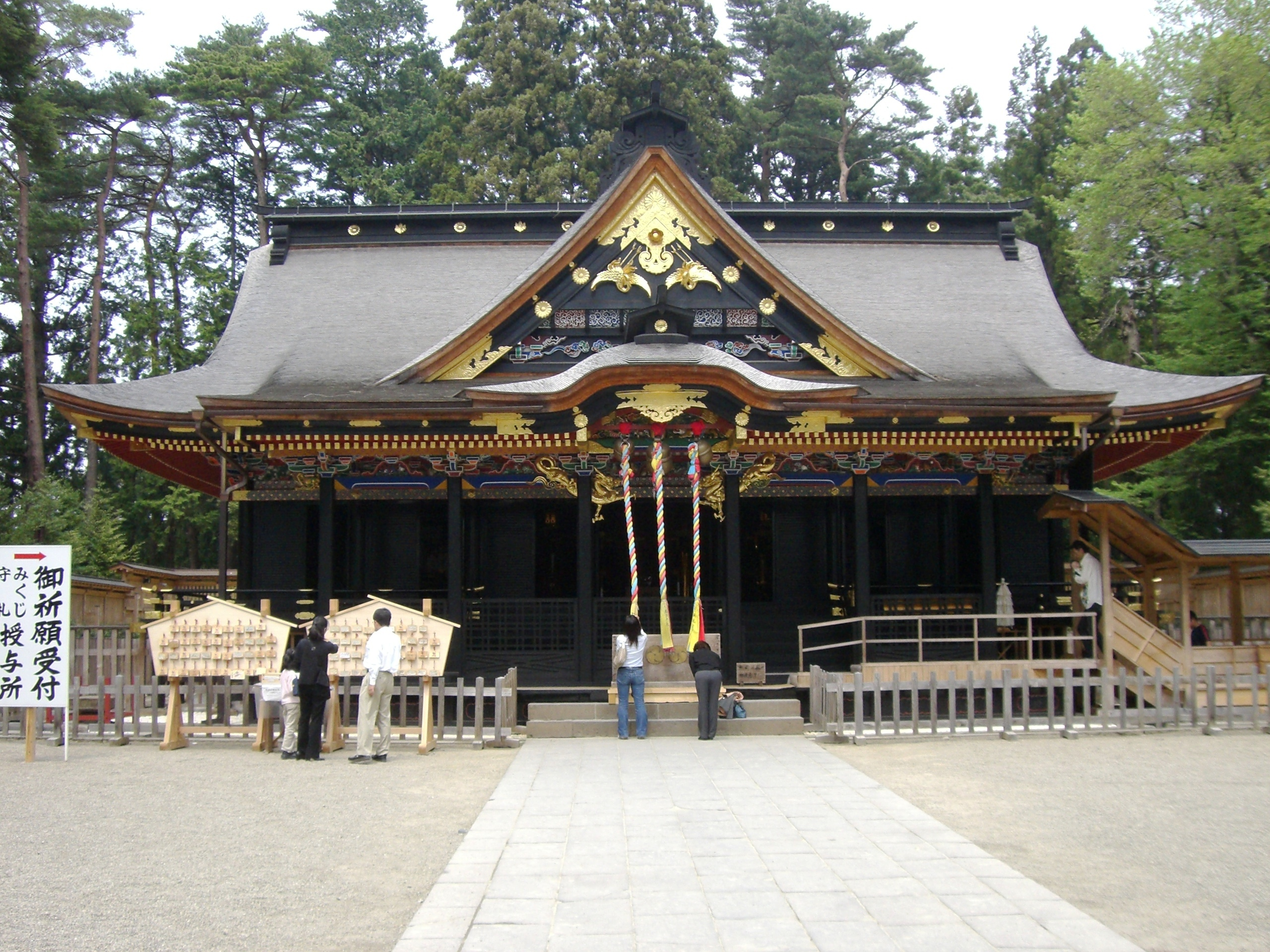
大崎八幡宮社殿

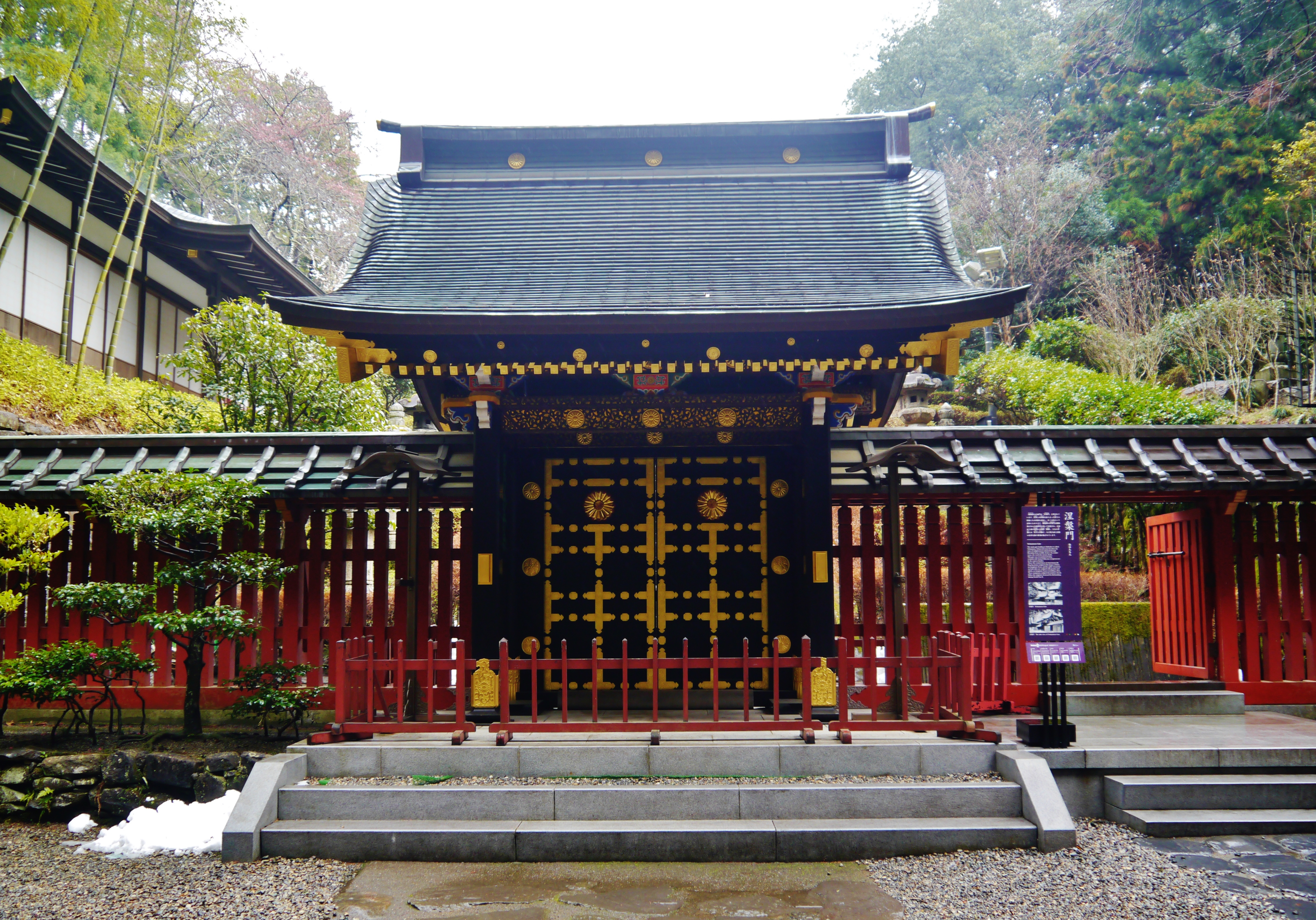
瑞鳳殿

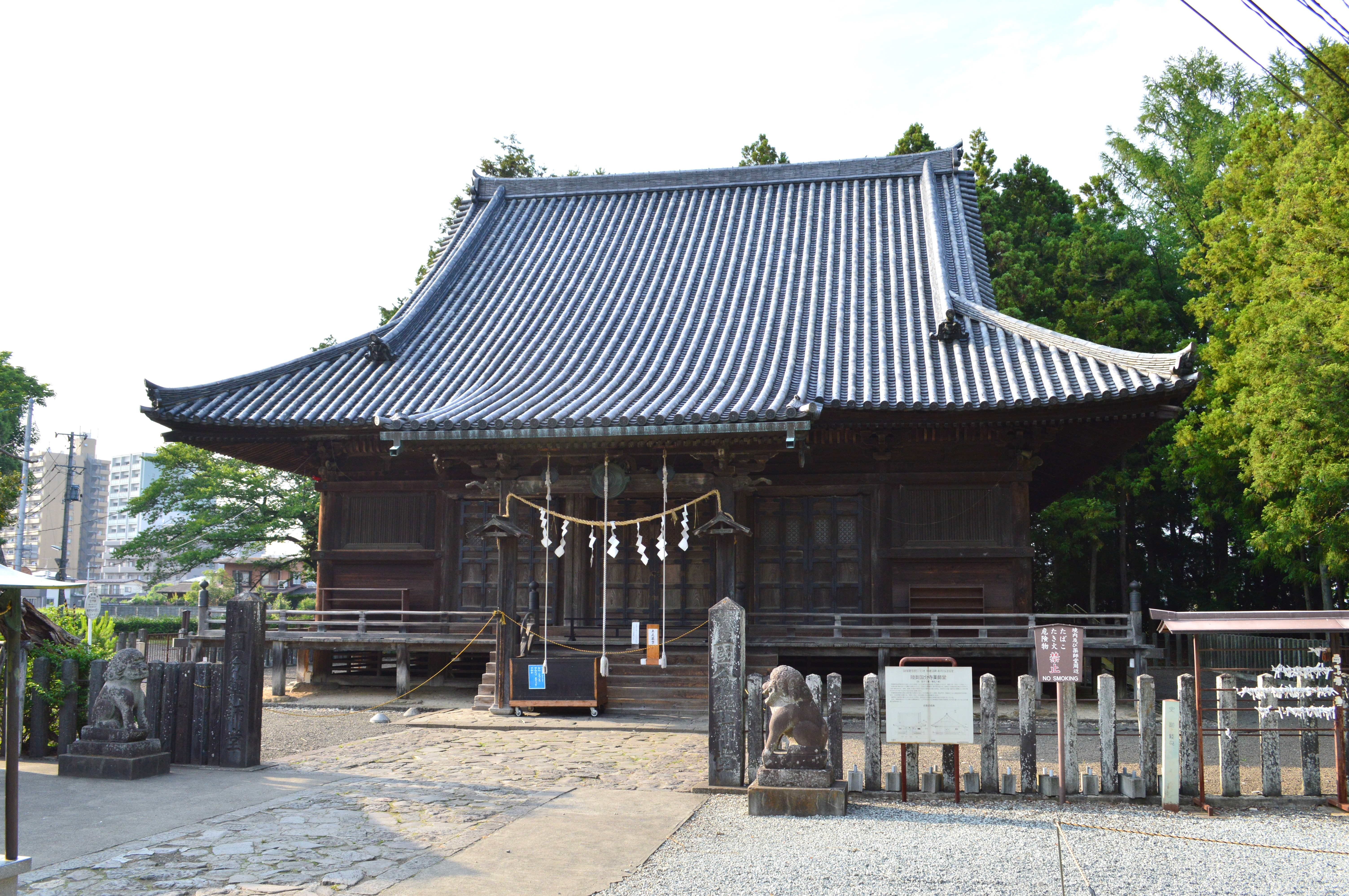
陸奥国分寺薬師堂

- 瑞鳳殿（伊達政宗廟。伊達家墓所。経ヶ峯歴史公園内）
- 仙台東照宮
- 榴岡天満宮
- 浪分神社
- 宮城縣護國神社

主な寺院
- 北山五山
- 仙台三十三観音
- 輪王寺（仁王門は市指定文化財）
- 瑞鳳寺
- 陸奥国分寺・薬師堂
- 陸奥国分尼寺跡
- 大観密寺（仙台大観音）
- 成田山経ヶ峰国分寺
- 西方寺（通称：「定義如来」「定義山」。三角油揚げが名物）
- 仏眼寺（日蓮正宗）∣本堂は仙台市登録有形文化財。寺宝「飛び曼荼羅」。

主な遺跡
- 愛宕山横穴墓群
- 郡山遺跡
- 富沢遺跡（地底の森ミュージアム）- 旧石器時代の遺跡
- 三神峯遺跡
- 山田上ノ台遺跡 - 縄文時代の遺跡

主な史跡
- 晩翠草堂（「荒城の月」の作詞で知られる土井晩翠の住居）
- 日本聖公会仙台基督教会
- 仙台ハリストス正教会
- カトリック元寺小路教会

### 観光スポット
文化施設
- カメイ美術館
- 仙台市科学館
- 仙台市戦災復興記念館
- 仙台市博物館
- 仙台文学館
- せんだいメディアテーク
- 七夕ミュージアム

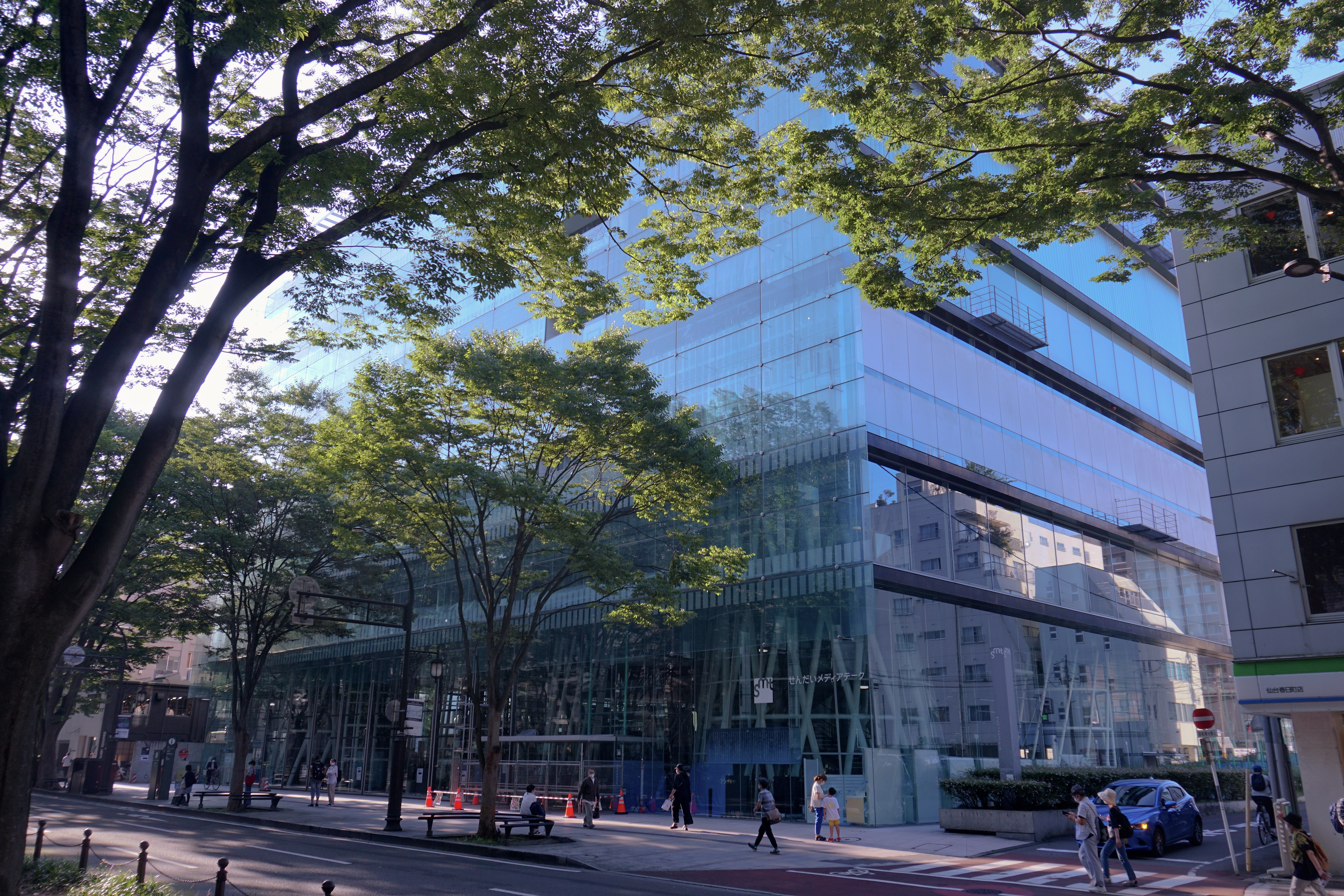
せんだいメディアテーク
「柱」のみで建つ特殊な構造のビル建築として

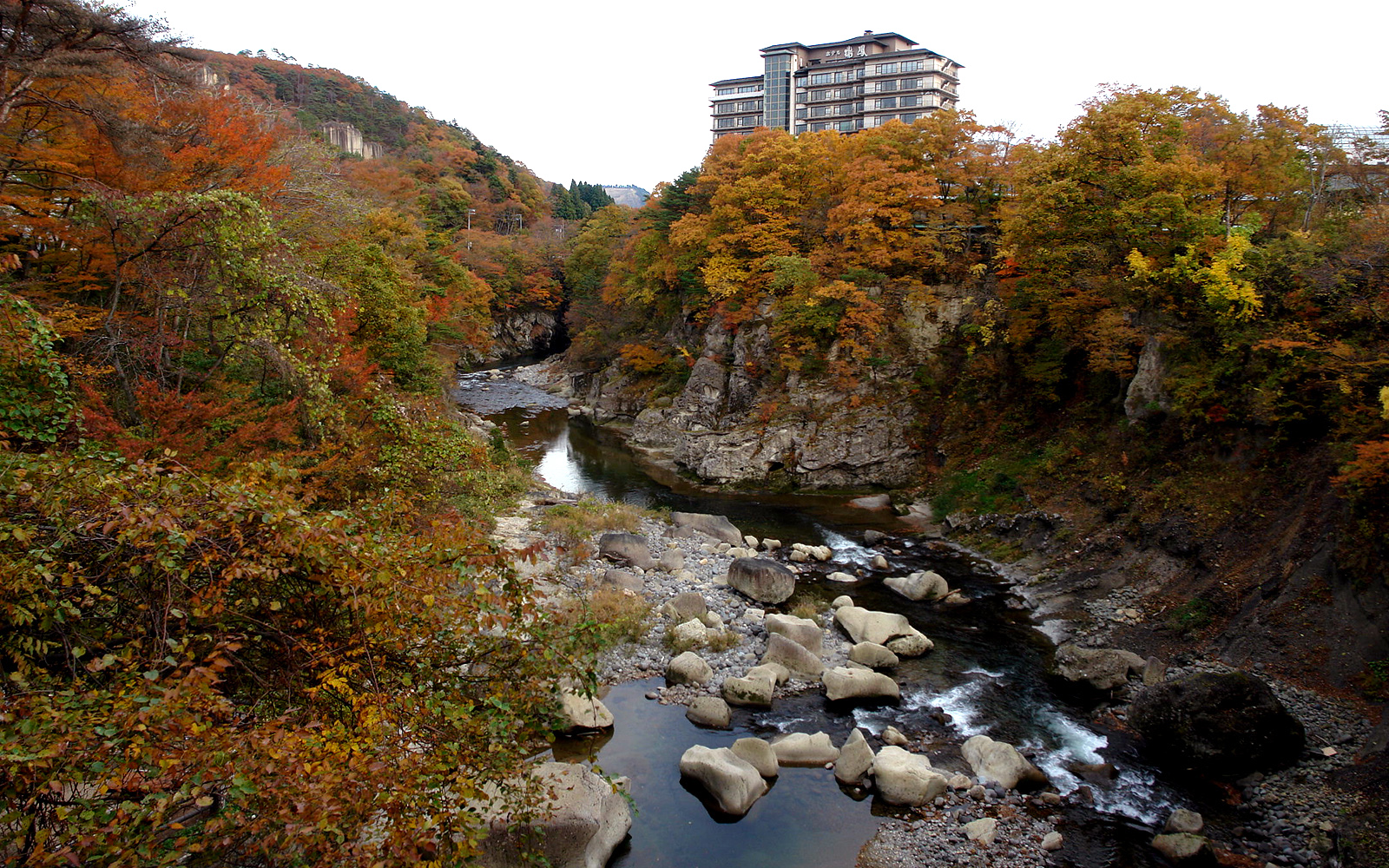
秋保温泉

- 階段教室（東北大学・片平キャンパス内）- 魯迅ゆかりの施設で、中国人観光客が見られる。
- 中本誠司現代美術館 - 仙台で数少ない現代アートの美術館
- 宮城県美術館

建築
- 三居沢発電所（現在も稼動している日本最初の水力発電所・参考：機械遺産No.26）

公園・緑地
仙台市では都市の緑化と緑地公園・森林公園に力を入れている。平成11年には、市民・事業者・行政の協働による今後の緑づくりの具体的施策を定めた「百年の杜づくり行動計画」を策定し、市街地の「緑の回廊づくり」、誕生、結婚、新築など人生の節目を記念する植樹などによって1年1万本を目標に市民による植樹を進める「市民による「100万本の森づくり」、「学校の森づくり」、「建築物の緑化助成」、小学生向け緑化啓発サイト「キッズ百年の杜」などの施策を実施している。
都心部を囲む水田地帯、広瀬川の河川敷、小さな山などを含めてグリーンベルトと見なし、条例で開発を規制している。生垣にも助成金を出している。ブロック塀を減らすことで地震対策としている面もある。これは1978年の宮城県沖地震の際、ブロック塀が崩れ、その下敷きとなり多くの犠牲者を出した反省に基づいている。
- 緑化道路
定禅寺通、青葉通など
- 都市型公園・都市緑化公園

- 森林公園・植物園・山岳保養地
台原森林公園、水の森公園、太白山自然観察の森、青葉の森緑地、秋保大滝植物園、東北大学学術資源研究公開センター植物園、大年寺山公園・仙台市野草園、県民の森、泉ヶ岳など
- 海浜緑地など
貞山運河、浜辺の森・海岸公園、蒲生干潟

### レジャー
| 自然・海山 - 船形山 - 神室岳 - 面白山 - 泉ヶ岳 - 北泉ヶ岳 - 寒風山 - 白髪山 - 後白髪山 - 太白山 - 大倉山 - 深沼海水浴場 - 仙台港 - 広瀬川 - 名取川 - 七北田川 温泉 - 作並温泉 - 秋保温泉 - 二口温泉 | スキー - 泉ヶ岳スキー場 - スプリングバレー泉高原スキー場 花見 - 西公園（桜ヶ岡公園） - 榴岡公園 - 三神峯公園 - 七北田公園 動物園・遊園地・水族館・家族向け娯楽施設 - 八木山動物公園フジサキの杜 - 八木山ベニーランド - 仙台ハイランド遊園地（2015年営業終了） - 仙台うみの杜水族館 - 仙台アンパンマンこどもミュージアム＆モール - 仙台市泉岳少年自然の家 - 仙台市野草園 工場見学 - ニッカウヰスキー仙台工場宮城峡蒸溜所 - キリンビール仙台工場 - 鐘崎 笹かま館・食品館・七夕館 - 八十島プロシード仙台工場 |

### 仙台観光アンバサダー
仙台市が制作する観光パンフレットやポスター等へ出演するなど、市の魅力を広く国内外に紹介する。任期は2年間。
- 福原愛 - 元卓球日本代表。2012年ロンドン五輪女子団体銀メダリスト。
- 羽生結弦 - プロフィギュアスケーター。2014年ソチ・2018年平昌五輪男子シングル金メダリスト。
- サンドウィッチマン（伊達みきお、富澤たけし） - お笑い芸人。M-1グランプリ2007優勝。

### 仙台観光特使
アニメや漫画作品の「聖地巡礼」で仙台を訪れる観光客を増やすことを目的に、仙台市ゆかりの作品に登場するキャラクターに委嘱される。任期は2年間（再任あり）。
- 日向翔陽、影山飛雄（ハイキュー!!） - 2023年8月19日就任。カメイアリーナ仙台南側玄関脇に記念モニュメントを設置。
- 月島蛍、山口忠（ハイキュー!!） - 2024年8月19日就任。仙台市博物館正面玄関脇に記念モニュメントを設置。

## 文化・名物
観光PRにも多数の飲食店が登場しており、文化を形成する一役を担っている。こういった資料からも、食文化が発達していることが窺える。
仙台市内にはライブハウスやクラブが存在し、アマチュア・バンドやインディーズが活動している。仙台市に拠点を置いて活動する他地方出身のセミプロバンドもおり、全国版のヒットチャートと仙台のヒットチャートとの間に違いが生じるようになった。また、アマチュア演劇も行われており、多数のアマチュア劇団が存在して活動をしている。
仙台市は文化活動、文化事業を「楽都仙台」や「劇都仙台」と標榜してバックアップし、都市の文化的魅力を高めるとともに、産学官の連携組織である仙台クリエイティブ・クラスター・コンソーシアムを設立し、芸術や文化の創造性を活かした創造的産業の振興にも力を入れている。また一方で、地元マスメディアも地元の人材活用をするようになって、バンド・タレント・芸能人・モデルなどのローカルタレントが増加して、隣県のメディアに進出する者も表れた。そのため、小さいながらも仙台芸能界が形成されつつある。

### 方言
仙台独特の方言としては仙台弁があり、福島県や東関東などと同じ無アクセントであることや、語尾の「だっちゃ」などが特徴的である。しかし、現在では高齢者を除いて共通語・標準語に近い言葉が使用され、他地域から転入した人々の言葉が混じっていることも多い。ただし、語彙や表現は共通語化されていても、アクセントには元来の無アクセントの影響が残っていることが多い。

### 祭事･催事

#### 主な祭事

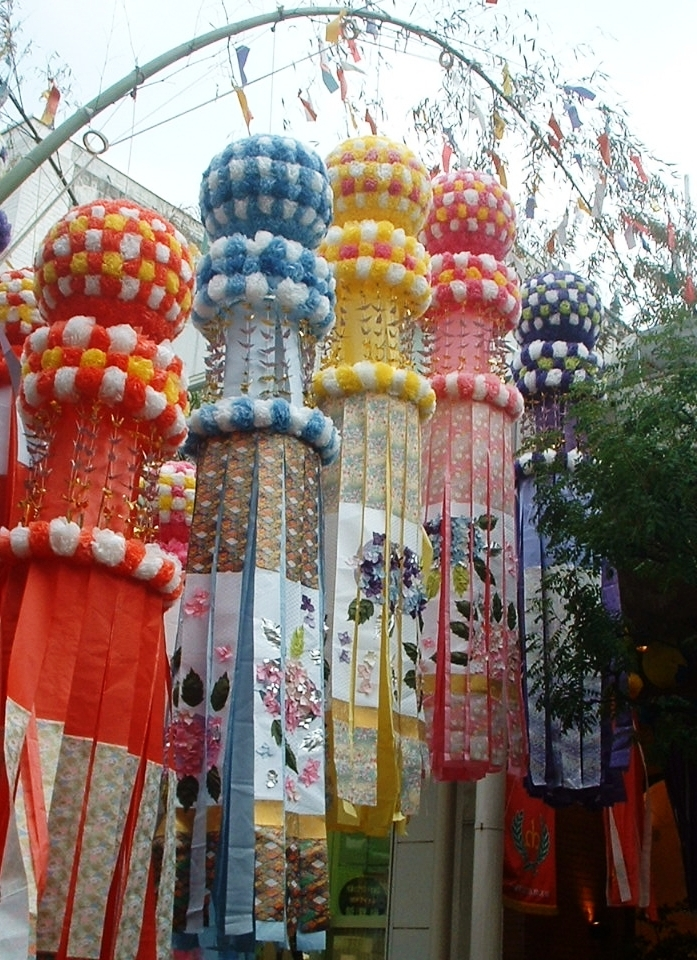
仙台七夕祭り

最も有名かつ、観客者数の多い仙台を代表する祭りは、仙台七夕まつりである。七夕祭りは藩政時代以来の歴史を持つ祭りで、市中の商店が名誉をかけて華美を競い合い、全国でも類を見ない華麗な七夕祭りになったとされる。東北四大夏祭りの1つに数えられており、中心部商店街では、期間中200万人以上の人出がある。
- 仙台初売り（1月2日 - ）
- どんと祭（1月14日夜） - 大崎八幡宮、仙台東照宮など市内各神社
- 仙台・青葉まつり（5月第3日曜日とその前日）
- 一番町三社まつり（7月 海の日前日） - 一番町
- 三滝山不動院大祭（7月27日・28日） - 中央通（クリスロード商店街）
- 夏まつり・仙台すずめ踊り（7月28日） - 宮城野通
- 仙台七夕花火祭（8月5日） - 西公園周辺
- 仙台七夕まつり（8月6・7・8日）
- 金蛇水神社祭典（8月最終日曜日） - 一番町
- みちのくYOSAKOIまつり（10月）
- 天空のゆりガーデン（7月〜8月）

#### 主な催事

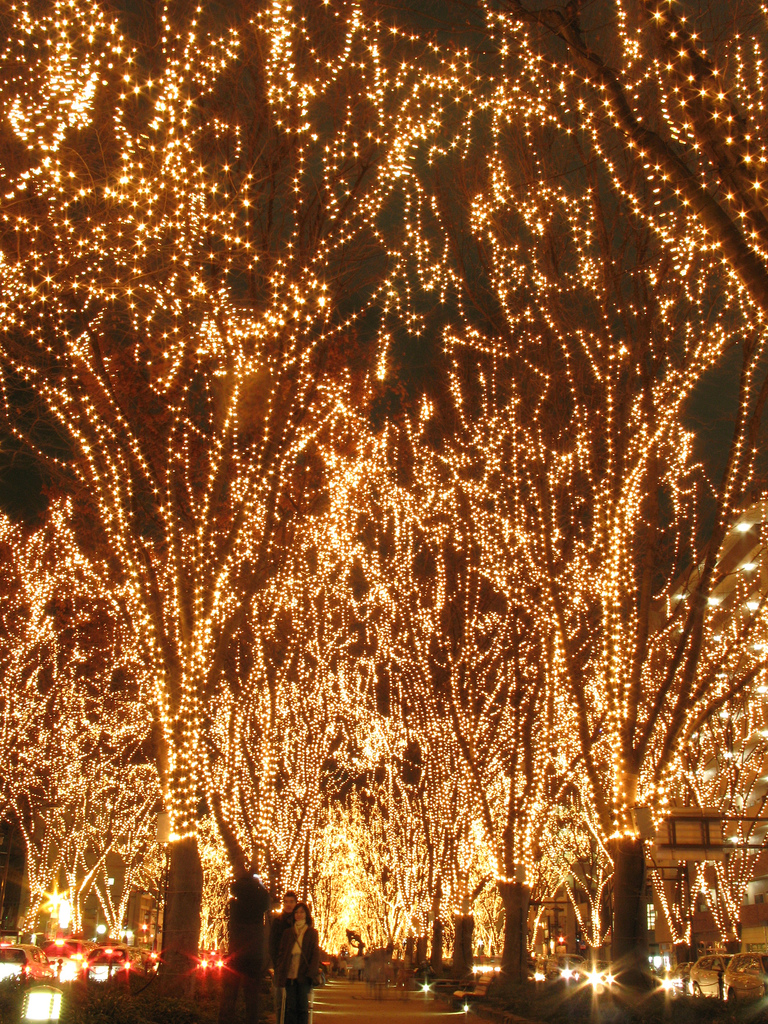
光のページェント

スポーツ関連の催事は仙台のスポーツ#恒例のスポーツイベント参照
「市民ボランティアが主体となって開催する」「街を舞台装置とした」「無料の」「屋外音楽イベント」が多いのが特色。音楽以外がメインのイベントでも、ステージが設置され、バンド演奏が行われる例が多い。秋の定禅寺ストリートジャズフェスティバルは2日間で70万人以上、冬のSENDAI光のページェントは3週間で220万人以上の人出がある。
その他、10月1日から11月30日に行われる音楽や演劇などの公演を「仙台市芸術祭」という名称で仙台市が後援しており、2004年（平成16年）11月には勾当台公園で野外演劇祭（仙台演劇祭）も行われた。

### 音楽

#### 楽団
仙台フィルハーモニー管弦楽団
クラシック音楽専用につくられた仙台市青年文化センター・コンサートホールを本拠とするプロのオーケストラ。本拠の他に、宮城県民会館やイズミティ21でも定期演奏会やコンサートを行っている。

### スポーツ

#### プロスポーツ
| 名称                           | 競技種目         | 所属リーグ      | 本拠地                       | 運営法人                           | 創設年 （移転年） |
| ------------------------------ | ---------------- | --------------- | ---------------------------- | ---------------------------------- | ----------------- |
| ベガルタ仙台                   | サッカー         | J2リーグ        | ユアテックスタジアム仙台     | (株)ベガルタ仙台                   | 1994年            |
| 東北楽天ゴールデンイーグルス   | 野球             | パ・リーグ      | 楽天モバイルパーク宮城       | (株)楽天野球団                     | 2004年            |
| 仙台89ERS                      | バスケットボール | B1リーグ        | ゼビオアリーナ仙台           | (株)仙台89ERS                      | 2005年            |
| センダイガールズプロレスリング | プロレス         |                 | 仙台サンプラザホール 仙台PIT | センダイガールズプロレスリング(株) | 2005年            |
| マイナビ仙台レディース         | サッカー         | WEリーグ        | ユアテックスタジアム仙台     | (株)マイナビフットボールクラブ     | 2012年            |
| SENDAI AIRJOKER.EX             | 3x3              | 3x3.EXE PREMIER |                              |                                    | 2018年            |

#### セミプロ・社会人
| 名称                     | 競技種目     | 所属リーグ     | 本拠地                                    | 運営法人                                   | 創設年 （移転年） |
| ------------------------ | ------------ | -------------- | ----------------------------------------- | ------------------------------------------ | ----------------- |
| JR東日本東北硬式野球部   | 野球         | 日本野球連盟   | JR東日本利府野球場                        | 東日本旅客鉄道(株)                         | 1919年            |
| 東北マークス             | 野球         | 日本野球連盟   |                                           |                                            | 1946年            |
| 東北マークス             | バドミントン | S/JリーグⅡ男子 |                                           |                                            | 1972年            |
| 七十七銀行硬式野球部     | 野球         | 日本野球連盟   | 七十七銀行富谷総合グラウンド              | (株)七十七銀行                             | 1981年            |
| 七十七銀行陸上競技部     | 陸上競技     |                |                                           | (株)七十七銀行                             | 1987年            |
| 七十七銀行バドミントン部 | バドミントン | S/Jリーグ女子  | 七十七銀行中山体育館                      | (株)七十七銀行                             | 1992年            |
| 仙台SASUKE.FC            | サッカー     | 東北1部        |                                           |                                            | 1995年            |
| みちのく仙台FC           | サッカー     | 東北1部        |                                           | (株)みちのく仙台FC                         | 1996年            |
| ヴォスクオーレ仙台       | フットサル   | F2リーグ       | カメイアリーナ仙台 本山製作所青葉アリーナ | (一社)スポーツプロジェクト東北             | 2012年            |
| リガーレ仙台             | バレーボール | V.LEAGUE WOMEN | 元気フィールド仙台                        | (株)リガーレ・スポーツエンターテインメント | 2018年            |

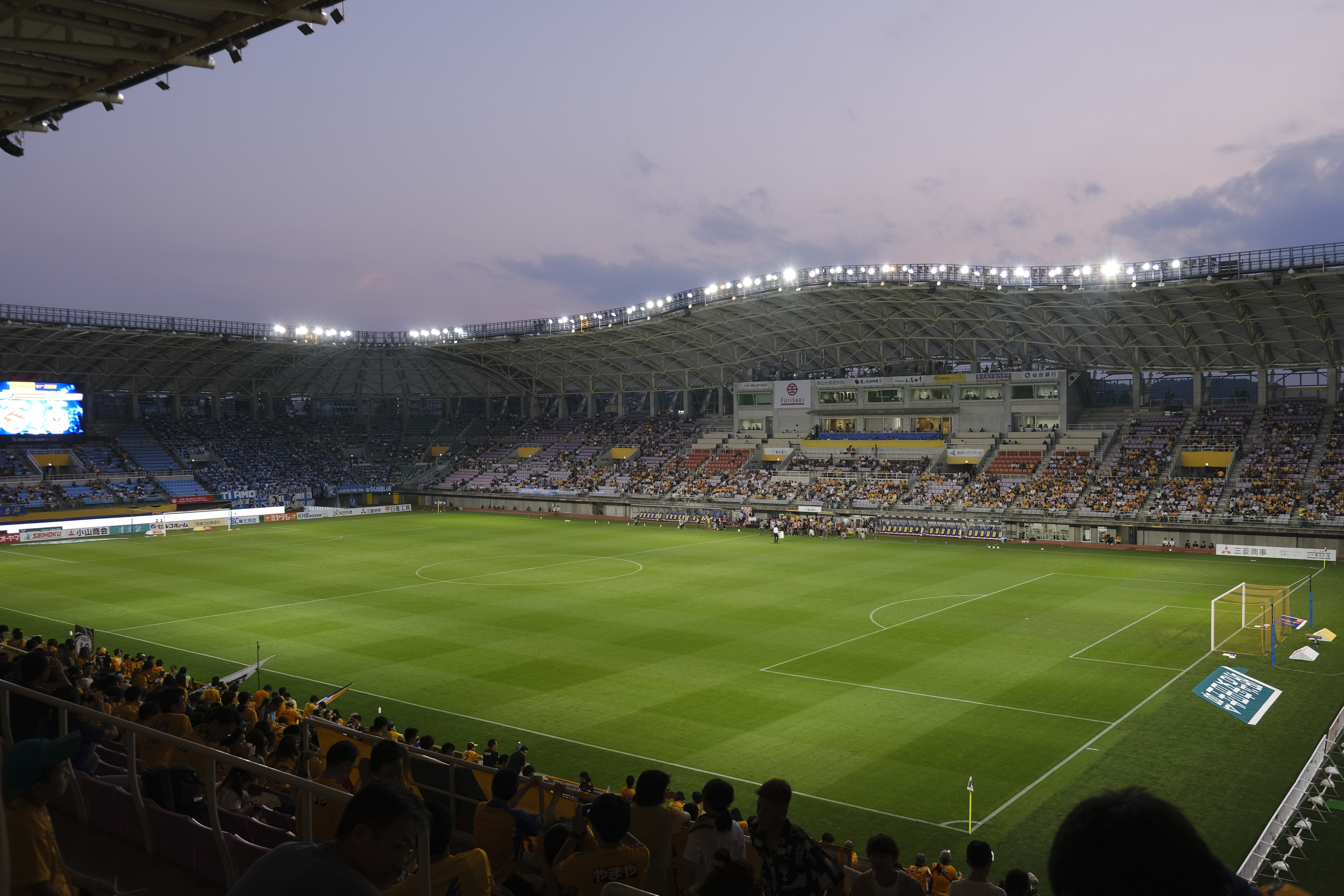
ベガルタ仙台
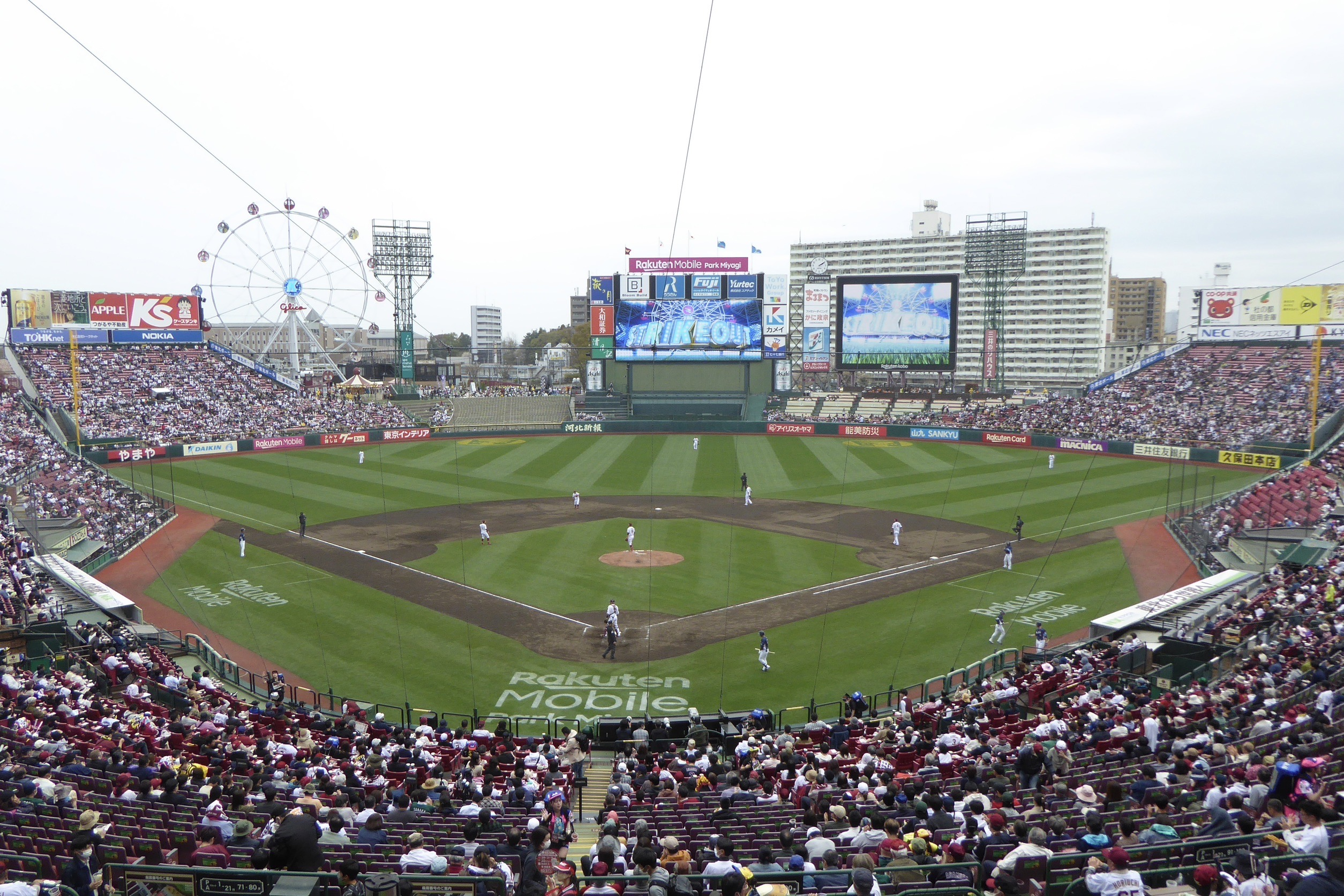
東北楽天ゴールデンイーグルス
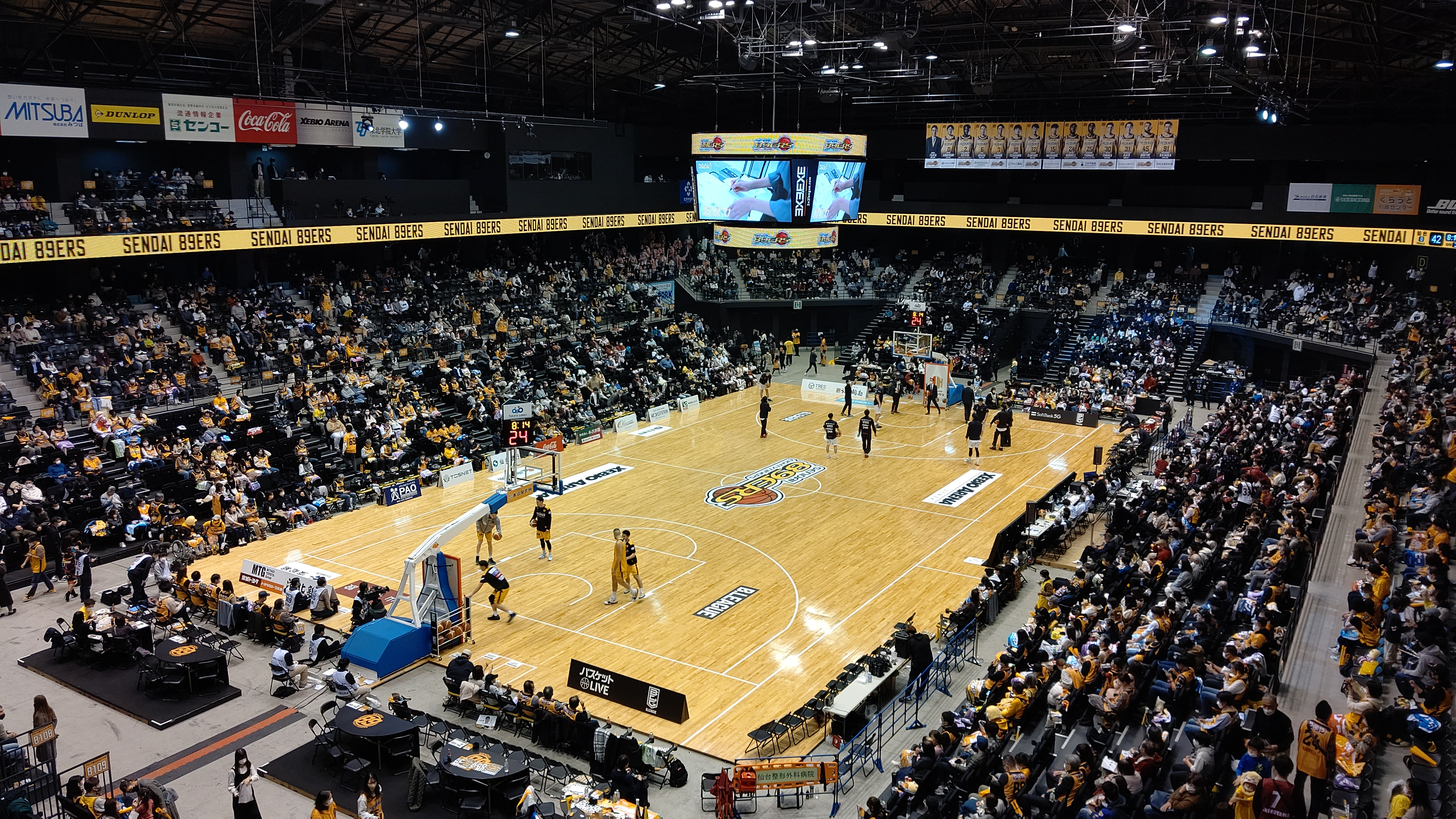
仙台89ERS
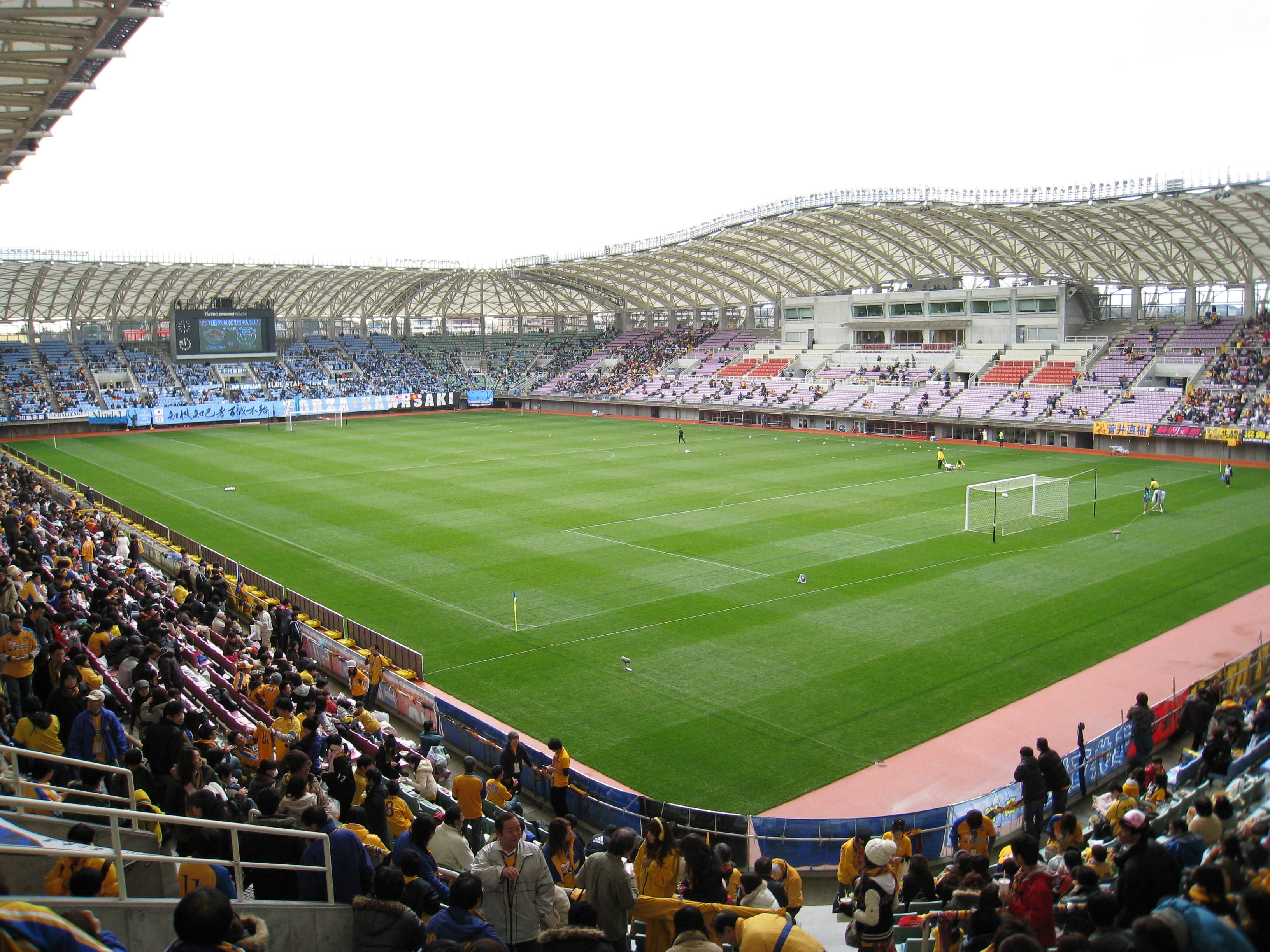
マイナビ仙台レディース
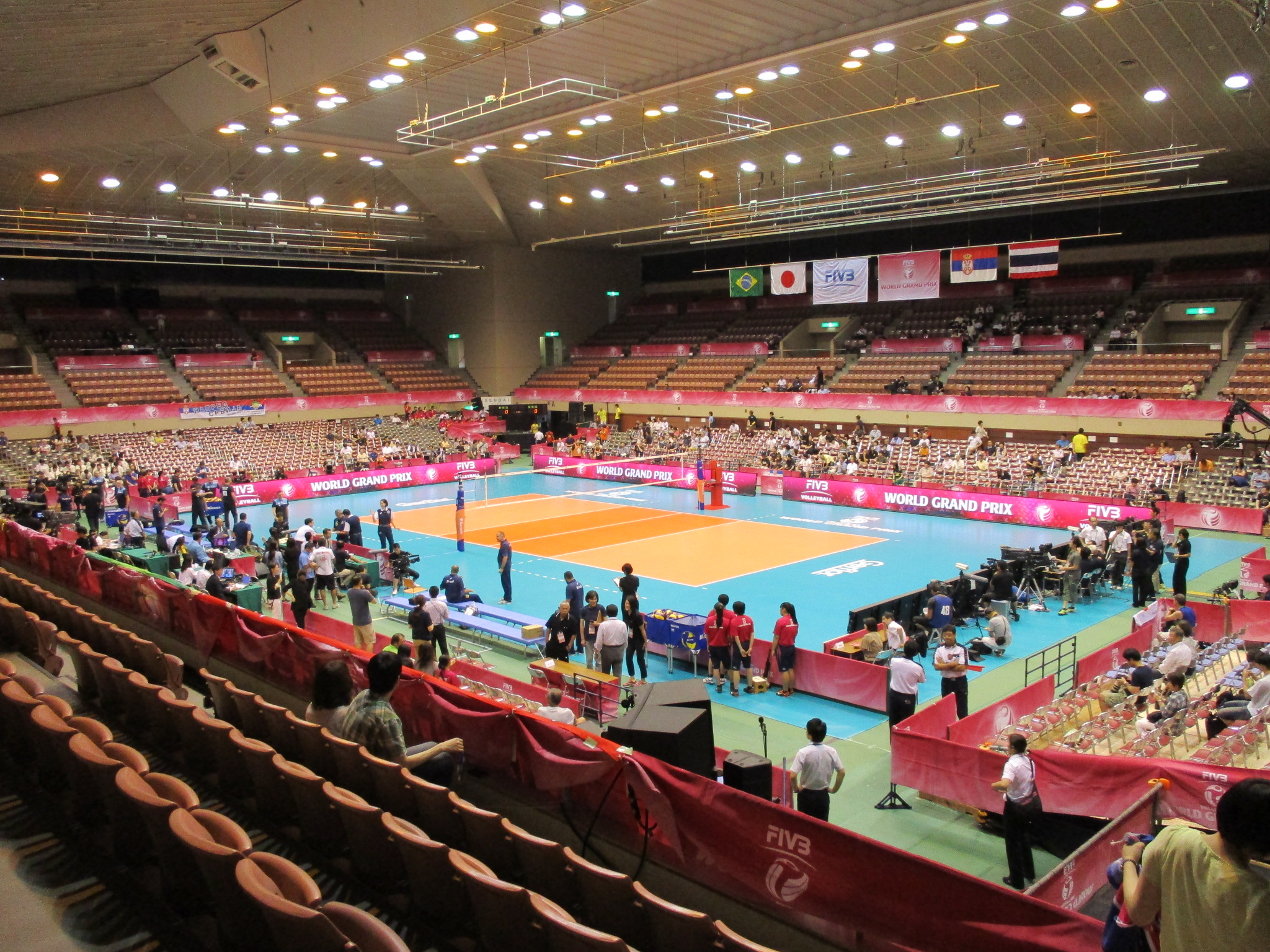
リガーレ仙台

### グルメ

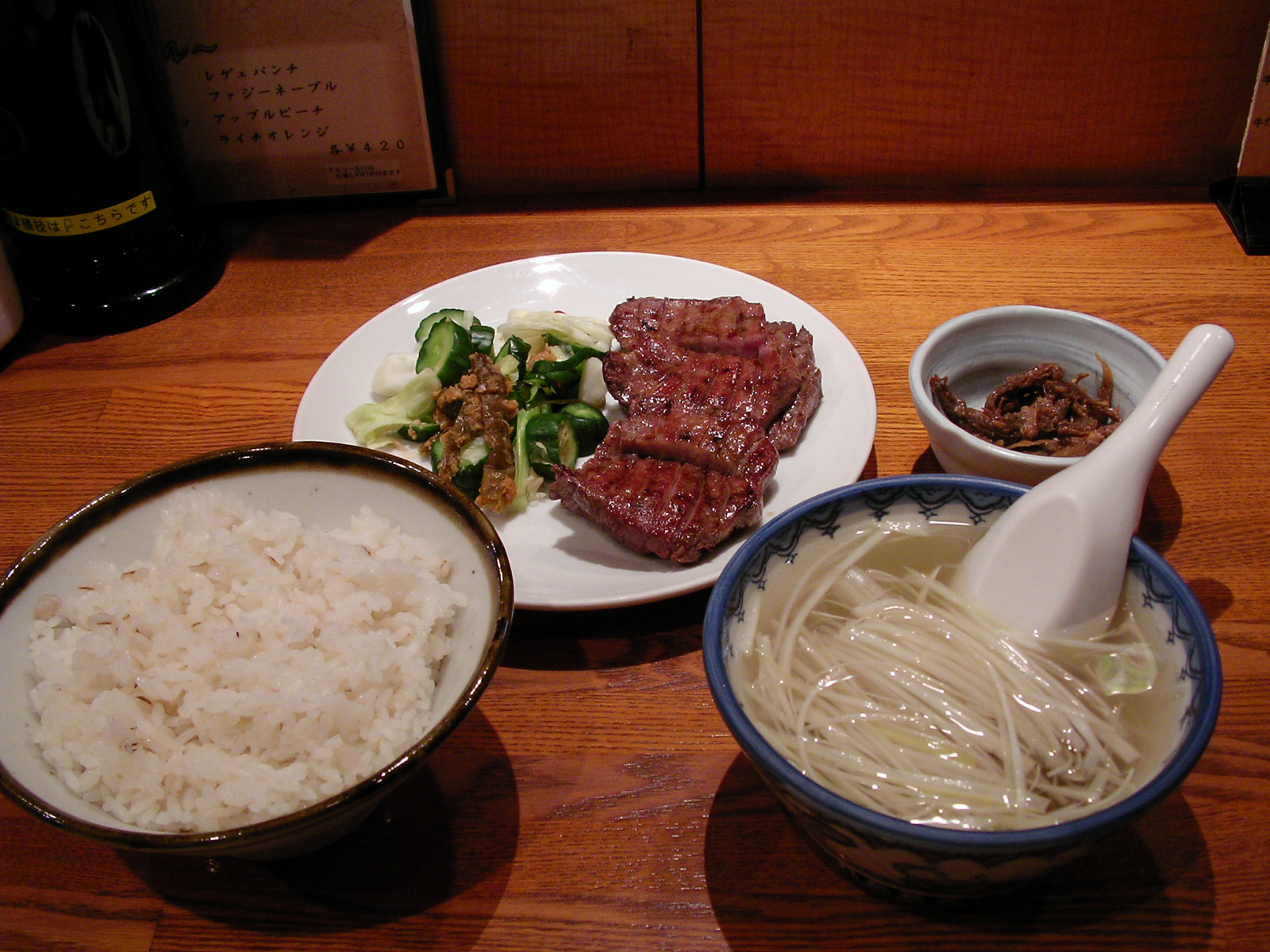
牛タン炭火焼き定食

仙台は三陸の魚介類は勿論、各種農作物、ブランド米「ひとめぼれ」「ササニシキ」、高級和牛牛肉「仙台牛」の産地に近く、海の幸・山の幸が集積する。近年は、仙台中央卸売市場が仙台市の経済圏に商圏広域化し、弱体化した周辺の卸売市場の機能を肩代わりしているため、食材の集散地としての機能拡充も進んでいる。
庶民的な料理店の特色として、仙台発祥の牛タン料理の店が多く、仙台ラーメンを供する店もある。また、仙台駅は駅弁の種類が日本で最も多い駅として知られる（「仙台駅#駅弁」を参照）。

#### 旬の味覚・季節料理
- 春：山菜・くじらの刺身・海苔・赤貝・マグロ
- 夏：ホヤ・カツオ・サンマの刺身・ウニ・アナゴ
- 秋：芋煮会・もどり鰹の刺身・サンマ・キチジ・ハゼの天ぷら・はらこめし
- 冬：アワビ・カキ料理・ホッキめし・タラコ（白子）・牛タンのしゃぶしゃぶ

#### 仙台発祥の料理
- 牛タン料理
- 炉端焼き
- 仙台マーボー焼そば
- レゲエパンチ
- 冷やし中華
- せり鍋

#### 酒
- 日本酒 - 浦霞・一ノ蔵など。
- ビール - キリンビール仙台港に工場がある
- ウイスキー -竹鶴政孝が創始したニッカウヰスキーは国内に二箇所の蒸留所を持っているが、その内の一箇所が仙台市青葉区、広瀬川上流の新川河畔にある宮城峡蒸溜所である。宮城県はウィスキー消費量日本一。

#### 名産
| - ひとめぼれ - ササニシキ - 仙台牛 | - 仙台味噌 - 仙台駄菓子 - 笹かまぼこ - 牛タン - 仙台長なす漬け - 萩の月 - 白松がモナカ - ひょうたん揚げ - どら焼き - ずんだ餅 - どんどん焼き - （くるくるお好み焼き） | - 仙台平 - 仙台箪笥 - 仙台堆朱 - 仙台埋木細工 - 仙台竿 - 玉虫塗 | - こけし - 堤人形 - 仙台四郎 - つつみ屋の串だんご - 支倉焼 - 三角あぶらげ - 金華鯖 - 仙台せり |

#### 芋煮会
仙台の秋の風物詩として、芋煮会がある。芋煮会は、河原などの野外において、家族や友人、学校や職場の仲間が集まって、大鍋に汁をつくって食べる季節行事である。この習慣がある地域では、花見と同様に重要な年中行事として扱われている。10月から11月にかけて行われる。
仙台の芋煮は、里芋と豚肉を主な具として味噌で味付けする。魚やジャガイモをいれるものもある。また、参加する人数が多くなると、仙台風の芋煮の他に、牛肉・醤油味の山形風芋煮、キムチチゲ（鍋）、バーベキューや鉄板焼きなどを加えて作ることもある。芋煮のための大鍋は、スーパーやコンビニエンスストアで借りることが出来、薪も買える。シーズン中は、材料の下ごしらえがされた芋煮セットがスーパーや大学生協などで売られているので、忙しい人たちも簡単に芋煮会をすることが出来る。また、仙台近郊のキャンプ場では、全ての材料・鍋・薪が準備されていて、あとは火をおこして煮るだけの芋煮会パックというサービスもある。

### 発祥
大藩であった旧仙台藩や旧東北帝国大学の存在を礎にした文化・教育・工業技術・科学技術の分野に関する事項が多い。
- 光通信発祥の地
東北大学電気通信研究所において、光通信の三要素（発光素子、光伝送路、受光素子）が発見・発明されたことが始まり。
- 公共図書館発祥の地
1817年（文化14年）ごろ、仙台藩出身の公事師兼商人青柳文蔵が仙台城下の百騎丁（現在の東二番丁通）に開設した青柳文庫が始まり。
- 水力発電稼働の地
1888年（明治21年）、宮城紡績会社が旧仙台区三居沢（現仙台市青葉区荒巻字三居沢）に自家用水力発電を設けたのが始まり（世界でも2例目）。
現在も東北電力三居沢発電所として稼働中。発電所上屋、発電設備は国の登録有形文化財に登録。
- フィギュアスケート発祥の地
1897年（明治30年）ごろ、米国人のデブィソンが仙台城の堀である五色沼で子供達にフィギュアスケートを教えたことに始まるとされる。
- 電気化学工業発祥の地
1902年（明治35年）、上記宮城紡績会社の後身企業である宮城紡績電灯会社が仙台市三居沢において電気炉を用いたカーバイドの製造に成功したのが始まり。
- 鉄筋コンクリート橋梁架橋の地
1909年（明治42年）、市内を流れる広瀬川に架かる広瀬橋が鉄筋コンクリート橋梁に架け替えられたのが始まり。この鉄筋コンクリート橋梁は1959年（昭和34年）に現在の鋼桁橋に架け替えられたため、現存しない。
- 大学の女性門戸開放発祥の地（日本初の女子大生誕生の地）
1913年（大正2年）、東北帝国大学理科大学（現東北大学理学部）に黒田チカ、牧田らく、丹下ウメら3人の女性研究者が入学したのが始まり。
- 地下駅ならびに地下鉄開業の地
1925年（大正14年）、宮城電気鉄道によって開設された仙台駅とそこに至る路線は日本初の地下駅ならびに地下鉄とされている。
日本初の地下鉄である東京メトロ銀座線の開業は、宮城電気鉄道仙台駅開業の2年後の1927年（昭和2年）。
- 鉄道の交流電化発祥の地
1955年（昭和30年）、商用周波数による交流電化試験のため国鉄仙山線陸前落合駅 - 熊ケ根駅間が試験線として交流電化されたのが始まり。
1957年（昭和32年）からは交流電化区間を同線仙台駅 - 作並駅間に延長し営業運転を開始。

### 「センダイ」と名の付く動植物
センダイハギ（千代萩、仙台萩：Thermopsis lupinoides ）
ムラサキセンダイハギ（紫千代萩：Baptisia australis）
原産地は北米。
センダイシダレ（仙台枝垂）
センダイヤ（仙台屋：Cerasus jamasakura 'Sendaiya'）、センダイヤザクラ（仙台屋桜）
仙台藩から移住してきた佐伯氏が、現・高知県高知市中須賀で始めた「仙台屋」の屋敷に植えた桜で、土佐藩主・山内家にも献上された。周辺住民から「仙台屋の桜」と呼ばれていたが、高知県出身で「日本の植物学の父」とされる牧野富太郎が品種として命名した。センダイヤはサトザクラ群の栽培品種で、葉が赤く、花は一重で5枚の花弁が付き、ソメイヨシノより数日遅く濃紅色の花を開花する。虫が付きにくいため、消毒作業による都市環境・自然環境への負荷が低い品種と考えられており、2002年（平成14年）より神奈川県横浜市では青葉区役所付近の鶴見川沿いに植樹されて桜並木を形成しつつある。
センダイヨシノ（仙台吉野）
坂庭清一郎が仙台市で、仙台周辺に多いヤエベニシダレ（八重紅枝垂）と、ソメイヨシノ（染井吉野）とを交配して作った八重咲きの桜の一品種（→榴岡公園）。
センダイソウ（仙台草：Saxifraga sendaica）
ロシア人のカール・ヨハン・マキシモヴィッチ博士によって命名された。紀伊半島、四国、九州に自生し、仙台市には自生しない。
センダイゾウ（仙台象：Sinomastodon sendaicus）
絶滅種。
センダイムシクイ
スズメ目ウグイス科の渡り鳥。
センダイウイルス (Sendai Virus：Sev) (Hemagglutinating virus of Japan : HVJ)
石田名香雄（元東北大学総長）らにより東北大学医学部で発見された。細胞融合を起こすウイルスとしてバイオテクノロジーの分野で重要視されている。遺伝子治療において、導入する遺伝子を目標組織の細胞に運ぶベクターとして有望視されている。

## 作品
仙台を舞台とした作品、仙台でロケーションが行われた作品を記載する。

### 映画
- 磯川兵助功名噺（1942年）
- 第五列の恐怖（1942年）
- 出征前十二時間（1943年）
- 三尺三五平（1944年）
- 真珠母（1953年、松竹）
- 大地の侍（1956年、東映）
- 新日本珍道中(東日本の巻)（1958年、新東宝）
- キングコング対ゴジラ（1962年、東宝）
- 惜別の歌（1963年、日活）
- 赤い殺意（1964年、日活）
- 青葉繁れる（1972年、東宝）
- トラック野郎・御意見無用（1975年、東映）
- 名門!多古西応援団（1987年、東映）
- ゴジラvsメカゴジラ（1993年、東宝）
- 国会へ行こう!（1993年、東宝）
- デッドヒート（1995年、東宝東和）
- ガメラ2 レギオン襲来（1996年、大映）
- 緑の街（1998年、ファー・イースト・クラブ）
- 故郷（1999年、東映）
- 非・バランス（2001年、メディアボックス / 日本ビクター）
- 半落ち（2004年、東映）
- 千の風になって（天国への手紙）（2004年、シネカノン）
- 小春小町（2004年、松竹）
- アヒルと鴨のコインロッカー（2007年、ザナドゥー）
- 重力ピエロ（2009年、アスミック・エース）
- ラッシュライフ（2009年、東京芸術大学）
- カラスコライダー（2009年、ジョリー・ロジャー）
- ゴールデンスランバー（2010年、東宝）
- 苦い蜜 ～消えたレコード～（2010年、アステア）
- 育子からの手紙（2010年、「育子からの手紙」製作委員会）
- 春との旅（2010年、ティ・ジョイ / アスミック・エース）
- パートナーズ（2010年、東京テアトル）
- 相棒 -劇場版II- 警視庁占拠! 特命係の一番長い夜（2010年、東映）
- An Assassin アサシン（2011年、東映）
- ポテチ（2012年、ショウゲート）
- 100回泣くこと（2013年、ショウゲート）
- Jリーグ設立20周年記念ショート映画「旅するボール」（2013年）[102]
- 救いたい（2014年、AMGエンタテインメント）
- 図書館戦争 -THE LAST MISSION-（2015年、東宝）
- 俺物語!!（2015年、東宝）
- 風のたより（2015年、プロジェクト ドーン）
- 無伴奏（2016年、アークエンタテインメント）
- 殿、利息でござる!（2016年、松竹）
- サバイバルファミリー（2017年、東宝）
- Vegalta: Soccer, Tsunami and the Hope of a Nation（2017年）[103]
- ReLIFE リライフ（2017年、松竹）
- ジョジョの奇妙な冒険 ダイヤモンドは砕けない 第一章（2017年、東宝 / ワーナー・ブラザース映画）
- 君の笑顔に会いたくて（2017年、ジャパン・スローシネマ・ネットワーク）
- 祈りの幕が下りる時（2018年、東宝）
- 生きる街（2018年、アークエンタテインメント / 太秦）
- ママレード・ボーイ（2018年、ワーナー・ブラザース映画）
- アイネクライネナハトムジーク（2019年、ギャガ）
- ラストレター（2020年、東宝）
- 風の電話（2020年、ブロードメディア・スタジオ）
- 弥生、三月-君を愛した30年-（2020年、東宝）
- Life 線上の僕ら（2020年、バップ）
- 護られなかった者たちへ（2021年、松竹）
- 偶然と想像（2021年、Incline）
- 余命10年（2022年、ワーナー・ブラザーズ映画）
- 天間荘の三姉妹（2022年、東映）
- スイート・マイホーム（2023年、日活 / 東京テアトル）
- キリエのうた（2023年、東映）
- パレード（2024年、Netflix）
- ラストマイル（2024年、東宝）
- 新幹線大爆破（2025年、Netflix）

### テレビドラマ
- 二人の星（1965年、TBS）
- パンとあこがれ（1969年、TBS）
- 大河ドラマ 樅ノ木は残った（1970年、NHK）
- 青葉繁れる（1972年、TBS）
- 空は七つの恋の色（1978年、よみうりテレビ）
- 西部警察 PART-III「杜の都・激震!! -宮城・前篇-」「仙台爆破計画 -宮城・後篇-」（1983年、テレビ朝日）
- 連続テレビ小説 はね駒（1986年、NHK）
- 嫉妬（1986年、テレビ朝日）
- 大河ドラマ 独眼竜政宗（1987年、NHK）
- ずっとあなたが好きだった（1992年、TBS）
- 独眼竜の野望 伊達政宗（1993年、テレビ朝日）
- 松本清張スペシャル 喪失の儀礼（1994年、日本テレビ）
- 愛と野望の独眼竜 伊達政宗（1995年、TBS）
- 杜の都 恋物語（1997年 - 1999年、東日本放送）
- 君の手がささやいている（1999年、テレビ朝日）
- ざこ検事 潮貞志の事件簿（2002年 - 2005年、TBS）
- しあわせギフトお届け人（2004年、フジテレビ）
- 連続テレビ小説 天花（2004年、NHK）
- フリー女子アナの殺人リポート（2006年、テレビ朝日）
- 医師・円城寺修（2011年 - 2012年、TBS）
- 造花の蜜（2011年、WOWOW）
- 明日をあきらめない…がれきの中の新聞社〜河北新報のいちばん長い日〜（2012年、テレビ東京）
- 小さな神たちの祭り（2019年、東北放送）
- 連続テレビ小説 おかえりモネ（2021年、NHK）
- ペペロンチーノ（2021年、NHK）
- ＃居酒屋新幹線（2021年 - 2022年、MBS）

### アニメ映画
- Wake Up, Girls! 七人のアイドル（2014年、東宝映像事業部）
- Wake Up, Girls! 青春の影（2015年、東宝映像事業部）
- Wake Up, Girls! Beyond the Bottom（2015年、東宝映像事業部）
- 劇場版 呪術廻戦 ０（2021年、東宝）
- BLUE GIANT（2023年、東宝映像事業部）

### テレビアニメ
- かんなぎ（2008年）
- 戦国BASARA（2009年 - 2014年）
- Wake Up, Girls!（2014年 - 2018年）
- ハイキュー!!（2014年 - 2020年）
- くまみこ（2016年）
- ジョジョの奇妙な冒険 ダイヤモンドは砕けない（2016年）
- 宇崎ちゃんは遊びたい!（2020年 - 2022年）
- 呪術廻戦（2020年 - ）
- バクテン!!（2021年）

### 小説
映像化された作品を太字で示す。

#### 伊坂幸太郎作品
- オーデュボンの祈り（2000年）
- ラッシュライフ（2002年
- 重力ピエロ（2003年）
- アヒルと鴨のコインロッカー（2003年）
- グラスホッパー（2004年）
- 死神の精度（2005年）
- 魔王（2005年）
- 砂漠（2005年）
- 終末のフール（2006年）
- フィッシュストーリー（2007年）
  - ポテチ
- ゴールデンスランバー（2007年）
- あるキング（2009年）
- マリアビートル（2010年）
- 夜の国のクーパー（2012年）
- ガソリン生活（2013年）
- 首折り男のための協奏曲（2014年）
- アイネクライネナハトムジーク（2014年）
- キャプテンサンダーボルト（2014年、阿部和重との共作）
- 火星に住むつもりかい?（2015年）
- ホワイトラビット（2017年）
- フーガはユーガ（2018年）

#### その他作品
- 南小泉村（1909年、真山青果）
- ポラーノの広場（1934年、宮沢賢治）
- 惜別（1945年、太宰治）
- 美しい星（1962年、三島由紀夫）
- それぞれの機会（1964年、日向康）
- 青葉繁れる（1973年、井上ひさし）
- ぼくらの七日間戦争 （1985年、宗田理）
- ア・ルース・ボーイ（1991年、佐伯一麦）
- パラサイト・イヴ（1995年、瀬名秀明）
- 魔術師（1999年、恩田陸）
- 最後の奇跡（2000年、青山圭秀）
- 無花果日記（2002年、若合春侑）
- 滅びのモノクローム（2002年、三浦明博）
- 鉄塔家族（2004年、佐伯一麦）
- 虹色にランドスケープ（2005年、熊谷達也）
- タマゴマジック（2016年、恩田陸）
- 象の皮膚（2021年、佐藤厚志）
- なぜ、そのウイスキーが死を招いたのか（2021年、三沢陽一）

### ノンフィクション・エッセイ
- 藤野先生（1932年、魯迅）
- 仙台学（仙台学編集室）
- 仙台ぐらし（2012年、伊坂幸太郎）

### 紀行文・俳諧
- おくのほそ道（松尾芭蕉）
- 街道をゆく（司馬遼太郎）

### 漫画
映像化された作品を太字で示す。
- ア・ホーマンス（狩撫麻礼原作・たなか亜希夫作画）
- 変幻退魔夜行 カルラ舞う!（1986年 - 1993年、永久保貴一）
- ジョジョの奇妙な冒険 Part4 ダイヤモンドは砕けない（1992年 - 1995年、荒木飛呂彦）
- イマジン（1994年 - 1999年、槇村さとる）
- パスポート・ブルー（1999年 - 2001年、石渡治）
- 辣韮の皮〜萌えろ!杜の宮高校漫画研究部〜（2000年 - 2009年、阿部川キネコ）
- 太陽の黙示録（2002年 - 2010年、かわぐちかいじ）
- かんなぎ（2005年 - 2017年、武梨えり）
- まねきねこ不動産（2009年 - 2021年、空乃さかな）
- トモダチごっこ（2011年 - 2012年、ももち麗子）
- ジョジョの奇妙な冒険 Part8 ジョジョリオン（2011年 - 2021年、荒木飛呂彦）
- ハイキュー!!（2012年 - 2020年、古舘春一）
- BLUE GIANT（2013年 - 2016年、石塚真一）
- ケッパレ 松原さん!（2014年 - 2015年、シロヤギ）
- インフェクション（2015年 - 2022年、及川徹）
- 東京都立呪術高等専門学校（2017年、芥見下々）
- 宇崎ちゃんは遊びたい!（2017年 - 、丈）
- 呪術廻戦（2018年 - 2024年、芥見下々）
- グラゼニ 〜パ・リーグ編〜（2018年 - 2021年、森高夕次原作・足立金太郎作画）
- 初恋*れ〜るとりっぷ (2018年 - 2021年、永山ゆうのん）
- かみあそび！～カードゲーマー少女の日常～（2024年 - 、文月いつか原作・森もりん作画）[104][105]

### ゲーム
- 双界儀 - スクウェア・エニックスのPS用ゲームソフト。および、これを原作とした小説と漫画。
- スマガ（ニトロプラスのPCゲーム）
- THE営業道（ジョルダンのニンテンドーDS用ソフト）
- 放課後恋愛クラブ -恋のエチュード-
- サクラ大戦 - セガのSS、DC用ゲームソフト。および、これを原作とした小説と漫画

### 楽曲
- 荒城の月（作詞：土井晩翠、作曲：瀧廉太郎、編曲：山田耕筰）
- 七夕哀歌（作詞：里村龍一、作曲：伊藤薫、編曲：石倉重信） 唄：石原詢子
- 悲恋草（作詞：杉紀彦、作曲：遠藤実、唄：三橋美智也）
- 仙台発かなしみ行（作詞：星野哲郎、作曲：叶弦大、歌：小林旭）
- 青葉城恋唄（作詞：星間船一、作曲：さとう宗幸） 唄：さとう宗幸
- ミス仙台（作詞：西條八十、作曲：古関裕而） 唄：二葉あき子/二代目コロムビア・ローズ/島倉千代子